# Eredivisie 2023/24 (mannenvoetbal)/Wedstrijden
De wedstrijden van het Nederlandse Eredivisie voetbal uit het seizoen 2023/24 was het 68e seizoen van de hoogste Nederlandse voetbalcompetitie voor mannen. Aan de competitie namen achttien clubs deel. Het seizoen zou uit 34 speelronden van elk negen wedstrijden bestaan, gevolgd door een play-off. De competitie werd geopend op 11 augustus 2023 met een wedstrijd tussen FC Volendam en Vitesse.

## Speelronde 1
|                            |                  |         |                              | |
| 11 augustus 2023 20:00 uur | FC Volendam      | 1 – 2   | Vitesse                      | Stadion: Kras Stadion, Volendam Toeschouwers: 6.382 Scheidsrechter: Higler Video-assistent: Ruperti |
| 11 augustus 2023 20:00 uur | Mühren 10' 45+2' | Verslag | 60' Tielemans 86' Van Ginkel | Stadion: Kras Stadion, Volendam Toeschouwers: 6.382 Scheidsrechter: Higler Video-assistent: Ruperti |
| 11 augustus 2023 20:00 uur |                  |         |                              | Stadion: Kras Stadion, Volendam Toeschouwers: 6.382 Scheidsrechter: Higler Video-assistent: Ruperti |
| 11 augustus 2023 20:00 uur |                  |         |                              | Stadion: Kras Stadion, Volendam Toeschouwers: 6.382 Scheidsrechter: Higler Video-assistent: Ruperti |
|                            |                  |         |                              | |

|                            |                          |         |            | |
| 12 augustus 2023 16:30 uur | PSV                      | 2 – 0   | FC Utrecht | Stadion: Philips Stadion, Eindhoven Toeschouwers: 32.486 Scheidsrechter: Gözübüyük Video-assistent: Oostrom |
| 12 augustus 2023 16:30 uur | Lang 45+3' Vertessen 77' | Verslag |            | Stadion: Philips Stadion, Eindhoven Toeschouwers: 32.486 Scheidsrechter: Gözübüyük Video-assistent: Oostrom |
| 12 augustus 2023 16:30 uur |                          |         |            | Stadion: Philips Stadion, Eindhoven Toeschouwers: 32.486 Scheidsrechter: Gözübüyük Video-assistent: Oostrom |
| 12 augustus 2023 16:30 uur |                          |         |            | Stadion: Philips Stadion, Eindhoven Toeschouwers: 32.486 Scheidsrechter: Gözübüyük Video-assistent: Oostrom |
|                            |                          |         |            | |

|                            |                                             |         |                   | |
| 12 augustus 2023 18:45 uur | sc Heerenveen                               | 3 – 1   | RKC Waalwijk      | Stadion: Abe Lenstra Stadion, Heerenveen Toeschouwers: 19.500 Scheidsrechter: Nagtegaal Video-assistent: Pérez |
| 12 augustus 2023 18:45 uur | Nicolaescu 24' Bochniewicz 30' Sahraoui 43' | Verslag | 60' (pen.) Kramer | Stadion: Abe Lenstra Stadion, Heerenveen Toeschouwers: 19.500 Scheidsrechter: Nagtegaal Video-assistent: Pérez |
| 12 augustus 2023 18:45 uur |                                             |         |                   | Stadion: Abe Lenstra Stadion, Heerenveen Toeschouwers: 19.500 Scheidsrechter: Nagtegaal Video-assistent: Pérez |
| 12 augustus 2023 18:45 uur |                                             |         |                   | Stadion: Abe Lenstra Stadion, Heerenveen Toeschouwers: 19.500 Scheidsrechter: Nagtegaal Video-assistent: Pérez |
|                            |                                             |         |                   | |

|                            |                                                  |         |                 | |
| 12 augustus 2023 20:00 uur | Ajax                                             | 4 – 1   | Heracles Almelo | Stadion: Johan Cruijff ArenA, Amsterdam Toeschouwers: 54.029 Scheidsrechter: Manschot Video-assistent: Van de Graaf |
| 12 augustus 2023 20:00 uur | Medić 45+8' Kudus 75' Bergwijn 85', 90+6' (pen.) | Verslag | 45+5' Engels    | Stadion: Johan Cruijff ArenA, Amsterdam Toeschouwers: 54.029 Scheidsrechter: Manschot Video-assistent: Van de Graaf |
| 12 augustus 2023 20:00 uur |                                                  |         |                 | Stadion: Johan Cruijff ArenA, Amsterdam Toeschouwers: 54.029 Scheidsrechter: Manschot Video-assistent: Van de Graaf |
| 12 augustus 2023 20:00 uur |                                                  |         |                 | Stadion: Johan Cruijff ArenA, Amsterdam Toeschouwers: 54.029 Scheidsrechter: Manschot Video-assistent: Van de Graaf |
|                            |                                                  |         |                 | |

|                            |            |         |                                  | |
| 12 augustus 2023 21:00 uur | PEC Zwolle | 1 – 2   | Sparta Rotterdam                 | Stadion: MAC³PARK stadion, Zwolle Toeschouwers: 12.500 Scheidsrechter: Kooij Video-assistent: Van der Laan |
| 12 augustus 2023 21:00 uur | Thy 82'    | Verslag | 13' (e.d.) Kersten 70' Lauritsen | Stadion: MAC³PARK stadion, Zwolle Toeschouwers: 12.500 Scheidsrechter: Kooij Video-assistent: Van der Laan |
| 12 augustus 2023 21:00 uur |            |         |                                  | Stadion: MAC³PARK stadion, Zwolle Toeschouwers: 12.500 Scheidsrechter: Kooij Video-assistent: Van der Laan |
| 12 augustus 2023 21:00 uur |            |         |                                  | Stadion: MAC³PARK stadion, Zwolle Toeschouwers: 12.500 Scheidsrechter: Kooij Video-assistent: Van der Laan |
|                            |            |         |                                  | |

|                            |                               |         |                                                      | |
| 13 augustus 2023 12:15 uur | N.E.C.                        | 3 – 4   | Excelsior Rotterdam                                  | Stadion: Goffertstadion, Nijmegen Toeschouwers: 12.207 Scheidsrechter: Lindhout Video-assistent: Hensgens |
| 13 augustus 2023 12:15 uur | Baas 36' Hansen 44' Ogawa 60' | Verslag | 12' Agrafiotis 53' Widell 73' Omorowa 90+10' Uddenäs | Stadion: Goffertstadion, Nijmegen Toeschouwers: 12.207 Scheidsrechter: Lindhout Video-assistent: Hensgens |
| 13 augustus 2023 12:15 uur |                               |         |                                                      | Stadion: Goffertstadion, Nijmegen Toeschouwers: 12.207 Scheidsrechter: Lindhout Video-assistent: Hensgens |
| 13 augustus 2023 12:15 uur |                               |         |                                                      | Stadion: Goffertstadion, Nijmegen Toeschouwers: 12.207 Scheidsrechter: Lindhout Video-assistent: Hensgens |
|                            |                               |         |                                                      | |

|                            |                                                                        |         |                 |                                                                                                   |
| 13 augustus 2023 14:30 uur | AZ                                                                     | 5 – 1   | Go Ahead Eagles | Stadion: AFAS Stadion, Alkmaar Toeschouwers: 16.782 Scheidsrechter: Makkelie Video-assistent: Bos |
| 13 augustus 2023 14:30 uur | Clasie 4' Pavlidis 15' Van Bommel 51' D. de Wit 87' (pen.) Lahdo 90+2' | Verslag | 65' Rommens     | Stadion: AFAS Stadion, Alkmaar Toeschouwers: 16.782 Scheidsrechter: Makkelie Video-assistent: Bos |
| 13 augustus 2023 14:30 uur |                                                                        |         |                 | Stadion: AFAS Stadion, Alkmaar Toeschouwers: 16.782 Scheidsrechter: Makkelie Video-assistent: Bos |
| 13 augustus 2023 14:30 uur |                                                                        |         |                 | Stadion: AFAS Stadion, Alkmaar Toeschouwers: 16.782 Scheidsrechter: Makkelie Video-assistent: Bos |
|                            |                                                                        |         |                 |                                                                                                   |

|                            |               |         |                 | |
| 13 augustus 2023 14:30 uur | Feyenoord     | 0 – 0   | Fortuna Sittard | Stadion: Stadion Feijenoord, Rotterdam Toeschouwers: 47.500 Scheidsrechter: Dieperink Video-assistent: Manschot |
| 13 augustus 2023 14:30 uur | Nieuwkoop 25' | Verslag |                 | Stadion: Stadion Feijenoord, Rotterdam Toeschouwers: 47.500 Scheidsrechter: Dieperink Video-assistent: Manschot |
| 13 augustus 2023 14:30 uur |               |         |                 | Stadion: Stadion Feijenoord, Rotterdam Toeschouwers: 47.500 Scheidsrechter: Dieperink Video-assistent: Manschot |
| 13 augustus 2023 14:30 uur |               |         |                 | Stadion: Stadion Feijenoord, Rotterdam Toeschouwers: 47.500 Scheidsrechter: Dieperink Video-assistent: Manschot |
|                            |               |         |                 | |

|                            |                               |         |                                                   | |
| 13 augustus 2023 16:45 uur | Almere City FC                | 1 – 4   | FC Twente                                         | Stadion: Yanmar Stadion, Almere Toeschouwers: 3.616 Scheidsrechter: Kamphuis Video-assistent: Gerrets |
| 13 augustus 2023 16:45 uur | Post 72' Van Bruggen 32', 74' | Verslag | 59' Pröpper 66' Vlap 90+2', 90+5' Van Wolfswinkel | Stadion: Yanmar Stadion, Almere Toeschouwers: 3.616 Scheidsrechter: Kamphuis Video-assistent: Gerrets |
| 13 augustus 2023 16:45 uur |                               |         |                                                   | Stadion: Yanmar Stadion, Almere Toeschouwers: 3.616 Scheidsrechter: Kamphuis Video-assistent: Gerrets |
| 13 augustus 2023 16:45 uur |                               |         |                                                   | Stadion: Yanmar Stadion, Almere Toeschouwers: 3.616 Scheidsrechter: Kamphuis Video-assistent: Gerrets |
|                            |                               |         |                                                   | |

## Speelronde 2
|                            |                        |         |           |                                                                                                   |
| 18 augustus 2023 20:00 uur | Heracles Almelo        | 2 – 1   | N.E.C.    | Stadion: Erve Asito, Almelo Toeschouwers: 12.080 Scheidsrechter: Blank Video-assistent: Gözübüyük |
| 18 augustus 2023 20:00 uur | Hansson 61' Ouahim 74' | Verslag | 24' Ogawa | Stadion: Erve Asito, Almelo Toeschouwers: 12.080 Scheidsrechter: Blank Video-assistent: Gözübüyük |
| 18 augustus 2023 20:00 uur |                        |         |           | Stadion: Erve Asito, Almelo Toeschouwers: 12.080 Scheidsrechter: Blank Video-assistent: Gözübüyük |
| 18 augustus 2023 20:00 uur |                        |         |           | Stadion: Erve Asito, Almelo Toeschouwers: 12.080 Scheidsrechter: Blank Video-assistent: Gözübüyük |
|                            |                        |         |           |                                                                                                   |

|                            |                               |         |                          | |
| 19 augustus 2023 16:30 uur | Excelsior Rotterdam           | 2 – 2   | Ajax                     | Stadion: Van Donge & De Roo Stadion, Rotterdam Toeschouwers: 4.400 Scheidsrechter: Higler Video-assistent: Blank |
| 19 augustus 2023 16:30 uur | Horemans 45+1' Agrafiotis 48' | Verslag | 25' Brobbey 72' Klaassen | Stadion: Van Donge & De Roo Stadion, Rotterdam Toeschouwers: 4.400 Scheidsrechter: Higler Video-assistent: Blank |
| 19 augustus 2023 16:30 uur |                               |         |                          | Stadion: Van Donge & De Roo Stadion, Rotterdam Toeschouwers: 4.400 Scheidsrechter: Higler Video-assistent: Blank |
| 19 augustus 2023 16:30 uur |                               |         |                          | Stadion: Van Donge & De Roo Stadion, Rotterdam Toeschouwers: 4.400 Scheidsrechter: Higler Video-assistent: Blank |
|                            |                               |         |                          | |

|                            |                |         |                                              |                                                                                                  |
| 19 augustus 2023 18:45 uur | Vitesse        | 1 – 3   | PSV                                          | Stadion: GelreDome, Arnhem Toeschouwers: 14.876 Scheidsrechter: Nijhuis Video-assistent: Martens |
| 19 augustus 2023 18:45 uur | Van Ginkel 19' | Verslag | 48' Saibari 64' Vertessen 70' (pen.) De Jong | Stadion: GelreDome, Arnhem Toeschouwers: 14.876 Scheidsrechter: Nijhuis Video-assistent: Martens |
| 19 augustus 2023 18:45 uur |                |         |                                              | Stadion: GelreDome, Arnhem Toeschouwers: 14.876 Scheidsrechter: Nijhuis Video-assistent: Martens |
| 19 augustus 2023 18:45 uur |                |         |                                              | Stadion: GelreDome, Arnhem Toeschouwers: 14.876 Scheidsrechter: Nijhuis Video-assistent: Martens |
|                            |                |         |                                              |                                                                                                  |

|                            |                              |         |                | |
| 19 augustus 2023 20:00 uur | Fortuna Sittard              | 2 – 1   | Almere City FC | Stadion: Fortuna Sittard Stadion, Sittard Toeschouwers: 8.893 Scheidsrechter: Van der Laan Video-assistent: Vos |
| 19 augustus 2023 20:00 uur | Akujobi 8' (e.d.) Rosier 24' | Verslag | 33' Robinet    | Stadion: Fortuna Sittard Stadion, Sittard Toeschouwers: 8.893 Scheidsrechter: Van der Laan Video-assistent: Vos |
| 19 augustus 2023 20:00 uur |                              |         |                | Stadion: Fortuna Sittard Stadion, Sittard Toeschouwers: 8.893 Scheidsrechter: Van der Laan Video-assistent: Vos |
| 19 augustus 2023 20:00 uur |                              |         |                | Stadion: Fortuna Sittard Stadion, Sittard Toeschouwers: 8.893 Scheidsrechter: Van der Laan Video-assistent: Vos |
|                            |                              |         |                | |

|                            |                                                                      |         |                 | |
| 19 augustus 2023 21:00 uur | Go Ahead Eagles                                                      | 4 – 1   | FC Volendam     | Stadion: De Adelaarshorst, Deventer Toeschouwers: 9.376 Scheidsrechter: Van de Graaf Video-assistent: Dieperink |
| 19 augustus 2023 21:00 uur | Kuipers 13' O. Edvardsen 36' Willumsson 40' Adekanye 45' Rommens 86' | Verslag | 61' Van Mieghem | Stadion: De Adelaarshorst, Deventer Toeschouwers: 9.376 Scheidsrechter: Van de Graaf Video-assistent: Dieperink |
| 19 augustus 2023 21:00 uur |                                                                      |         |                 | Stadion: De Adelaarshorst, Deventer Toeschouwers: 9.376 Scheidsrechter: Van de Graaf Video-assistent: Dieperink |
| 19 augustus 2023 21:00 uur |                                                                      |         |                 | Stadion: De Adelaarshorst, Deventer Toeschouwers: 9.376 Scheidsrechter: Van de Graaf Video-assistent: Dieperink |
|                            |                                                                      |         |                 | |

|                            |            |         |                              | |
| 20 augustus 2023 12:15 uur | FC Utrecht | 0 – 2   | sc Heerenveen                | Stadion: Stadion Galgenwaard, Utrecht Toeschouwers: 19.878 Scheidsrechter: Oostrom Video-assistent: Lindhout |
| 20 augustus 2023 12:15 uur |            | Verslag | 69' Sahraoui 90+2' Karlsbakk | Stadion: Stadion Galgenwaard, Utrecht Toeschouwers: 19.878 Scheidsrechter: Oostrom Video-assistent: Lindhout |
| 20 augustus 2023 12:15 uur |            |         |                              | Stadion: Stadion Galgenwaard, Utrecht Toeschouwers: 19.878 Scheidsrechter: Oostrom Video-assistent: Lindhout |
| 20 augustus 2023 12:15 uur |            |         |                              | Stadion: Stadion Galgenwaard, Utrecht Toeschouwers: 19.878 Scheidsrechter: Oostrom Video-assistent: Lindhout |
|                            |            |         |                              | |

|                            |                  |         |                         | |
| 20 augustus 2023 14:30 uur | Sparta Rotterdam | 2 – 2   | Feyenoord               | Stadion: Spartastadion Het Kasteel, Rotterdam Toeschouwers: 10.600 Scheidsrechter: Makkelie Video-assistent: Kamphuis |
| 20 augustus 2023 14:30 uur | Brym 40', 54'    | Verslag | 77' Giménez 90+1' Sauer | Stadion: Spartastadion Het Kasteel, Rotterdam Toeschouwers: 10.600 Scheidsrechter: Makkelie Video-assistent: Kamphuis |
| 20 augustus 2023 14:30 uur |                  |         |                         | Stadion: Spartastadion Het Kasteel, Rotterdam Toeschouwers: 10.600 Scheidsrechter: Makkelie Video-assistent: Kamphuis |
| 20 augustus 2023 14:30 uur |                  |         |                         | Stadion: Spartastadion Het Kasteel, Rotterdam Toeschouwers: 10.600 Scheidsrechter: Makkelie Video-assistent: Kamphuis |
|                            |                  |         |                         | |

|                            |                                                 |         |                   | |
| 20 augustus 2023 14:30 uur | FC Twente                                       | 3 – 1   | PEC Zwolle        | Stadion: De Grolsch Veste, Enschede Toeschouwers: 29.000 Scheidsrechter: Gözübüyük Video-assistent: Teuben |
| 20 augustus 2023 14:30 uur | Sadílek 18' Steijn 76' Schendelaar 90+4' (e.d.) | Verslag | 33' (pen.) Druijf | Stadion: De Grolsch Veste, Enschede Toeschouwers: 29.000 Scheidsrechter: Gözübüyük Video-assistent: Teuben |
| 20 augustus 2023 14:30 uur |                                                 |         |                   | Stadion: De Grolsch Veste, Enschede Toeschouwers: 29.000 Scheidsrechter: Gözübüyük Video-assistent: Teuben |
| 20 augustus 2023 14:30 uur |                                                 |         |                   | Stadion: De Grolsch Veste, Enschede Toeschouwers: 29.000 Scheidsrechter: Gözübüyük Video-assistent: Teuben |
|                            |                                                 |         |                   | |

|                            |                   |         |                                 | |
| 20 augustus 2023 16:45 uur | RKC Waalwijk      | 1 – 3   | AZ                              | Stadion: Mandemakers Stadion, Waalwijk Toeschouwers: 6.722 Scheidsrechter: Bos Video-assistent: Higler |
| 20 augustus 2023 16:45 uur | Kramer 41' (pen.) | Verslag | 54', 79' Pavlidis 59' D. de Wit | Stadion: Mandemakers Stadion, Waalwijk Toeschouwers: 6.722 Scheidsrechter: Bos Video-assistent: Higler |
| 20 augustus 2023 16:45 uur |                   |         |                                 | Stadion: Mandemakers Stadion, Waalwijk Toeschouwers: 6.722 Scheidsrechter: Bos Video-assistent: Higler |
| 20 augustus 2023 16:45 uur |                   |         |                                 | Stadion: Mandemakers Stadion, Waalwijk Toeschouwers: 6.722 Scheidsrechter: Bos Video-assistent: Higler |
|                            |                   |         |                                 | |

## Speelronde 3
|                            |                                  |         |              | |
| 26 augustus 2023 18:45 uur | N.E.C.                           | 3 – 0   | RKC Waalwijk | Stadion: Goffertstadion, Nijmegen Toeschouwers: 12.319 Scheidsrechter: Kamphuis Video-assistent: Nagtegaal |
| 26 augustus 2023 18:45 uur | Mattsson 23', 90' González 90+5' | Verslag |              | Stadion: Goffertstadion, Nijmegen Toeschouwers: 12.319 Scheidsrechter: Kamphuis Video-assistent: Nagtegaal |
| 26 augustus 2023 18:45 uur |                                  |         |              | Stadion: Goffertstadion, Nijmegen Toeschouwers: 12.319 Scheidsrechter: Kamphuis Video-assistent: Nagtegaal |
| 26 augustus 2023 18:45 uur |                                  |         |              | Stadion: Goffertstadion, Nijmegen Toeschouwers: 12.319 Scheidsrechter: Kamphuis Video-assistent: Nagtegaal |
|                            |                                  |         |              | |

|                            |                            |         |                         | |
| 26 augustus 2023 21:00 uur | Excelsior Rotterdam        | 2 – 2   | Fortuna Sittard         | Stadion: Van Donge & De Roo Stadion, Rotterdam Toeschouwers: 4.139 Scheidsrechter: Hensgens Video-assistent: Van den Kerkhof |
| 26 augustus 2023 21:00 uur | Agrafiotis 30' Uddenäs 73' | Verslag | 68' Duarte 78' Belkheir | Stadion: Van Donge & De Roo Stadion, Rotterdam Toeschouwers: 4.139 Scheidsrechter: Hensgens Video-assistent: Van den Kerkhof |
| 26 augustus 2023 21:00 uur |                            |         |                         | Stadion: Van Donge & De Roo Stadion, Rotterdam Toeschouwers: 4.139 Scheidsrechter: Hensgens Video-assistent: Van den Kerkhof |
| 26 augustus 2023 21:00 uur |                            |         |                         | Stadion: Van Donge & De Roo Stadion, Rotterdam Toeschouwers: 4.139 Scheidsrechter: Hensgens Video-assistent: Van den Kerkhof |
|                            |                            |         |                         | |

|                            |                   |         |            | |
| 27 augustus 2023 12:15 uur | PEC Zwolle        | 1 – 0   | FC Utrecht | Stadion: MAC³PARK stadion, Zwolle Toeschouwers: 14.000 Scheidsrechter: Gerrets Video-assistent: Manschot |
| 27 augustus 2023 12:15 uur | Druijf 69' (pen.) | Verslag |            | Stadion: MAC³PARK stadion, Zwolle Toeschouwers: 14.000 Scheidsrechter: Gerrets Video-assistent: Manschot |
| 27 augustus 2023 12:15 uur |                   |         |            | Stadion: MAC³PARK stadion, Zwolle Toeschouwers: 14.000 Scheidsrechter: Gerrets Video-assistent: Manschot |
| 27 augustus 2023 12:15 uur |                   |         |            | Stadion: MAC³PARK stadion, Zwolle Toeschouwers: 14.000 Scheidsrechter: Gerrets Video-assistent: Manschot |
|                            |                   |         |            | |

|                            |                                                                           |         |                            | |
| 27 augustus 2023 14:30 uur | Feyenoord                                                                 | 6 – 1   | Almere City FC             | Stadion: Stadion Feijenoord, Rotterdam Toeschouwers: 47.500 Scheidsrechter: Nijhuis Video-assistent: Oostrom |
| 27 augustus 2023 14:30 uur | Giménez 4', 65' (pen.) Paixão 10' Geertruida 19' Wieffer 50' Timber 90+4' | Verslag | 89' Ritmeester van de Kamp | Stadion: Stadion Feijenoord, Rotterdam Toeschouwers: 47.500 Scheidsrechter: Nijhuis Video-assistent: Oostrom |
| 27 augustus 2023 14:30 uur |                                                                           |         |                            | Stadion: Stadion Feijenoord, Rotterdam Toeschouwers: 47.500 Scheidsrechter: Nijhuis Video-assistent: Oostrom |
| 27 augustus 2023 14:30 uur |                                                                           |         |                            | Stadion: Stadion Feijenoord, Rotterdam Toeschouwers: 47.500 Scheidsrechter: Nijhuis Video-assistent: Oostrom |
|                            |                                                                           |         |                            | |

|                            |                            |         |                              | |
| 27 augustus 2023 16:45 uur | sc Heerenveen              | 1 – 3   | Sparta Rotterdam             | Stadion: Abe Lenstra Stadion, Heerenveen Toeschouwers: 19.700 Scheidsrechter: Lindhout Video-assistent: Bos |
| 27 augustus 2023 16:45 uur | Bochniewicz 71' Haye 90+4' | Verslag | 34' Lauritsen 53', 62' Saito | Stadion: Abe Lenstra Stadion, Heerenveen Toeschouwers: 19.700 Scheidsrechter: Lindhout Video-assistent: Bos |
| 27 augustus 2023 16:45 uur |                            |         |                              | Stadion: Abe Lenstra Stadion, Heerenveen Toeschouwers: 19.700 Scheidsrechter: Lindhout Video-assistent: Bos |
| 27 augustus 2023 16:45 uur |                            |         |                              | Stadion: Abe Lenstra Stadion, Heerenveen Toeschouwers: 19.700 Scheidsrechter: Lindhout Video-assistent: Bos |
|                            |                            |         |                              | |

## Speelronde 4
|                            |                     |         |            | |
| 1 september 2023 20:00 uur | Sparta Rotterdam    | 1 – 1   | N.E.C.     | Stadion: Spartastadion Het Kasteel, Rotterdam Toeschouwers: 10.111 Scheidsrechter: Gözübüyük Video-assistent: Van Boekel |
| 1 september 2023 20:00 uur | Kitolano 81' (pen.) | Verslag | 56' Proper | Stadion: Spartastadion Het Kasteel, Rotterdam Toeschouwers: 10.111 Scheidsrechter: Gözübüyük Video-assistent: Van Boekel |
| 1 september 2023 20:00 uur |                     |         |            | Stadion: Spartastadion Het Kasteel, Rotterdam Toeschouwers: 10.111 Scheidsrechter: Gözübüyük Video-assistent: Van Boekel |
| 1 september 2023 20:00 uur |                     |         |            | Stadion: Spartastadion Het Kasteel, Rotterdam Toeschouwers: 10.111 Scheidsrechter: Gözübüyük Video-assistent: Van Boekel |
|                            |                     |         |            | |

|                            |                |         |                                                     | |
| 2 september 2023 16:30 uur | Almere City FC | 1 – 2   | PEC Zwolle                                          | Stadion: Yanmar Stadion, Almere Toeschouwers: 3.824 Scheidsrechter: Nagtegaal Video-assistent: Rozendal |
| 2 september 2023 16:30 uur | Jacobs 90+6'   | Verslag | 4' Van den Berg 90+7' Vellios 86', 90+9' El Azzouzi | Stadion: Yanmar Stadion, Almere Toeschouwers: 3.824 Scheidsrechter: Nagtegaal Video-assistent: Rozendal |
| 2 september 2023 16:30 uur |                |         |                                                     | Stadion: Yanmar Stadion, Almere Toeschouwers: 3.824 Scheidsrechter: Nagtegaal Video-assistent: Rozendal |
| 2 september 2023 16:30 uur |                |         |                                                     | Stadion: Yanmar Stadion, Almere Toeschouwers: 3.824 Scheidsrechter: Nagtegaal Video-assistent: Rozendal |
|                            |                |         |                                                     | |

|                            |                                        |         |                                | |
| 2 september 2023 18:45 uur | Go Ahead Eagles                        | 3 – 2   | sc Heerenveen                  | Stadion: De Adelaarshorst, Deventer Toeschouwers: 9.723 Scheidsrechter: Van der Laan Video-assistent: Nijhuis |
| 2 september 2023 18:45 uur | Kuipers 25' Rommens 39' (pen.) Sow 66' | Verslag | 45+2' 58' Webster 87' Sahraoui | Stadion: De Adelaarshorst, Deventer Toeschouwers: 9.723 Scheidsrechter: Van der Laan Video-assistent: Nijhuis |
| 2 september 2023 18:45 uur |                                        |         |                                | Stadion: De Adelaarshorst, Deventer Toeschouwers: 9.723 Scheidsrechter: Van der Laan Video-assistent: Nijhuis |
| 2 september 2023 18:45 uur |                                        |         |                                | Stadion: De Adelaarshorst, Deventer Toeschouwers: 9.723 Scheidsrechter: Van der Laan Video-assistent: Nijhuis |
|                            |                                        |         |                                | |

|                            |              |         |                                              | |
| 2 september 2023 20:00 uur | RKC Waalwijk | 0 – 4   | PSV                                          | Stadion: Mandemakers Stadion, Waalwijk Toeschouwers: 6.609 Scheidsrechter: Higler Video-assistent: Makkelie |
| 2 september 2023 20:00 uur |              | Verslag | 44' Veerman 53' Lang 64' De Jong 86' Tillman | Stadion: Mandemakers Stadion, Waalwijk Toeschouwers: 6.609 Scheidsrechter: Higler Video-assistent: Makkelie |
| 2 september 2023 20:00 uur |              |         |                                              | Stadion: Mandemakers Stadion, Waalwijk Toeschouwers: 6.609 Scheidsrechter: Higler Video-assistent: Makkelie |
| 2 september 2023 20:00 uur |              |         |                                              | Stadion: Mandemakers Stadion, Waalwijk Toeschouwers: 6.609 Scheidsrechter: Higler Video-assistent: Makkelie |
|                            |              |         |                                              | |

|                            |                                    |         |                                 |                                                                                               |
| 2 september 2023 21:00 uur | Heracles Almelo                    | 3 – 1   | Excelsior Rotterdam             | Stadion: Erve Asito, Almelo Toeschouwers: 11.185 Scheidsrechter: Kooij Video-assistent: Pérez |
| 2 september 2023 21:00 uur | Limbombe 54' Hoogma 60' Sankoh 85' | Verslag | 19' Agrafiotis 39', 56' Lamprou | Stadion: Erve Asito, Almelo Toeschouwers: 11.185 Scheidsrechter: Kooij Video-assistent: Pérez |
| 2 september 2023 21:00 uur |                                    |         |                                 | Stadion: Erve Asito, Almelo Toeschouwers: 11.185 Scheidsrechter: Kooij Video-assistent: Pérez |
| 2 september 2023 21:00 uur |                                    |         |                                 | Stadion: Erve Asito, Almelo Toeschouwers: 11.185 Scheidsrechter: Kooij Video-assistent: Pérez |
|                            |                                    |         |                                 |                                                                                               |

|                            |              |         |                                                  | |
| 3 september 2023 12:15 uur | FC Utrecht   | 1 – 5   | Feyenoord                                        | Stadion: Stadion Galgenwaard, Utrecht Toeschouwers: 20.366 Scheidsrechter: Van Boekel Video-assistent: Blank |
| 3 september 2023 12:15 uur | Flamingo 19' | Verslag | 8', 46' Giménez 28' Stengs 72' Ueda 90+3' Minteh | Stadion: Stadion Galgenwaard, Utrecht Toeschouwers: 20.366 Scheidsrechter: Van Boekel Video-assistent: Blank |
| 3 september 2023 12:15 uur |              |         |                                                  | Stadion: Stadion Galgenwaard, Utrecht Toeschouwers: 20.366 Scheidsrechter: Van Boekel Video-assistent: Blank |
| 3 september 2023 12:15 uur |              |         |                                                  | Stadion: Stadion Galgenwaard, Utrecht Toeschouwers: 20.366 Scheidsrechter: Van Boekel Video-assistent: Blank |
|                            |              |         |                                                  | |

|                            |                 |       |      | |
| 3 september 2023 14:30 uur | Fortuna Sittard | 0 – 0 | Ajax | Stadion: Fortuna Sittard Stadion, Sittard Toeschouwers: 12.138 Scheidsrechter: Van der Eijk Video-assistent: Kamphuis |
| 3 september 2023 14:30 uur | Verslag         |       |      | Stadion: Fortuna Sittard Stadion, Sittard Toeschouwers: 12.138 Scheidsrechter: Van der Eijk Video-assistent: Kamphuis |
| 3 september 2023 14:30 uur |                 |       |      | Stadion: Fortuna Sittard Stadion, Sittard Toeschouwers: 12.138 Scheidsrechter: Van der Eijk Video-assistent: Kamphuis |
| 3 september 2023 14:30 uur |                 |       |      | Stadion: Fortuna Sittard Stadion, Sittard Toeschouwers: 12.138 Scheidsrechter: Van der Eijk Video-assistent: Kamphuis |
|                            |                 |       |      | |

|                            |             |         |                                | |
| 3 september 2023 14:30 uur | FC Volendam | 0 – 2   | FC Twente                      | Stadion: Kras Stadion, Volendam Toeschouwers: 6.600 Scheidsrechter: Martens Video-assistent: Gerrets |
| 3 september 2023 14:30 uur |             | Verslag | 36' Steijn 79' Van Wolfswinkel | Stadion: Kras Stadion, Volendam Toeschouwers: 6.600 Scheidsrechter: Martens Video-assistent: Gerrets |
| 3 september 2023 14:30 uur |             |         |                                | Stadion: Kras Stadion, Volendam Toeschouwers: 6.600 Scheidsrechter: Martens Video-assistent: Gerrets |
| 3 september 2023 14:30 uur |             |         |                                | Stadion: Kras Stadion, Volendam Toeschouwers: 6.600 Scheidsrechter: Martens Video-assistent: Gerrets |
|                            |             |         |                                | |

|                            |         |         |                   |                                                                                                   |
| 3 september 2023 16:45 uur | Vitesse | 0 – 2   | AZ                | Stadion: GelreDome, Arnhem Toeschouwers: 15.734 Scheidsrechter: Manschot Video-assistent: Oostrom |
| 3 september 2023 16:45 uur |         | Verslag | 49', 64' Pavlidis | Stadion: GelreDome, Arnhem Toeschouwers: 15.734 Scheidsrechter: Manschot Video-assistent: Oostrom |
| 3 september 2023 16:45 uur |         |         |                   | Stadion: GelreDome, Arnhem Toeschouwers: 15.734 Scheidsrechter: Manschot Video-assistent: Oostrom |
| 3 september 2023 16:45 uur |         |         |                   | Stadion: GelreDome, Arnhem Toeschouwers: 15.734 Scheidsrechter: Manschot Video-assistent: Oostrom |
|                            |         |         |                   |                                                                                                   |

## Speelronde 5
|                             |                                                                      |         |               | |
| 16 september 2023 16:30 uur | Feyenoord                                                            | 6 – 1   | sc Heerenveen | Stadion: Stadion Feijenoord, Rotterdam Toeschouwers: 47.500 Scheidsrechter: Manschot Video-assistent: Ruperti |
| 16 september 2023 16:30 uur | Ivanušec 12' Wieffer 16' Paixão 20' Giménez 60' Minteh 66' Lingr 72' | Verslag | 25' Olsson    | Stadion: Stadion Feijenoord, Rotterdam Toeschouwers: 47.500 Scheidsrechter: Manschot Video-assistent: Ruperti |
| 16 september 2023 16:30 uur |                                                                      |         |               | Stadion: Stadion Feijenoord, Rotterdam Toeschouwers: 47.500 Scheidsrechter: Manschot Video-assistent: Ruperti |
| 16 september 2023 16:30 uur |                                                                      |         |               | Stadion: Stadion Feijenoord, Rotterdam Toeschouwers: 47.500 Scheidsrechter: Manschot Video-assistent: Ruperti |
|                             |                                                                      |         |               | |

|                             |             |         |                           | |
| 16 september 2023 18:45 uur | Vitesse     | 0 – 2   | RKC Waalwijk              | Stadion: GelreDome, Arnhem Toeschouwers: 16.362 Scheidsrechter: Lindhout Video-assistent: Hensgens |
| 16 september 2023 18:45 uur | Manhoef 60' | Verslag | 39' Oukili 90+6' Margaret | Stadion: GelreDome, Arnhem Toeschouwers: 16.362 Scheidsrechter: Lindhout Video-assistent: Hensgens |
| 16 september 2023 18:45 uur |             |         |                           | Stadion: GelreDome, Arnhem Toeschouwers: 16.362 Scheidsrechter: Lindhout Video-assistent: Hensgens |
| 16 september 2023 18:45 uur |             |         |                           | Stadion: GelreDome, Arnhem Toeschouwers: 16.362 Scheidsrechter: Lindhout Video-assistent: Hensgens |
|                             |             |         |                           | |

|                             |                                      |         |             | |
| 16 september 2023 20:00 uur | Fortuna Sittard                      | 3 – 1   | FC Volendam | Stadion: Fortuna Sittard Stadion, Sittard Toeschouwers: 9.238 Scheidsrechter: Kamphuis Video-assistent: Van der Laan |
| 16 september 2023 20:00 uur | Özyakup 59' Noslin 66' Halilović 89' | Verslag | 41' Kuol    | Stadion: Fortuna Sittard Stadion, Sittard Toeschouwers: 9.238 Scheidsrechter: Kamphuis Video-assistent: Van der Laan |
| 16 september 2023 20:00 uur |                                      |         |             | Stadion: Fortuna Sittard Stadion, Sittard Toeschouwers: 9.238 Scheidsrechter: Kamphuis Video-assistent: Van der Laan |
| 16 september 2023 20:00 uur |                                      |         |             | Stadion: Fortuna Sittard Stadion, Sittard Toeschouwers: 9.238 Scheidsrechter: Kamphuis Video-assistent: Van der Laan |
|                             |                                      |         |             | |

|                             |                                                  |         |        | |
| 16 september 2023 20:10 uur | PSV                                              | 4 – 0   | N.E.C. | Stadion: Philips Stadion, Eindhoven Toeschouwers: 34.200 Scheidsrechter: Kooij Video-assistent: Pérez |
| 16 september 2023 20:10 uur | De Jong 37', 49' (pen.) Lang 38' Pepi 87' (pen.) | Verslag |        | Stadion: Philips Stadion, Eindhoven Toeschouwers: 34.200 Scheidsrechter: Kooij Video-assistent: Pérez |
| 16 september 2023 20:10 uur |                                                  |         |        | Stadion: Philips Stadion, Eindhoven Toeschouwers: 34.200 Scheidsrechter: Kooij Video-assistent: Pérez |
| 16 september 2023 20:10 uur |                                                  |         |        | Stadion: Philips Stadion, Eindhoven Toeschouwers: 34.200 Scheidsrechter: Kooij Video-assistent: Pérez |
|                             |                                                  |         |        | |

|                             |                 |         |                                              | |
| 16 september 2023 21:00 uur | Heracles Almelo | 1 – 3   | FC Utrecht                                   | Stadion: Erve Asito, Almelo Toeschouwers: 11.831 Scheidsrechter: Van der Eijk Video-assistent: Van de Graaf |
| 16 september 2023 21:00 uur | Nankishi 62'    | Verslag | 5' Romeny 45+6' Jensen 90+4' (e.d.) Bakboord | Stadion: Erve Asito, Almelo Toeschouwers: 11.831 Scheidsrechter: Van der Eijk Video-assistent: Van de Graaf |
| 16 september 2023 21:00 uur |                 |         |                                              | Stadion: Erve Asito, Almelo Toeschouwers: 11.831 Scheidsrechter: Van der Eijk Video-assistent: Van de Graaf |
| 16 september 2023 21:00 uur |                 |         |                                              | Stadion: Erve Asito, Almelo Toeschouwers: 11.831 Scheidsrechter: Van der Eijk Video-assistent: Van de Graaf |
|                             |                 |         |                                              | |

|                             |               |         |                                 | |
| 17 september 2023 12:15 uur | PEC Zwolle    | 1 – 1   | Go Ahead Eagles                 | Stadion: MAC³PARK stadion, Zwolle Toeschouwers: 13.750 Scheidsrechter: Dieperink Video-assistent: Oostrom |
| 17 september 2023 12:15 uur | Reijnders 52' | Verslag | 23', 47' Amofa 70' O. Edvardsen | Stadion: MAC³PARK stadion, Zwolle Toeschouwers: 13.750 Scheidsrechter: Dieperink Video-assistent: Oostrom |
| 17 september 2023 12:15 uur |               |         |                                 | Stadion: MAC³PARK stadion, Zwolle Toeschouwers: 13.750 Scheidsrechter: Dieperink Video-assistent: Oostrom |
| 17 september 2023 12:15 uur |               |         |                                 | Stadion: MAC³PARK stadion, Zwolle Toeschouwers: 13.750 Scheidsrechter: Dieperink Video-assistent: Oostrom |
|                             |               |         |                                 | |

|                             |                                  |         |             | |
| 17 september 2023 14:30 uur | FC Twente                        | 3 – 1   | Ajax        | Stadion: De Grolsch Veste, Enschede Toeschouwers: 30.000 Scheidsrechter: Makkelie Video-assistent: Blank |
| 17 september 2023 14:30 uur | D. Rots 7' Steijn 11' Ünüvar 79' | Verslag | 35' Brobbey | Stadion: De Grolsch Veste, Enschede Toeschouwers: 30.000 Scheidsrechter: Makkelie Video-assistent: Blank |
| 17 september 2023 14:30 uur |                                  |         |             | Stadion: De Grolsch Veste, Enschede Toeschouwers: 30.000 Scheidsrechter: Makkelie Video-assistent: Blank |
| 17 september 2023 14:30 uur |                                  |         |             | Stadion: De Grolsch Veste, Enschede Toeschouwers: 30.000 Scheidsrechter: Makkelie Video-assistent: Blank |
|                             |                                  |         |             | |

|                             |                     |       |                | |
| 17 september 2023 14:30 uur | Excelsior Rotterdam | 0 – 0 | Almere City FC | Stadion: Van Donge & De Roo Stadion, Rotterdam Toeschouwers: 4.400 Scheidsrechter: Van den Kerkhof Video-assistent: Smit |
| 17 september 2023 14:30 uur | Verslag             |       |                | Stadion: Van Donge & De Roo Stadion, Rotterdam Toeschouwers: 4.400 Scheidsrechter: Van den Kerkhof Video-assistent: Smit |
| 17 september 2023 14:30 uur |                     |       |                | Stadion: Van Donge & De Roo Stadion, Rotterdam Toeschouwers: 4.400 Scheidsrechter: Van den Kerkhof Video-assistent: Smit |
| 17 september 2023 14:30 uur |                     |       |                | Stadion: Van Donge & De Roo Stadion, Rotterdam Toeschouwers: 4.400 Scheidsrechter: Van den Kerkhof Video-assistent: Smit |
|                             |                     |       |                | |

|                             |                            |         |                  | |
| 17 september 2023 16:45 uur | AZ                         | 2 – 0   | Sparta Rotterdam | Stadion: AFAS Stadion, Alkmaar Toeschouwers: 18.389 Scheidsrechter: Van Boekel Video-assistent: Gözübüyük |
| 17 september 2023 16:45 uur | D. de Wit 18' Pavlidis 19' | Verslag |                  | Stadion: AFAS Stadion, Alkmaar Toeschouwers: 18.389 Scheidsrechter: Van Boekel Video-assistent: Gözübüyük |
| 17 september 2023 16:45 uur |                            |         |                  | Stadion: AFAS Stadion, Alkmaar Toeschouwers: 18.389 Scheidsrechter: Van Boekel Video-assistent: Gözübüyük |
| 17 september 2023 16:45 uur |                            |         |                  | Stadion: AFAS Stadion, Alkmaar Toeschouwers: 18.389 Scheidsrechter: Van Boekel Video-assistent: Gözübüyük |
|                             |                            |         |                  | |

## Speelronde 6
|                             |                                     |         |                 | |
| 22 september 2023 20:00 uur | Go Ahead Eagles                     | 3 – 0   | Fortuna Sittard | Stadion: De Adelaarshorst, Deventer Toeschouwers: 9.803 Scheidsrechter: Nijhuis Video-assistent: Van den Kerkhof |
| 22 september 2023 20:00 uur | Edvardsen 37' Sow 77' Rommens 90+2' | Verslag |                 | Stadion: De Adelaarshorst, Deventer Toeschouwers: 9.803 Scheidsrechter: Nijhuis Video-assistent: Van den Kerkhof |
| 22 september 2023 20:00 uur |                                     |         |                 | Stadion: De Adelaarshorst, Deventer Toeschouwers: 9.803 Scheidsrechter: Nijhuis Video-assistent: Van den Kerkhof |
| 22 september 2023 20:00 uur |                                     |         |                 | Stadion: De Adelaarshorst, Deventer Toeschouwers: 9.803 Scheidsrechter: Nijhuis Video-assistent: Van den Kerkhof |
|                             |                                     |         |                 | |

|                             |                        |         |                                 |                                                                                                  |
| 23 september 2023 16:30 uur | FC Volendam            | 2 – 2   | Heracles Almelo                 | Stadion: Kras Stadion, Volendam Toeschouwers: 6.600 Scheidsrechter: Oostrom Video-assistent: Vos |
| 23 september 2023 16:30 uur | Benamar 71' Mühren 87' | Verslag | 51' De Keersmaecker 57' Hansson | Stadion: Kras Stadion, Volendam Toeschouwers: 6.600 Scheidsrechter: Oostrom Video-assistent: Vos |
| 23 september 2023 16:30 uur |                        |         |                                 | Stadion: Kras Stadion, Volendam Toeschouwers: 6.600 Scheidsrechter: Oostrom Video-assistent: Vos |
| 23 september 2023 16:30 uur |                        |         |                                 | Stadion: Kras Stadion, Volendam Toeschouwers: 6.600 Scheidsrechter: Oostrom Video-assistent: Vos |
|                             |                        |         |                                 |                                                                                                  |

|                             |                                         |         |            | |
| 23 september 2023 18:45 uur | N.E.C.                                  | 3 – 0   | FC Utrecht | Stadion: Goffertstadion, Nijmegen Toeschouwers: 12.500 Scheidsrechter: Higler Video-assistent: Lindhout |
| 23 september 2023 18:45 uur | Proper 31' Mattsson 34' Dost 52' (pen.) | Verslag |            | Stadion: Goffertstadion, Nijmegen Toeschouwers: 12.500 Scheidsrechter: Higler Video-assistent: Lindhout |
| 23 september 2023 18:45 uur |                                         |         |            | Stadion: Goffertstadion, Nijmegen Toeschouwers: 12.500 Scheidsrechter: Higler Video-assistent: Lindhout |
| 23 september 2023 18:45 uur |                                         |         |            | Stadion: Goffertstadion, Nijmegen Toeschouwers: 12.500 Scheidsrechter: Higler Video-assistent: Lindhout |
|                             |                                         |         |            | |

|                             |                |         |                                           | |
| 23 september 2023 20:00 uur | Almere City FC | 0 – 4   | PSV                                       | Stadion: Yanmar Stadion, Almere Toeschouwers: 4.332 Scheidsrechter: Bos Video-assistent: Dieperink |
| 23 september 2023 20:00 uur |                | Verslag | 26' Til 42' Lozano 66' Veerman 90+3' Pepi | Stadion: Yanmar Stadion, Almere Toeschouwers: 4.332 Scheidsrechter: Bos Video-assistent: Dieperink |
| 23 september 2023 20:00 uur |                |         |                                           | Stadion: Yanmar Stadion, Almere Toeschouwers: 4.332 Scheidsrechter: Bos Video-assistent: Dieperink |
| 23 september 2023 20:00 uur |                |         |                                           | Stadion: Yanmar Stadion, Almere Toeschouwers: 4.332 Scheidsrechter: Bos Video-assistent: Dieperink |
|                             |                |         |                                           | |

|                             |               |         |                                           | |
| 23 september 2023 21:00 uur | sc Heerenveen | 0 – 3   | Excelsior Rotterdam                       | Stadion: Abe Lenstra Stadion, Heerenveen Toeschouwers: 19.630 Scheidsrechter: Blank Video-assistent: Kooij |
| 23 september 2023 21:00 uur |               | Verslag | 21' Driouech 45+2' Agrafiotis 88' Parrott | Stadion: Abe Lenstra Stadion, Heerenveen Toeschouwers: 19.630 Scheidsrechter: Blank Video-assistent: Kooij |
| 23 september 2023 21:00 uur |               |         |                                           | Stadion: Abe Lenstra Stadion, Heerenveen Toeschouwers: 19.630 Scheidsrechter: Blank Video-assistent: Kooij |
| 23 september 2023 21:00 uur |               |         |                                           | Stadion: Abe Lenstra Stadion, Heerenveen Toeschouwers: 19.630 Scheidsrechter: Blank Video-assistent: Kooij |
|                             |               |         |                                           | |

|                             |                  |         |         |                                                                                                 |
| 24 september 2023 12:15 uur | Sparta Rotterdam | 1 – 0   | Vitesse | Stadion: Spartastadion Het Kasteel, Rotterdam Scheidsrechter: Martens Video-assistent: Kamphuis |
| 24 september 2023 12:15 uur | Verschueren 6'   | Verslag |         | Stadion: Spartastadion Het Kasteel, Rotterdam Scheidsrechter: Martens Video-assistent: Kamphuis |
| 24 september 2023 12:15 uur |                  |         |         | Stadion: Spartastadion Het Kasteel, Rotterdam Scheidsrechter: Martens Video-assistent: Kamphuis |
| 24 september 2023 12:15 uur |                  |         |         | Stadion: Spartastadion Het Kasteel, Rotterdam Scheidsrechter: Martens Video-assistent: Kamphuis |
|                             |                  |         |         |                                                                                                 |

|                             |      |                      |                            |                                                                                               |
| 24 september 2023 14:30 uur | Ajax | Gestaakt 55' (0 – 3) | Feyenoord                  | Stadion: Johan Cruijff ArenA, Amsterdam Scheidsrechter: Gözübüyük Video-assistent: Van Boekel |
| 24 september 2023 14:30 uur |      | Verslag              | 9', 18' Giménez 37' Paixão | Stadion: Johan Cruijff ArenA, Amsterdam Scheidsrechter: Gözübüyük Video-assistent: Van Boekel |
| 24 september 2023 14:30 uur |      |                      |                            | Stadion: Johan Cruijff ArenA, Amsterdam Scheidsrechter: Gözübüyük Video-assistent: Van Boekel |
| 24 september 2023 14:30 uur |      |                      |                            | Stadion: Johan Cruijff ArenA, Amsterdam Scheidsrechter: Gözübüyük Video-assistent: Van Boekel |
|                             |      |                      |                            |                                                                                               |

|                             |            |         |                                          | |
| 24 september 2023 16:45 uur | PEC Zwolle | 0 – 3   | AZ                                       | Stadion: MAC³PARK stadion, Zwolle Toeschouwers: 14.000 Scheidsrechter: Van de Graaf Video-assistent: Teuben |
| 24 september 2023 16:45 uur |            | Verslag | 13' Lahdo 52' Van Brederode 90' Pavlidis | Stadion: MAC³PARK stadion, Zwolle Toeschouwers: 14.000 Scheidsrechter: Van de Graaf Video-assistent: Teuben |
| 24 september 2023 16:45 uur |            |         |                                          | Stadion: MAC³PARK stadion, Zwolle Toeschouwers: 14.000 Scheidsrechter: Van de Graaf Video-assistent: Teuben |
| 24 september 2023 16:45 uur |            |         |                                          | Stadion: MAC³PARK stadion, Zwolle Toeschouwers: 14.000 Scheidsrechter: Van de Graaf Video-assistent: Teuben |
|                             |            |         |                                          | |

|                             |                |         |           | |
| 24 september 2023 16:45 uur | RKC Waalwijk   | 1 – 0   | FC Twente | Stadion: Mandemakers Stadion, Waalwijk Toeschouwers: 5.512 Scheidsrechter: Kooij Video-assistent: Van der Eijk |
| 24 september 2023 16:45 uur | Stevanović 89' | Verslag |           | Stadion: Mandemakers Stadion, Waalwijk Toeschouwers: 5.512 Scheidsrechter: Kooij Video-assistent: Van der Eijk |
| 24 september 2023 16:45 uur |                |         |           | Stadion: Mandemakers Stadion, Waalwijk Toeschouwers: 5.512 Scheidsrechter: Kooij Video-assistent: Van der Eijk |
| 24 september 2023 16:45 uur |                |         |           | Stadion: Mandemakers Stadion, Waalwijk Toeschouwers: 5.512 Scheidsrechter: Kooij Video-assistent: Van der Eijk |
|                             |                |         |           | |

|                             |      |                                                   |                                 | |
| 27 september 2023 14:00 uur | Ajax | 0 – 4                                             | Feyenoord                       | Stadion: Johan Cruijff ArenA, Amsterdam Toeschouwers: 0 Scheidsrechter: Gözübüyük Video-assistent: Van Boekel |
| 27 september 2023 14:00 uur |      | Restant van de wedstrijd vanaf 55e minuut Verslag | 9', 18', 59' Giménez 37' Paixão | Stadion: Johan Cruijff ArenA, Amsterdam Toeschouwers: 0 Scheidsrechter: Gözübüyük Video-assistent: Van Boekel |
| 27 september 2023 14:00 uur |      |                                                   |                                 | Stadion: Johan Cruijff ArenA, Amsterdam Toeschouwers: 0 Scheidsrechter: Gözübüyük Video-assistent: Van Boekel |
| 27 september 2023 14:00 uur |      |                                                   |                                 | Stadion: Johan Cruijff ArenA, Amsterdam Toeschouwers: 0 Scheidsrechter: Gözübüyük Video-assistent: Van Boekel |
|                             |      |                                                   |                                 | |

## Speelronde 3
|                             |                          |         |                 | |
| 27 september 2023 18:45 uur | PSV                      | 3 – 0   | Go Ahead Eagles | Stadion: Philips Stadion, Eindhoven Toeschouwers: 33.400 Scheidsrechter: Nagtegaal Video-assistent: Martens |
| 27 september 2023 18:45 uur | De Jong 21', 53' Til 49' | Verslag |                 | Stadion: Philips Stadion, Eindhoven Toeschouwers: 33.400 Scheidsrechter: Nagtegaal Video-assistent: Martens |
| 27 september 2023 18:45 uur |                          |         |                 | Stadion: Philips Stadion, Eindhoven Toeschouwers: 33.400 Scheidsrechter: Nagtegaal Video-assistent: Martens |
| 27 september 2023 18:45 uur |                          |         |                 | Stadion: Philips Stadion, Eindhoven Toeschouwers: 33.400 Scheidsrechter: Nagtegaal Video-assistent: Martens |
|                             |                          |         |                 | |

|                             |            |         |         | |
| 27 september 2023 20:00 uur | FC Twente  | 1 – 0   | Vitesse | Stadion: De Grolsch Veste, Enschede Toeschouwers: 29.000 Scheidsrechter: Van der Laan Video-assistent: Bos |
| 27 september 2023 20:00 uur | Steijn 39' | Verslag |         | Stadion: De Grolsch Veste, Enschede Toeschouwers: 29.000 Scheidsrechter: Van der Laan Video-assistent: Bos |
| 27 september 2023 20:00 uur |            |         |         | Stadion: De Grolsch Veste, Enschede Toeschouwers: 29.000 Scheidsrechter: Van der Laan Video-assistent: Bos |
| 27 september 2023 20:00 uur |            |         |         | Stadion: De Grolsch Veste, Enschede Toeschouwers: 29.000 Scheidsrechter: Van der Laan Video-assistent: Bos |
|                             |            |         |         | |

|                             |      |            |             |                                                                                                  |
| 27 september 2023 21:00 uur | Ajax | Uitgesteld | FC Volendam | Stadion: Johan Cruijff ArenA, Amsterdam Scheidsrechter: Van den Kerkhof Video-assistent: Gerrets |
| 27 september 2023 21:00 uur |      |            |             | Stadion: Johan Cruijff ArenA, Amsterdam Scheidsrechter: Van den Kerkhof Video-assistent: Gerrets |
| 27 september 2023 21:00 uur |      |            |             | Stadion: Johan Cruijff ArenA, Amsterdam Scheidsrechter: Van den Kerkhof Video-assistent: Gerrets |
| 27 september 2023 21:00 uur |      |            |             | Stadion: Johan Cruijff ArenA, Amsterdam Scheidsrechter: Van den Kerkhof Video-assistent: Gerrets |
|                             |      |            |             |                                                                                                  |

|                             |              |         |                 | |
| 28 september 2023 20:00 uur | AZ           | 1 – 1   | Heracles Almelo | Stadion: AFAS Stadion, Alkmaar Toeschouwers: 16.276 Scheidsrechter: Makkelie Video-assistent: Manschot |
| 28 september 2023 20:00 uur | Pavlidis 13' | Verslag | 53' Ouahim      | Stadion: AFAS Stadion, Alkmaar Toeschouwers: 16.276 Scheidsrechter: Makkelie Video-assistent: Manschot |
| 28 september 2023 20:00 uur |              |         |                 | Stadion: AFAS Stadion, Alkmaar Toeschouwers: 16.276 Scheidsrechter: Makkelie Video-assistent: Manschot |
| 28 september 2023 20:00 uur |              |         |                 | Stadion: AFAS Stadion, Alkmaar Toeschouwers: 16.276 Scheidsrechter: Makkelie Video-assistent: Manschot |
|                             |              |         |                 | |

## Speelronde 7
|                             |                                     |         |                 | |
| 30 september 2023 16:30 uur | Feyenoord                           | 3 – 1   | Go Ahead Eagles | Stadion: Stadion Feijenoord, Rotterdam Toeschouwers: 47.500 Scheidsrechter: Kamphuis Video-assistent: Makkelie |
| 30 september 2023 16:30 uur | Minteh 45+2' Stengs 56' Giménez 76' | Verslag | 85' Sow         | Stadion: Stadion Feijenoord, Rotterdam Toeschouwers: 47.500 Scheidsrechter: Kamphuis Video-assistent: Makkelie |
| 30 september 2023 16:30 uur |                                     |         |                 | Stadion: Stadion Feijenoord, Rotterdam Toeschouwers: 47.500 Scheidsrechter: Kamphuis Video-assistent: Makkelie |
| 30 september 2023 16:30 uur |                                     |         |                 | Stadion: Stadion Feijenoord, Rotterdam Toeschouwers: 47.500 Scheidsrechter: Kamphuis Video-assistent: Makkelie |
|                             |                                     |         |                 | |

|                             |                                |         |                                   | |
| 30 september 2023 18:45 uur | PSV                            | 3 – 1   | FC Volendam                       | Stadion: Philips Stadion, Eindhoven Toeschouwers: 34.000 Scheidsrechter: Lindhout Video-assistent: Nijhuis |
| 30 september 2023 18:45 uur | Lang 12' Til 47' Tillman 90+6' | Verslag | 76' (pen.) Twigt 63', 88' Benamar | Stadion: Philips Stadion, Eindhoven Toeschouwers: 34.000 Scheidsrechter: Lindhout Video-assistent: Nijhuis |
| 30 september 2023 18:45 uur |                                |         |                                   | Stadion: Philips Stadion, Eindhoven Toeschouwers: 34.000 Scheidsrechter: Lindhout Video-assistent: Nijhuis |
| 30 september 2023 18:45 uur |                                |         |                                   | Stadion: Philips Stadion, Eindhoven Toeschouwers: 34.000 Scheidsrechter: Lindhout Video-assistent: Nijhuis |
|                             |                                |         |                                   | |

|                             |                |         |                              | |
| 30 september 2023 18:45 uur | FC Utrecht     | 0 – 2   | Almere City FC               | Stadion: Stadion Galgenwaard, Utrecht Toeschouwers: 22.177 Scheidsrechter: Van de Graaf Video-assistent: Nagtegaal |
| 30 september 2023 18:45 uur | Novoa 60', 64' | Verslag | 80' Robinet 89' Van La Parra | Stadion: Stadion Galgenwaard, Utrecht Toeschouwers: 22.177 Scheidsrechter: Van de Graaf Video-assistent: Nagtegaal |
| 30 september 2023 18:45 uur |                |         |                              | Stadion: Stadion Galgenwaard, Utrecht Toeschouwers: 22.177 Scheidsrechter: Van de Graaf Video-assistent: Nagtegaal |
| 30 september 2023 18:45 uur |                |         |                              | Stadion: Stadion Galgenwaard, Utrecht Toeschouwers: 22.177 Scheidsrechter: Van de Graaf Video-assistent: Nagtegaal |
|                             |                |         |                              | |

|                             |                       |                      |                                              | |
| 30 september 2023 21:00 uur | RKC Waalwijk          | Gestaakt 84' (2 – 3) | Ajax                                         | Stadion: Mandemakers Stadion, Waalwijk Toeschouwers: 7.159 Scheidsrechter: Van Boekel Video-assistent: Oostrom |
| 30 september 2023 21:00 uur | Kramer 37' Oukili 51' | Verslag              | 30' Brobbey 43' (pen.) Bergwijn 57' Berghuis | Stadion: Mandemakers Stadion, Waalwijk Toeschouwers: 7.159 Scheidsrechter: Van Boekel Video-assistent: Oostrom |
| 30 september 2023 21:00 uur |                       |                      |                                              | Stadion: Mandemakers Stadion, Waalwijk Toeschouwers: 7.159 Scheidsrechter: Van Boekel Video-assistent: Oostrom |
| 30 september 2023 21:00 uur |                       |                      |                                              | Stadion: Mandemakers Stadion, Waalwijk Toeschouwers: 7.159 Scheidsrechter: Van Boekel Video-assistent: Oostrom |
|                             |                       |                      |                                              | |

|                             |           |         |               | |
| 30 september 2023 21:00 uur | FC Twente | 1 – 0   | sc Heerenveen | Stadion: De Grolsch Veste, Enschede Toeschouwers: 29.500 Scheidsrechter: Dieperink Video-assistent: Hensgens |
| 30 september 2023 21:00 uur | Vlap 65'  | Verslag |               | Stadion: De Grolsch Veste, Enschede Toeschouwers: 29.500 Scheidsrechter: Dieperink Video-assistent: Hensgens |
| 30 september 2023 21:00 uur |           |         |               | Stadion: De Grolsch Veste, Enschede Toeschouwers: 29.500 Scheidsrechter: Dieperink Video-assistent: Hensgens |
| 30 september 2023 21:00 uur |           |         |               | Stadion: De Grolsch Veste, Enschede Toeschouwers: 29.500 Scheidsrechter: Dieperink Video-assistent: Hensgens |
|                             |           |         |               | |

|                          |              |         |                                      | |
| 1 oktober 2023 12:15 uur | N.E.C.       | 1 – 3   | Vitesse                              | Stadion: Goffertstadion, Nijmegen Toeschouwers: 12.500 Scheidsrechter: Van der Eijk Video-assistent: Ruperti |
| 1 oktober 2023 12:15 uur | Mattsson 26' | Verslag | 6' Van Ginkel 89' Oroz 90+4' Manhoef | Stadion: Goffertstadion, Nijmegen Toeschouwers: 12.500 Scheidsrechter: Van der Eijk Video-assistent: Ruperti |
| 1 oktober 2023 12:15 uur |              |         |                                      | Stadion: Goffertstadion, Nijmegen Toeschouwers: 12.500 Scheidsrechter: Van der Eijk Video-assistent: Ruperti |
| 1 oktober 2023 12:15 uur |              |         |                                      | Stadion: Goffertstadion, Nijmegen Toeschouwers: 12.500 Scheidsrechter: Van der Eijk Video-assistent: Ruperti |
|                          |              |         |                                      | |

|                          |                         |         |                  | |
| 1 oktober 2023 14:30 uur | Excelsior Rotterdam     | 2 – 1   | Sparta Rotterdam | Stadion: Van Donge & De Roo Stadion, Rotterdam Toeschouwers: 4.400 Scheidsrechter: Manschot Video-assistent: Van der Laan |
| 1 oktober 2023 14:30 uur | Zagre 73' Parrott 90+4' | Verslag | 59' De Guzman    | Stadion: Van Donge & De Roo Stadion, Rotterdam Toeschouwers: 4.400 Scheidsrechter: Manschot Video-assistent: Van der Laan |
| 1 oktober 2023 14:30 uur |                         |         |                  | Stadion: Van Donge & De Roo Stadion, Rotterdam Toeschouwers: 4.400 Scheidsrechter: Manschot Video-assistent: Van der Laan |
| 1 oktober 2023 14:30 uur |                         |         |                  | Stadion: Van Donge & De Roo Stadion, Rotterdam Toeschouwers: 4.400 Scheidsrechter: Manschot Video-assistent: Van der Laan |
|                          |                         |         |                  | |

|                          |                         |         |            | |
| 1 oktober 2023 14:30 uur | Heracles Almelo         | 2 – 1   | PEC Zwolle | Stadion: Erve Asito, Almelo Toeschouwers: 11.624 Scheidsrechter: Nijhuis Video-assistent: Van den Kerkhof |
| 1 oktober 2023 14:30 uur | Hansson 69' (pen.), 82' | Verslag | 53' Thy    | Stadion: Erve Asito, Almelo Toeschouwers: 11.624 Scheidsrechter: Nijhuis Video-assistent: Van den Kerkhof |
| 1 oktober 2023 14:30 uur |                         |         |            | Stadion: Erve Asito, Almelo Toeschouwers: 11.624 Scheidsrechter: Nijhuis Video-assistent: Van den Kerkhof |
| 1 oktober 2023 14:30 uur |                         |         |            | Stadion: Erve Asito, Almelo Toeschouwers: 11.624 Scheidsrechter: Nijhuis Video-assistent: Van den Kerkhof |
|                          |                         |         |            | |

|                          |                                                        |         |                 | |
| 1 oktober 2023 16:45 uur | AZ                                                     | 4 – 0   | Fortuna Sittard | Stadion: AFAS Stadion, Alkmaar Toeschouwers: 18.123 Scheidsrechter: Gözübüyük Video-assistent: Pérez |
| 1 oktober 2023 16:45 uur | Clasie 45+1' Pavlidis 49' Siovas 82' (e.d.) Dantas 88' | Verslag |                 | Stadion: AFAS Stadion, Alkmaar Toeschouwers: 18.123 Scheidsrechter: Gözübüyük Video-assistent: Pérez |
| 1 oktober 2023 16:45 uur |                                                        |         |                 | Stadion: AFAS Stadion, Alkmaar Toeschouwers: 18.123 Scheidsrechter: Gözübüyük Video-assistent: Pérez |
| 1 oktober 2023 16:45 uur |                                                        |         |                 | Stadion: AFAS Stadion, Alkmaar Toeschouwers: 18.123 Scheidsrechter: Gözübüyük Video-assistent: Pérez |
|                          |                                                        |         |                 | |

## Speelronde 8
|                          |             |         |              | |
| 6 oktober 2023 20:00 uur | FC Volendam | 1 – 0   | FC Utrecht   | Stadion: Kras Stadion, Volendam Toeschouwers: 6.525 Scheidsrechter: Gözübüyük Video-assistent: Higler |
| 6 oktober 2023 20:00 uur | Mühren 57'  | Verslag | 6' Viergever | Stadion: Kras Stadion, Volendam Toeschouwers: 6.525 Scheidsrechter: Gözübüyük Video-assistent: Higler |
| 6 oktober 2023 20:00 uur |             |         |              | Stadion: Kras Stadion, Volendam Toeschouwers: 6.525 Scheidsrechter: Gözübüyük Video-assistent: Higler |
| 6 oktober 2023 20:00 uur |             |         |              | Stadion: Kras Stadion, Volendam Toeschouwers: 6.525 Scheidsrechter: Gözübüyük Video-assistent: Higler |
|                          |             |         |              | |

|                          |               |         |            | |
| 7 oktober 2023 16:30 uur | sc Heerenveen | 1 – 1   | N.E.C.     | Stadion: Abe Lenstra Stadion, Heerenveen Toeschouwers: 20.600 Scheidsrechter: Nagtegaal Video-assistent: Gerrets |
| 7 oktober 2023 16:30 uur | Wålemark 6'   | Verslag | 45+2' Dost | Stadion: Abe Lenstra Stadion, Heerenveen Toeschouwers: 20.600 Scheidsrechter: Nagtegaal Video-assistent: Gerrets |
| 7 oktober 2023 16:30 uur |               |         |            | Stadion: Abe Lenstra Stadion, Heerenveen Toeschouwers: 20.600 Scheidsrechter: Nagtegaal Video-assistent: Gerrets |
| 7 oktober 2023 16:30 uur |               |         |            | Stadion: Abe Lenstra Stadion, Heerenveen Toeschouwers: 20.600 Scheidsrechter: Nagtegaal Video-assistent: Gerrets |
|                          |               |         |            | |

|                          |                |         |              | |
| 7 oktober 2023 18:45 uur | Almere City FC | 1 – 0   | RKC Waalwijk | Stadion: Yanmar Stadion, Almere Toeschouwers: 4.228 Scheidsrechter: Manschot Video-assistent: Van der Eijk |
| 7 oktober 2023 18:45 uur | Robinet 32'    | Verslag |              | Stadion: Yanmar Stadion, Almere Toeschouwers: 4.228 Scheidsrechter: Manschot Video-assistent: Van der Eijk |
| 7 oktober 2023 18:45 uur |                |         |              | Stadion: Yanmar Stadion, Almere Toeschouwers: 4.228 Scheidsrechter: Manschot Video-assistent: Van der Eijk |
| 7 oktober 2023 18:45 uur |                |         |              | Stadion: Yanmar Stadion, Almere Toeschouwers: 4.228 Scheidsrechter: Manschot Video-assistent: Van der Eijk |
|                          |                |         |              | |

|                          |                                                     |         |                 | |
| 7 oktober 2023 20:00 uur | Go Ahead Eagles                                     | 4 – 0   | Heracles Almelo | Stadion: De Adelaarshorst, Deventer Toeschouwers: 9.833 Scheidsrechter: Bos Video-assistent: Van de Graaf |
| 7 oktober 2023 20:00 uur | Willumsson 13' V. Edvardsen 16' Sow 62' Kuipers 83' | Verslag |                 | Stadion: De Adelaarshorst, Deventer Toeschouwers: 9.833 Scheidsrechter: Bos Video-assistent: Van de Graaf |
| 7 oktober 2023 20:00 uur |                                                     |         |                 | Stadion: De Adelaarshorst, Deventer Toeschouwers: 9.833 Scheidsrechter: Bos Video-assistent: Van de Graaf |
| 7 oktober 2023 20:00 uur |                                                     |         |                 | Stadion: De Adelaarshorst, Deventer Toeschouwers: 9.833 Scheidsrechter: Bos Video-assistent: Van de Graaf |
|                          |                                                     |         |                 | |

|                          |         |       |                     |                                                                                                 |
| 7 oktober 2023 21:00 uur | Vitesse | 0 – 0 | Excelsior Rotterdam | Stadion: GelreDome, Arnhem Toeschouwers: 13.887 Scheidsrechter: Kooij Video-assistent: Rozendal |
| 7 oktober 2023 21:00 uur | Verslag |       |                     | Stadion: GelreDome, Arnhem Toeschouwers: 13.887 Scheidsrechter: Kooij Video-assistent: Rozendal |
| 7 oktober 2023 21:00 uur |         |       |                     | Stadion: GelreDome, Arnhem Toeschouwers: 13.887 Scheidsrechter: Kooij Video-assistent: Rozendal |
| 7 oktober 2023 21:00 uur |         |       |                     | Stadion: GelreDome, Arnhem Toeschouwers: 13.887 Scheidsrechter: Kooij Video-assistent: Rozendal |
|                          |         |       |                     |                                                                                                 |

|                          |            |         |                  | |
| 8 oktober 2023 12:15 uur | PEC Zwolle | 0 – 2   | Feyenoord        | Stadion: MAC³PARK stadion, Zwolle Toeschouwers: 14.000 Scheidsrechter: Van der Eijk Video-assistent: Martens |
| 8 oktober 2023 12:15 uur |            | Verslag | 21', 54' Giménez | Stadion: MAC³PARK stadion, Zwolle Toeschouwers: 14.000 Scheidsrechter: Van der Eijk Video-assistent: Martens |
| 8 oktober 2023 12:15 uur |            |         |                  | Stadion: MAC³PARK stadion, Zwolle Toeschouwers: 14.000 Scheidsrechter: Van der Eijk Video-assistent: Martens |
| 8 oktober 2023 12:15 uur |            |         |                  | Stadion: MAC³PARK stadion, Zwolle Toeschouwers: 14.000 Scheidsrechter: Van der Eijk Video-assistent: Martens |
|                          |            |         |                  | |

|                          |                    |         |                            | |
| 8 oktober 2023 14:30 uur | Ajax               | 1 – 2   | AZ                         | Stadion: Johan Cruijff ArenA, Amsterdam Toeschouwers: 54.028 Scheidsrechter: Lindhout Video-assistent: Dieperink |
| 8 oktober 2023 14:30 uur | Van den Boomen 73' | Verslag | 45' Pavlidis 57' D. de Wit | Stadion: Johan Cruijff ArenA, Amsterdam Toeschouwers: 54.028 Scheidsrechter: Lindhout Video-assistent: Dieperink |
| 8 oktober 2023 14:30 uur |                    |         |                            | Stadion: Johan Cruijff ArenA, Amsterdam Toeschouwers: 54.028 Scheidsrechter: Lindhout Video-assistent: Dieperink |
| 8 oktober 2023 14:30 uur |                    |         |                            | Stadion: Johan Cruijff ArenA, Amsterdam Toeschouwers: 54.028 Scheidsrechter: Lindhout Video-assistent: Dieperink |
|                          |                    |         |                            | |

|                          |                 |         |                                           | |
| 8 oktober 2023 14:30 uur | Fortuna Sittard | 0 – 3   | FC Twente                                 | Stadion: Fortuna Sittard Stadion, Sittard Toeschouwers: 11.048 Scheidsrechter: Van den Kerkhof Video-assistent: Smit |
| 8 oktober 2023 14:30 uur | Belkheir 81'    | Verslag | 15' Ugalde 47' Regeer 88' Van Wolfswinkel | Stadion: Fortuna Sittard Stadion, Sittard Toeschouwers: 11.048 Scheidsrechter: Van den Kerkhof Video-assistent: Smit |
| 8 oktober 2023 14:30 uur |                 |         |                                           | Stadion: Fortuna Sittard Stadion, Sittard Toeschouwers: 11.048 Scheidsrechter: Van den Kerkhof Video-assistent: Smit |
| 8 oktober 2023 14:30 uur |                 |         |                                           | Stadion: Fortuna Sittard Stadion, Sittard Toeschouwers: 11.048 Scheidsrechter: Van den Kerkhof Video-assistent: Smit |
|                          |                 |         |                                           | |

|                          |                  |         |                                                    | |
| 8 oktober 2023 16:45 uur | Sparta Rotterdam | 0 – 4   | PSV                                                | Stadion: Spartastadion Het Kasteel, Rotterdam Toeschouwers: 10.595 Scheidsrechter: Higler Video-assistent: Blank |
| 8 oktober 2023 16:45 uur |                  | Verslag | 51' Tillman 59' Bakayoko 80' Vertessen 88' De Jong | Stadion: Spartastadion Het Kasteel, Rotterdam Toeschouwers: 10.595 Scheidsrechter: Higler Video-assistent: Blank |
| 8 oktober 2023 16:45 uur |                  |         |                                                    | Stadion: Spartastadion Het Kasteel, Rotterdam Toeschouwers: 10.595 Scheidsrechter: Higler Video-assistent: Blank |
| 8 oktober 2023 16:45 uur |                  |         |                                                    | Stadion: Spartastadion Het Kasteel, Rotterdam Toeschouwers: 10.595 Scheidsrechter: Higler Video-assistent: Blank |
|                          |                  |         |                                                    | |

## Speelronde 9
|                           |                                  |         |                       | |
| 21 oktober 2023 18:45 uur | PSV                              | 3 – 1   | Fortuna Sittard       | Stadion: Philips Stadion, Eindhoven Toeschouwers: 34.200 Scheidsrechter: Dieperink Video-assistent: Lindhout |
| 21 oktober 2023 18:45 uur | Til 19' Ramalho 55' Bakayoko 78' | Verslag | 90+4' (pen.) Sierhuis | Stadion: Philips Stadion, Eindhoven Toeschouwers: 34.200 Scheidsrechter: Dieperink Video-assistent: Lindhout |
| 21 oktober 2023 18:45 uur |                                  |         |                       | Stadion: Philips Stadion, Eindhoven Toeschouwers: 34.200 Scheidsrechter: Dieperink Video-assistent: Lindhout |
| 21 oktober 2023 18:45 uur |                                  |         |                       | Stadion: Philips Stadion, Eindhoven Toeschouwers: 34.200 Scheidsrechter: Dieperink Video-assistent: Lindhout |
|                           |                                  |         |                       | |

|                           |                      |         |             | |
| 21 oktober 2023 18:45 uur | RKC Waalwijk         | 2 – 1   | FC Volendam | Stadion: Mandemakers Stadion, Waalwijk Toeschouwers: 6.188 Scheidsrechter: Van de Graaf Video-assistent: Eijgelsheim |
| 21 oktober 2023 18:45 uur | Min 43' Oukili 90+2' | Verslag | 89' Benamar | Stadion: Mandemakers Stadion, Waalwijk Toeschouwers: 6.188 Scheidsrechter: Van de Graaf Video-assistent: Eijgelsheim |
| 21 oktober 2023 18:45 uur |                      |         |             | Stadion: Mandemakers Stadion, Waalwijk Toeschouwers: 6.188 Scheidsrechter: Van de Graaf Video-assistent: Eijgelsheim |
| 21 oktober 2023 18:45 uur |                      |         |             | Stadion: Mandemakers Stadion, Waalwijk Toeschouwers: 6.188 Scheidsrechter: Van de Graaf Video-assistent: Eijgelsheim |
|                           |                      |         |             | |

|                           |                                 |         |                | |
| 21 oktober 2023 20:00 uur | N.E.C.                          | 1 – 1   | Almere City FC | Stadion: Goffertstadion, Nijmegen Toeschouwers: 12.500 Scheidsrechter: Makkelie Video-assistent: Vos |
| 21 oktober 2023 20:00 uur | Mattsson 69' Van Rooij 26', 73' | Verslag | 35' Kitala     | Stadion: Goffertstadion, Nijmegen Toeschouwers: 12.500 Scheidsrechter: Makkelie Video-assistent: Vos |
| 21 oktober 2023 20:00 uur |                                 |         |                | Stadion: Goffertstadion, Nijmegen Toeschouwers: 12.500 Scheidsrechter: Makkelie Video-assistent: Vos |
| 21 oktober 2023 20:00 uur |                                 |         |                | Stadion: Goffertstadion, Nijmegen Toeschouwers: 12.500 Scheidsrechter: Makkelie Video-assistent: Vos |
|                           |                                 |         |                | |

|                           |                                                  |         |         | |
| 21 oktober 2023 21:00 uur | Feyenoord                                        | 4 – 0   | Vitesse | Stadion: Stadion Feijenoord, Rotterdam Toeschouwers: 47.500 Scheidsrechter: Nijhuis Video-assistent: Teuben |
| 21 oktober 2023 21:00 uur | Stengs 7' Giménez 37' Geertruida 49' Milambo 85' | Verslag |         | Stadion: Stadion Feijenoord, Rotterdam Toeschouwers: 47.500 Scheidsrechter: Nijhuis Video-assistent: Teuben |
| 21 oktober 2023 21:00 uur |                                                  |         |         | Stadion: Stadion Feijenoord, Rotterdam Toeschouwers: 47.500 Scheidsrechter: Nijhuis Video-assistent: Teuben |
| 21 oktober 2023 21:00 uur |                                                  |         |         | Stadion: Stadion Feijenoord, Rotterdam Toeschouwers: 47.500 Scheidsrechter: Nijhuis Video-assistent: Teuben |
|                           |                                                  |         |         | |

|                           |                        |         |               | |
| 21 oktober 2023 21:00 uur | AZ                     | 3 – 0   | sc Heerenveen | Stadion: AFAS Stadion, Alkmaar Toeschouwers: 17.421 Scheidsrechter: Kamphuis Video-assistent: Higler |
| 21 oktober 2023 21:00 uur | Pavlidis 11', 59', 76' | Verslag |               | Stadion: AFAS Stadion, Alkmaar Toeschouwers: 17.421 Scheidsrechter: Kamphuis Video-assistent: Higler |
| 21 oktober 2023 21:00 uur |                        |         |               | Stadion: AFAS Stadion, Alkmaar Toeschouwers: 17.421 Scheidsrechter: Kamphuis Video-assistent: Higler |
| 21 oktober 2023 21:00 uur |                        |         |               | Stadion: AFAS Stadion, Alkmaar Toeschouwers: 17.421 Scheidsrechter: Kamphuis Video-assistent: Higler |
|                           |                        |         |               | |

|                           |                                                         |         |                                       | |
| 22 oktober 2023 12:15 uur | FC Utrecht                                              | 4 – 3   | Ajax                                  | Stadion: Stadion Galgenwaard, Utrecht Toeschouwers: 22.198 Scheidsrechter: Higler Video-assistent: Blank |
| 22 oktober 2023 12:15 uur | Flamingo 44' Van der Hoorn 48' Toornstra 71' Fraulo 90' | Verslag | 52', 55' Hlynsson 65' (pen.) Bergwijn | Stadion: Stadion Galgenwaard, Utrecht Toeschouwers: 22.198 Scheidsrechter: Higler Video-assistent: Blank |
| 22 oktober 2023 12:15 uur |                                                         |         |                                       | Stadion: Stadion Galgenwaard, Utrecht Toeschouwers: 22.198 Scheidsrechter: Higler Video-assistent: Blank |
| 22 oktober 2023 12:15 uur |                                                         |         |                                       | Stadion: Stadion Galgenwaard, Utrecht Toeschouwers: 22.198 Scheidsrechter: Higler Video-assistent: Blank |
|                           |                                                         |         |                                       | |

|                           |                           |         |                        | |
| 22 oktober 2023 14:30 uur | Heracles Almelo           | 2 – 2   | FC Twente              | Stadion: Erve Asito, Almelo Toeschouwers: 12.080 Scheidsrechter: Van Boekel Video-assistent: Ruperti |
| 22 oktober 2023 14:30 uur | Engels 69' Sonnenberg 88' | Verslag | 11' D. Rots 32' Steijn | Stadion: Erve Asito, Almelo Toeschouwers: 12.080 Scheidsrechter: Van Boekel Video-assistent: Ruperti |
| 22 oktober 2023 14:30 uur |                           |         |                        | Stadion: Erve Asito, Almelo Toeschouwers: 12.080 Scheidsrechter: Van Boekel Video-assistent: Ruperti |
| 22 oktober 2023 14:30 uur |                           |         |                        | Stadion: Erve Asito, Almelo Toeschouwers: 12.080 Scheidsrechter: Van Boekel Video-assistent: Ruperti |
|                           |                           |         |                        | |

|                           |                      |         |                                    | |
| 22 oktober 2023 14:30 uur | Excelsior Rotterdam  | 2 – 4   | PEC Zwolle                         | Stadion: Van Donge & De Roo Stadion, Rotterdam Toeschouwers: 4.400 Scheidsrechter: Van der Laan Video-assistent: Nagtegaal |
| 22 oktober 2023 14:30 uur | Baas 39' Parrott 84' | Verslag | 47' Namli 66', 81' Vellios 73' Thy | Stadion: Van Donge & De Roo Stadion, Rotterdam Toeschouwers: 4.400 Scheidsrechter: Van der Laan Video-assistent: Nagtegaal |
| 22 oktober 2023 14:30 uur |                      |         |                                    | Stadion: Van Donge & De Roo Stadion, Rotterdam Toeschouwers: 4.400 Scheidsrechter: Van der Laan Video-assistent: Nagtegaal |
| 22 oktober 2023 14:30 uur |                      |         |                                    | Stadion: Van Donge & De Roo Stadion, Rotterdam Toeschouwers: 4.400 Scheidsrechter: Van der Laan Video-assistent: Nagtegaal |
|                           |                      |         |                                    | |

|                           |                 |       |                  | |
| 22 oktober 2023 16:45 uur | Go Ahead Eagles | 0 – 0 | Sparta Rotterdam | Stadion: De Adelaarshorst, Deventer Toeschouwers: 9.837 Scheidsrechter: Oostrom Video-assistent: Martens |
| 22 oktober 2023 16:45 uur | Verslag         |       |                  | Stadion: De Adelaarshorst, Deventer Toeschouwers: 9.837 Scheidsrechter: Oostrom Video-assistent: Martens |
| 22 oktober 2023 16:45 uur |                 |       |                  | Stadion: De Adelaarshorst, Deventer Toeschouwers: 9.837 Scheidsrechter: Oostrom Video-assistent: Martens |
| 22 oktober 2023 16:45 uur |                 |       |                  | Stadion: De Adelaarshorst, Deventer Toeschouwers: 9.837 Scheidsrechter: Oostrom Video-assistent: Martens |
|                           |                 |       |                  | |

## Speelronde 10
|                           |             |         |            |                                                                                                  |
| 27 oktober 2023 20:00 uur | Vitesse     | 1 – 1   | PEC Zwolle | Stadion: GelreDome, Arnhem Toeschouwers: 15.023 Scheidsrechter: Hensgens Video-assistent: Timmer |
| 27 oktober 2023 20:00 uur | Manhoef 88' | Verslag | 25' Namli  | Stadion: GelreDome, Arnhem Toeschouwers: 15.023 Scheidsrechter: Hensgens Video-assistent: Timmer |
| 27 oktober 2023 20:00 uur |             |         |            | Stadion: GelreDome, Arnhem Toeschouwers: 15.023 Scheidsrechter: Hensgens Video-assistent: Timmer |
| 27 oktober 2023 20:00 uur |             |         |            | Stadion: GelreDome, Arnhem Toeschouwers: 15.023 Scheidsrechter: Hensgens Video-assistent: Timmer |
|                           |             |         |            |                                                                                                  |

|                           |                                |         |                 | |
| 28 oktober 2023 18:45 uur | sc Heerenveen                  | 3 – 0   | Heracles Almelo | Stadion: Abe Lenstra Stadion, Heerenveen Toeschouwers: 21.700 Scheidsrechter: Van den Kerkhof Video-assistent: Kooij |
| 28 oktober 2023 18:45 uur | Sahraoui 10' Brouwers 21', 72' | Verslag |                 | Stadion: Abe Lenstra Stadion, Heerenveen Toeschouwers: 21.700 Scheidsrechter: Van den Kerkhof Video-assistent: Kooij |
| 28 oktober 2023 18:45 uur |                                |         |                 | Stadion: Abe Lenstra Stadion, Heerenveen Toeschouwers: 21.700 Scheidsrechter: Van den Kerkhof Video-assistent: Kooij |
| 28 oktober 2023 18:45 uur |                                |         |                 | Stadion: Abe Lenstra Stadion, Heerenveen Toeschouwers: 21.700 Scheidsrechter: Van den Kerkhof Video-assistent: Kooij |
|                           |                                |         |                 | |

|                           |                |       |                 | |
| 28 oktober 2023 20:00 uur | Almere City FC | 0 – 0 | Go Ahead Eagles | Stadion: Yanmar Stadion, Almere Toeschouwers: 4.222 Scheidsrechter: Gözübüyük Video-assistent: Pérez |
| 28 oktober 2023 20:00 uur | Verslag        |       |                 | Stadion: Yanmar Stadion, Almere Toeschouwers: 4.222 Scheidsrechter: Gözübüyük Video-assistent: Pérez |
| 28 oktober 2023 20:00 uur |                |       |                 | Stadion: Yanmar Stadion, Almere Toeschouwers: 4.222 Scheidsrechter: Gözübüyük Video-assistent: Pérez |
| 28 oktober 2023 20:00 uur |                |       |                 | Stadion: Yanmar Stadion, Almere Toeschouwers: 4.222 Scheidsrechter: Gözübüyük Video-assistent: Pérez |
|                           |                |       |                 | |

|                           |                                          |         |              | |
| 28 oktober 2023 20:00 uur | Sparta Rotterdam                         | 2 – 0   | RKC Waalwijk | Stadion: Spartastadion Het Kasteel, Rotterdam Toeschouwers: 10.341 Scheidsrechter: Van der Eijk Video-assistent: Bos |
| 28 oktober 2023 20:00 uur | Lauritsen 54' (pen.) Verschueren 64' 67' | Verslag |              | Stadion: Spartastadion Het Kasteel, Rotterdam Toeschouwers: 10.341 Scheidsrechter: Van der Eijk Video-assistent: Bos |
| 28 oktober 2023 20:00 uur |                                          |         |              | Stadion: Spartastadion Het Kasteel, Rotterdam Toeschouwers: 10.341 Scheidsrechter: Van der Eijk Video-assistent: Bos |
| 28 oktober 2023 20:00 uur |                                          |         |              | Stadion: Spartastadion Het Kasteel, Rotterdam Toeschouwers: 10.341 Scheidsrechter: Van der Eijk Video-assistent: Bos |
|                           |                                          |         |              | |

|                           |                 |       |            | |
| 28 oktober 2023 21:00 uur | Fortuna Sittard | 0 – 0 | FC Utrecht | Stadion: Fortuna Sittard Stadion, Sittard Toeschouwers: 10.102 Scheidsrechter: Nijhuis Video-assistent: Van der Laan |
| 28 oktober 2023 21:00 uur | Verslag         |       |            | Stadion: Fortuna Sittard Stadion, Sittard Toeschouwers: 10.102 Scheidsrechter: Nijhuis Video-assistent: Van der Laan |
| 28 oktober 2023 21:00 uur |                 |       |            | Stadion: Fortuna Sittard Stadion, Sittard Toeschouwers: 10.102 Scheidsrechter: Nijhuis Video-assistent: Van der Laan |
| 28 oktober 2023 21:00 uur |                 |       |            | Stadion: Fortuna Sittard Stadion, Sittard Toeschouwers: 10.102 Scheidsrechter: Nijhuis Video-assistent: Van der Laan |
|                           |                 |       |            | |

|                           |                                |         |                | |
| 29 oktober 2023 12:15 uur | FC Twente                      | 2 – 1   | Feyenoord      | Stadion: De Grolsch Veste, Enschede Toeschouwers: 30.000 Scheidsrechter: Higler Video-assistent: Van Boekel |
| 29 oktober 2023 12:15 uur | Ugalde 10' Van Wolfswinkel 78' | Verslag | 86' Geertruida | Stadion: De Grolsch Veste, Enschede Toeschouwers: 30.000 Scheidsrechter: Higler Video-assistent: Van Boekel |
| 29 oktober 2023 12:15 uur |                                |         |                | Stadion: De Grolsch Veste, Enschede Toeschouwers: 30.000 Scheidsrechter: Higler Video-assistent: Van Boekel |
| 29 oktober 2023 12:15 uur |                                |         |                | Stadion: De Grolsch Veste, Enschede Toeschouwers: 30.000 Scheidsrechter: Higler Video-assistent: Van Boekel |
|                           |                                |         |                | |

|                           |                                              |         |                                | |
| 29 oktober 2023 14:30 uur | PSV                                          | 5 – 2   | Ajax                           | Stadion: Philips Stadion, Eindhoven Toeschouwers: 34.700 Scheidsrechter: Makkelie Video-assistent: Dieperink |
| 29 oktober 2023 14:30 uur | Lozano 20', 60', 72' De Jong 49' Saibari 52' | Verslag | 10' Van den Boomen 40' Brobbey | Stadion: Philips Stadion, Eindhoven Toeschouwers: 34.700 Scheidsrechter: Makkelie Video-assistent: Dieperink |
| 29 oktober 2023 14:30 uur |                                              |         |                                | Stadion: Philips Stadion, Eindhoven Toeschouwers: 34.700 Scheidsrechter: Makkelie Video-assistent: Dieperink |
| 29 oktober 2023 14:30 uur |                                              |         |                                | Stadion: Philips Stadion, Eindhoven Toeschouwers: 34.700 Scheidsrechter: Makkelie Video-assistent: Dieperink |
|                           |                                              |         |                                | |

|                           |                                    |         |                     |                                                                                                   |
| 29 oktober 2023 14:30 uur | FC Volendam                        | 3 – 1   | Excelsior Rotterdam | Stadion: Kras Stadion, Volendam Toeschouwers: 6.500 Scheidsrechter: Bos Video-assistent: Lindhout |
| 29 oktober 2023 14:30 uur | Benamar 53' Mühren 57' De Haan 71' | Verslag | 33' Driouech        | Stadion: Kras Stadion, Volendam Toeschouwers: 6.500 Scheidsrechter: Bos Video-assistent: Lindhout |
| 29 oktober 2023 14:30 uur |                                    |         |                     | Stadion: Kras Stadion, Volendam Toeschouwers: 6.500 Scheidsrechter: Bos Video-assistent: Lindhout |
| 29 oktober 2023 14:30 uur |                                    |         |                     | Stadion: Kras Stadion, Volendam Toeschouwers: 6.500 Scheidsrechter: Bos Video-assistent: Lindhout |
|                           |                                    |         |                     |                                                                                                   |

|                           |              |                      |                       | |
| 29 oktober 2023 16:45 uur | AZ           | Gestaakt 90' (1 – 2) | N.E.C.                | Stadion: AFAS Stadion, Alkmaar Toeschouwers: 18.773 Scheidsrechter: Manschot Video-assistent: Kamphuis |
| 29 oktober 2023 16:45 uur | Pavlidis 57' | Verslag              | 11' Dost 31' Mattsson | Stadion: AFAS Stadion, Alkmaar Toeschouwers: 18.773 Scheidsrechter: Manschot Video-assistent: Kamphuis |
| 29 oktober 2023 16:45 uur |              |                      |                       | Stadion: AFAS Stadion, Alkmaar Toeschouwers: 18.773 Scheidsrechter: Manschot Video-assistent: Kamphuis |
| 29 oktober 2023 16:45 uur |              |                      |                       | Stadion: AFAS Stadion, Alkmaar Toeschouwers: 18.773 Scheidsrechter: Manschot Video-assistent: Kamphuis |
|                           |              |                      |                       | |

## Inhaalronde 3
|                           |                        |         |             | |
| 2 november 2023 20:00 uur | Ajax                   | 2 – 0   | FC Volendam | Stadion: Johan Cruijff ArenA, Amsterdam Toeschouwers: 54.177 Scheidsrechter: Van den Kerkhof Video-assistent: Gerrets |
| 2 november 2023 20:00 uur | Bergwijn 57' Akpom 89' | Verslag |             | Stadion: Johan Cruijff ArenA, Amsterdam Toeschouwers: 54.177 Scheidsrechter: Van den Kerkhof Video-assistent: Gerrets |
| 2 november 2023 20:00 uur |                        |         |             | Stadion: Johan Cruijff ArenA, Amsterdam Toeschouwers: 54.177 Scheidsrechter: Van den Kerkhof Video-assistent: Gerrets |
| 2 november 2023 20:00 uur |                        |         |             | Stadion: Johan Cruijff ArenA, Amsterdam Toeschouwers: 54.177 Scheidsrechter: Van den Kerkhof Video-assistent: Gerrets |
|                           |                        |         |             | |

## Speelronde 11
|                           |                 |         |                                                                          |                                                                                                 |
| 4 november 2023 16:30 uur | Heracles Almelo | 0 – 6   | PSV                                                                      | Stadion: Erve Asito, Almelo Toeschouwers: 11.867 Scheidsrechter: Kooij Video-assistent: Oostrom |
| 4 november 2023 16:30 uur | Hoogma 21'      | Verslag | 22' (pen.) De Jong 44' Schouten 65' Tillman 69' Ramalho 84' Til 90' Pepi | Stadion: Erve Asito, Almelo Toeschouwers: 11.867 Scheidsrechter: Kooij Video-assistent: Oostrom |
| 4 november 2023 16:30 uur |                 |         |                                                                          | Stadion: Erve Asito, Almelo Toeschouwers: 11.867 Scheidsrechter: Kooij Video-assistent: Oostrom |
| 4 november 2023 16:30 uur |                 |         |                                                                          | Stadion: Erve Asito, Almelo Toeschouwers: 11.867 Scheidsrechter: Kooij Video-assistent: Oostrom |
|                           |                 |         |                                                                          |                                                                                                 |

|                           |                            |         |                          | |
| 4 november 2023 18:45 uur | RKC Waalwijk               | 1 – 2   | Feyenoord                | Stadion: Mandemakers Stadion, Waalwijk Toeschouwers: 7.186 Scheidsrechter: Van Boekel Video-assistent: Van den Kerkhof |
| 4 november 2023 18:45 uur | Cleonise 25' Adewoye 45+2' | Verslag | 35' Timber 65' Nieuwkoop | Stadion: Mandemakers Stadion, Waalwijk Toeschouwers: 7.186 Scheidsrechter: Van Boekel Video-assistent: Van den Kerkhof |
| 4 november 2023 18:45 uur |                            |         |                          | Stadion: Mandemakers Stadion, Waalwijk Toeschouwers: 7.186 Scheidsrechter: Van Boekel Video-assistent: Van den Kerkhof |
| 4 november 2023 18:45 uur |                            |         |                          | Stadion: Mandemakers Stadion, Waalwijk Toeschouwers: 7.186 Scheidsrechter: Van Boekel Video-assistent: Van den Kerkhof |
|                           |                            |         |                          | |

|                           |                     |         |           | |
| 4 november 2023 18:45 uur | Excelsior Rotterdam | 1 – 1   | AZ        | Stadion: Van Donge & De Roo Stadion, Rotterdam Toeschouwers: 4.400 Scheidsrechter: Gerrets Video-assistent: Gözübüyük |
| 4 november 2023 18:45 uur | Sandra 90+1'        | Verslag | 72' Lahdo | Stadion: Van Donge & De Roo Stadion, Rotterdam Toeschouwers: 4.400 Scheidsrechter: Gerrets Video-assistent: Gözübüyük |
| 4 november 2023 18:45 uur |                     |         |           | Stadion: Van Donge & De Roo Stadion, Rotterdam Toeschouwers: 4.400 Scheidsrechter: Gerrets Video-assistent: Gözübüyük |
| 4 november 2023 18:45 uur |                     |         |           | Stadion: Van Donge & De Roo Stadion, Rotterdam Toeschouwers: 4.400 Scheidsrechter: Gerrets Video-assistent: Gözübüyük |
|                           |                     |         |           | |

|                           |                                                                    |         |                |                                                                                    |
| 4 november 2023 21:00 uur | Go Ahead Eagles                                                    | 5 – 1   | Vitesse        | Stadion: De Adelaarshorst, Deventer Scheidsrechter: Blank Video-assistent: Nijhuis |
| 4 november 2023 21:00 uur | Willumsson 45+2', 79' O. Edvardsen 60' V. Edvardsen 61' Kramer 85' | Verslag | 76' Van Ginkel | Stadion: De Adelaarshorst, Deventer Scheidsrechter: Blank Video-assistent: Nijhuis |
| 4 november 2023 21:00 uur |                                                                    |         |                | Stadion: De Adelaarshorst, Deventer Scheidsrechter: Blank Video-assistent: Nijhuis |
| 4 november 2023 21:00 uur |                                                                    |         |                | Stadion: De Adelaarshorst, Deventer Scheidsrechter: Blank Video-assistent: Nijhuis |
|                           |                                                                    |         |                |                                                                                    |

|                           |            |         |                                      | |
| 5 november 2023 12:15 uur | FC Utrecht | 1 – 1   | FC Twente                            | Stadion: Stadion Galgenwaard, Utrecht Toeschouwers: 17.491 Scheidsrechter: Gözübüyük Video-assistent: Van de Graaf |
| 5 november 2023 12:15 uur | Fraulo 23' | Verslag | 31' (pen.) Steijn 45+6', 66' Sadílek | Stadion: Stadion Galgenwaard, Utrecht Toeschouwers: 17.491 Scheidsrechter: Gözübüyük Video-assistent: Van de Graaf |
| 5 november 2023 12:15 uur |            |         |                                      | Stadion: Stadion Galgenwaard, Utrecht Toeschouwers: 17.491 Scheidsrechter: Gözübüyük Video-assistent: Van de Graaf |
| 5 november 2023 12:15 uur |            |         |                                      | Stadion: Stadion Galgenwaard, Utrecht Toeschouwers: 17.491 Scheidsrechter: Gözübüyük Video-assistent: Van de Graaf |
|                           |            |         |                                      | |

|                           |                              |         |                 | |
| 5 november 2023 14:30 uur | PEC Zwolle                   | 2 – 0   | Fortuna Sittard | Stadion: MAC³PARK stadion, Zwolle Toeschouwers: 14.000 Scheidsrechter: Makkelie Video-assistent: Ruperti |
| 5 november 2023 14:30 uur | Van den Berg 42' Velanas 89' | Verslag |                 | Stadion: MAC³PARK stadion, Zwolle Toeschouwers: 14.000 Scheidsrechter: Makkelie Video-assistent: Ruperti |
| 5 november 2023 14:30 uur |                              |         |                 | Stadion: MAC³PARK stadion, Zwolle Toeschouwers: 14.000 Scheidsrechter: Makkelie Video-assistent: Ruperti |
| 5 november 2023 14:30 uur |                              |         |                 | Stadion: MAC³PARK stadion, Zwolle Toeschouwers: 14.000 Scheidsrechter: Makkelie Video-assistent: Ruperti |
|                           |                              |         |                 | |

|                           |                                                      |         |                                    | |
| 5 november 2023 14:30 uur | N.E.C.                                               | 3 – 3   | FC Volendam                        | Stadion: Goffertstadion, Nijmegen Toeschouwers: 12.500 Scheidsrechter: Kamphuis Video-assistent: Vereijken |
| 5 november 2023 14:30 uur | Ogawa 6', 90+8' Tavşan 8', 38' Mattsson 90+1' (pen.) | Verslag | 34' Mühren 78' De Haan 90+5' Twigt | Stadion: Goffertstadion, Nijmegen Toeschouwers: 12.500 Scheidsrechter: Kamphuis Video-assistent: Vereijken |
| 5 november 2023 14:30 uur |                                                      |         |                                    | Stadion: Goffertstadion, Nijmegen Toeschouwers: 12.500 Scheidsrechter: Kamphuis Video-assistent: Vereijken |
| 5 november 2023 14:30 uur |                                                      |         |                                    | Stadion: Goffertstadion, Nijmegen Toeschouwers: 12.500 Scheidsrechter: Kamphuis Video-assistent: Vereijken |
|                           |                                                      |         |                                    | |

|                           |                                           |         |                | |
| 5 november 2023 16:45 uur | Ajax                                      | 4 – 1   | sc Heerenveen  | Stadion: Johan Cruijff ArenA, Amsterdam Toeschouwers: 54.288 Scheidsrechter: Van der Eijk Video-assistent: Manschot |
| 5 november 2023 16:45 uur | Bergwijn 25' Brobbey 42' Akpom 84', 90+2' | Verslag | 45+1' Brouwers | Stadion: Johan Cruijff ArenA, Amsterdam Toeschouwers: 54.288 Scheidsrechter: Van der Eijk Video-assistent: Manschot |
| 5 november 2023 16:45 uur |                                           |         |                | Stadion: Johan Cruijff ArenA, Amsterdam Toeschouwers: 54.288 Scheidsrechter: Van der Eijk Video-assistent: Manschot |
| 5 november 2023 16:45 uur |                                           |         |                | Stadion: Johan Cruijff ArenA, Amsterdam Toeschouwers: 54.288 Scheidsrechter: Van der Eijk Video-assistent: Manschot |
|                           |                                           |         |                | |

|                           |                  |         |                        | |
| 5 november 2023 16:45 uur | Sparta Rotterdam | 1 – 2   | Almere City FC         | Stadion: Spartastadion Het Kasteel, Rotterdam Toeschouwers: 10.132 Scheidsrechter: Lindhout Video-assistent: Hensgens |
| 5 november 2023 16:45 uur | Kitolano 84'     | Verslag | 12' Robinet 76' Hansen | Stadion: Spartastadion Het Kasteel, Rotterdam Toeschouwers: 10.132 Scheidsrechter: Lindhout Video-assistent: Hensgens |
| 5 november 2023 16:45 uur |                  |         |                        | Stadion: Spartastadion Het Kasteel, Rotterdam Toeschouwers: 10.132 Scheidsrechter: Lindhout Video-assistent: Hensgens |
| 5 november 2023 16:45 uur |                  |         |                        | Stadion: Spartastadion Het Kasteel, Rotterdam Toeschouwers: 10.132 Scheidsrechter: Lindhout Video-assistent: Hensgens |
|                           |                  |         |                        | |

## Speelronde 12
|                            |                                                    |         |                 | |
| 10 november 2023 20:00 uur | Fortuna Sittard                                    | 4 – 1   | Heracles Almelo | Stadion: Fortuna Sittard Stadion, Sittard Toeschouwers: 10.196 Scheidsrechter: Lindhout Video-assistent: Rozendal |
| 10 november 2023 20:00 uur | Guth 6' Robberechts 25' Halilović 32' Sierhuis 40' | Verslag | 89' Engels      | Stadion: Fortuna Sittard Stadion, Sittard Toeschouwers: 10.196 Scheidsrechter: Lindhout Video-assistent: Rozendal |
| 10 november 2023 20:00 uur |                                                    |         |                 | Stadion: Fortuna Sittard Stadion, Sittard Toeschouwers: 10.196 Scheidsrechter: Lindhout Video-assistent: Rozendal |
| 10 november 2023 20:00 uur |                                                    |         |                 | Stadion: Fortuna Sittard Stadion, Sittard Toeschouwers: 10.196 Scheidsrechter: Lindhout Video-assistent: Rozendal |
|                            |                                                    |         |                 | |

|                            |              |         |                 | |
| 11 november 2023 18:45 uur | RKC Waalwijk | 0 – 1   | Go Ahead Eagles | Stadion: Mandemakers Stadion, Waalwijk Toeschouwers: 6.157 Scheidsrechter: Manschot Video-assistent: Teuben |
| 11 november 2023 18:45 uur |              | Verslag | 30' Willumsson  | Stadion: Mandemakers Stadion, Waalwijk Toeschouwers: 6.157 Scheidsrechter: Manschot Video-assistent: Teuben |
| 11 november 2023 18:45 uur |              |         |                 | Stadion: Mandemakers Stadion, Waalwijk Toeschouwers: 6.157 Scheidsrechter: Manschot Video-assistent: Teuben |
| 11 november 2023 18:45 uur |              |         |                 | Stadion: Mandemakers Stadion, Waalwijk Toeschouwers: 6.157 Scheidsrechter: Manschot Video-assistent: Teuben |
|                            |              |         |                 | |

|                            |                            |         |                                 | |
| 11 november 2023 20:00 uur | FC Twente                  | 3 – 3   | N.E.C.                          | Stadion: De Grolsch Veste, Enschede Toeschouwers: 30.000 Scheidsrechter: Kooij Video-assistent: Pérez |
| 11 november 2023 20:00 uur | Steijn 43', 76' Ugalde 87' | Verslag | 47' Ross 56' Van Rooij 65' Baas | Stadion: De Grolsch Veste, Enschede Toeschouwers: 30.000 Scheidsrechter: Kooij Video-assistent: Pérez |
| 11 november 2023 20:00 uur |                            |         |                                 | Stadion: De Grolsch Veste, Enschede Toeschouwers: 30.000 Scheidsrechter: Kooij Video-assistent: Pérez |
| 11 november 2023 20:00 uur |                            |         |                                 | Stadion: De Grolsch Veste, Enschede Toeschouwers: 30.000 Scheidsrechter: Kooij Video-assistent: Pérez |
|                            |                            |         |                                 | |

|                            |                                |         |                                                     | |
| 11 november 2023 21:00 uur | Vitesse                        | 1 – 3   | sc Heerenveen                                       | Stadion: GelreDome, Arnhem Toeschouwers: 14.793 Scheidsrechter: Van de Graaf Video-assistent: Blank |
| 11 november 2023 21:00 uur | Manhoef 4' Van Ginkel 60', 69' | Verslag | 25' Van Amersfoort 78' (pen.) Tahiri 85' Nicolaescu | Stadion: GelreDome, Arnhem Toeschouwers: 14.793 Scheidsrechter: Van de Graaf Video-assistent: Blank |
| 11 november 2023 21:00 uur |                                |         |                                                     | Stadion: GelreDome, Arnhem Toeschouwers: 14.793 Scheidsrechter: Van de Graaf Video-assistent: Blank |
| 11 november 2023 21:00 uur |                                |         |                                                     | Stadion: GelreDome, Arnhem Toeschouwers: 14.793 Scheidsrechter: Van de Graaf Video-assistent: Blank |
|                            |                                |         |                                                     | |

|                            |                                           |         |            | |
| 12 november 2023 12:15 uur | PSV                                       | 4 – 0   | PEC Zwolle | Stadion: Philips Stadion, Eindhoven Toeschouwers: 34.200 Scheidsrechter: Oostrom Video-assistent: Bos |
| 12 november 2023 12:15 uur | Lozano 5' Til 28' De Jong 57' Tillman 78' | Verslag |            | Stadion: Philips Stadion, Eindhoven Toeschouwers: 34.200 Scheidsrechter: Oostrom Video-assistent: Bos |
| 12 november 2023 12:15 uur |                                           |         |            | Stadion: Philips Stadion, Eindhoven Toeschouwers: 34.200 Scheidsrechter: Oostrom Video-assistent: Bos |
| 12 november 2023 12:15 uur |                                           |         |            | Stadion: Philips Stadion, Eindhoven Toeschouwers: 34.200 Scheidsrechter: Oostrom Video-assistent: Bos |
|                            |                                           |         |            | |

|                            |                                                 |         |                         | |
| 12 november 2023 14:30 uur | Almere City FC                                  | 2 – 2   | Ajax                    | Stadion: Yanmar Stadion, Almere Toeschouwers: 4.222 Scheidsrechter: Nijhuis Video-assistent: Van der Laan |
| 12 november 2023 14:30 uur | Ritmeester van de Kamp 66' Robinet 90+3' (pen.) | Verslag | 68' Akpom 82' Tahirović | Stadion: Yanmar Stadion, Almere Toeschouwers: 4.222 Scheidsrechter: Nijhuis Video-assistent: Van der Laan |
| 12 november 2023 14:30 uur |                                                 |         |                         | Stadion: Yanmar Stadion, Almere Toeschouwers: 4.222 Scheidsrechter: Nijhuis Video-assistent: Van der Laan |
| 12 november 2023 14:30 uur |                                                 |         |                         | Stadion: Yanmar Stadion, Almere Toeschouwers: 4.222 Scheidsrechter: Nijhuis Video-assistent: Van der Laan |
|                            |                                                 |         |                         | |

|                            |             |         |                                                | |
| 12 november 2023 14:30 uur | FC Volendam | 1 – 4   | Sparta Rotterdam                               | Stadion: Kras Stadion, Volendam Toeschouwers: 6.784 Scheidsrechter: Martens Video-assistent: Van der Eijk |
| 12 november 2023 14:30 uur | De Haan 13' | Verslag | 6', 87' Vriends 42' Kitolano 90+1' Verschueren | Stadion: Kras Stadion, Volendam Toeschouwers: 6.784 Scheidsrechter: Martens Video-assistent: Van der Eijk |
| 12 november 2023 14:30 uur |             |         |                                                | Stadion: Kras Stadion, Volendam Toeschouwers: 6.784 Scheidsrechter: Martens Video-assistent: Van der Eijk |
| 12 november 2023 14:30 uur |             |         |                                                | Stadion: Kras Stadion, Volendam Toeschouwers: 6.784 Scheidsrechter: Martens Video-assistent: Van der Eijk |
|                            |             |         |                                                | |

|                            |            |         |    | |
| 12 november 2023 16:45 uur | Feyenoord  | 1 – 0   | AZ | Stadion: Stadion Feijenoord, Rotterdam Toeschouwers: 47.500 Scheidsrechter: Makkelie Video-assistent: Kamphuis |
| 12 november 2023 16:45 uur | Timber 24' | Verslag |    | Stadion: Stadion Feijenoord, Rotterdam Toeschouwers: 47.500 Scheidsrechter: Makkelie Video-assistent: Kamphuis |
| 12 november 2023 16:45 uur |            |         |    | Stadion: Stadion Feijenoord, Rotterdam Toeschouwers: 47.500 Scheidsrechter: Makkelie Video-assistent: Kamphuis |
| 12 november 2023 16:45 uur |            |         |    | Stadion: Stadion Feijenoord, Rotterdam Toeschouwers: 47.500 Scheidsrechter: Makkelie Video-assistent: Kamphuis |
|                            |            |         |    | |

|                            |                           |         |                          | |
| 12 november 2023 20:00 uur | FC Utrecht                | 2 – 2   | Excelsior Rotterdam      | Stadion: Stadion Galgenwaard, Utrecht Toeschouwers: 20.235 Scheidsrechter: Nagtegaal Video-assistent: Kooij |
| 12 november 2023 20:00 uur | Bozdoğan 70' Sagnan 90+3' | Verslag | 53' Driouech 62' Lamprou | Stadion: Stadion Galgenwaard, Utrecht Toeschouwers: 20.235 Scheidsrechter: Nagtegaal Video-assistent: Kooij |
| 12 november 2023 20:00 uur |                           |         |                          | Stadion: Stadion Galgenwaard, Utrecht Toeschouwers: 20.235 Scheidsrechter: Nagtegaal Video-assistent: Kooij |
| 12 november 2023 20:00 uur |                           |         |                          | Stadion: Stadion Galgenwaard, Utrecht Toeschouwers: 20.235 Scheidsrechter: Nagtegaal Video-assistent: Kooij |
|                            |                           |         |                          | |

## Speelronde 13
|                            |                         |         |                                 | |
| 25 november 2023 16:30 uur | Excelsior Rotterdam     | 2 – 4   | Feyenoord                       | Stadion: Van Donge & De Roo Stadion, Rotterdam Toeschouwers: 4.400 Scheidsrechter: Gözübüyük Video-assistent: Martens |
| 25 november 2023 16:30 uur | Parrott 16' Lamprou 72' | Verslag | 6', 61', 82' Giménez 66' Timber | Stadion: Van Donge & De Roo Stadion, Rotterdam Toeschouwers: 4.400 Scheidsrechter: Gözübüyük Video-assistent: Martens |
| 25 november 2023 16:30 uur |                         |         |                                 | Stadion: Van Donge & De Roo Stadion, Rotterdam Toeschouwers: 4.400 Scheidsrechter: Gözübüyük Video-assistent: Martens |
| 25 november 2023 16:30 uur |                         |         |                                 | Stadion: Van Donge & De Roo Stadion, Rotterdam Toeschouwers: 4.400 Scheidsrechter: Gözübüyük Video-assistent: Martens |
|                            |                         |         |                                 | |

|                            |             |         |                                               | |
| 25 november 2023 18:45 uur | FC Twente   | 0 – 3   | PSV                                           | Stadion: De Grolsch Veste, Enschede Toeschouwers: 30.000 Scheidsrechter: Lindhout Video-assistent: Oostrom |
| 25 november 2023 18:45 uur | Hilgers 25' | Verslag | 45+1' Veerman 49' (e.d.) Pröpper 82' Bakayoko | Stadion: De Grolsch Veste, Enschede Toeschouwers: 30.000 Scheidsrechter: Lindhout Video-assistent: Oostrom |
| 25 november 2023 18:45 uur |             |         |                                               | Stadion: De Grolsch Veste, Enschede Toeschouwers: 30.000 Scheidsrechter: Lindhout Video-assistent: Oostrom |
| 25 november 2023 18:45 uur |             |         |                                               | Stadion: De Grolsch Veste, Enschede Toeschouwers: 30.000 Scheidsrechter: Lindhout Video-assistent: Oostrom |
|                            |             |         |                                               | |

|                            |                                              |         |                 | |
| 25 november 2023 18:45 uur | sc Heerenveen                                | 3 – 0   | Fortuna Sittard | Stadion: Abe Lenstra Stadion, Heerenveen Toeschouwers: 21.000 Scheidsrechter: Manschot Video-assistent: Van Boekel |
| 25 november 2023 18:45 uur | Haye 45+4' (pen.), 62' (pen.) Nicolaescu 88' | Verslag |                 | Stadion: Abe Lenstra Stadion, Heerenveen Toeschouwers: 21.000 Scheidsrechter: Manschot Video-assistent: Van Boekel |
| 25 november 2023 18:45 uur |                                              |         |                 | Stadion: Abe Lenstra Stadion, Heerenveen Toeschouwers: 21.000 Scheidsrechter: Manschot Video-assistent: Van Boekel |
| 25 november 2023 18:45 uur |                                              |         |                 | Stadion: Abe Lenstra Stadion, Heerenveen Toeschouwers: 21.000 Scheidsrechter: Manschot Video-assistent: Van Boekel |
|                            |                                              |         |                 | |

|                            |                  |         |                           | |
| 25 november 2023 21:00 uur | PEC Zwolle       | 1 – 2   | RKC Waalwijk              | Stadion: MAC³PARK stadion, Zwolle Toeschouwers: 14.000 Scheidsrechter: Van den Kerkhof Video-assistent: Eijgelsheim |
| 25 november 2023 21:00 uur | Van den Berg 29' | Verslag | 14' Stevanović 50' Lokesa | Stadion: MAC³PARK stadion, Zwolle Toeschouwers: 14.000 Scheidsrechter: Van den Kerkhof Video-assistent: Eijgelsheim |
| 25 november 2023 21:00 uur |                  |         |                           | Stadion: MAC³PARK stadion, Zwolle Toeschouwers: 14.000 Scheidsrechter: Van den Kerkhof Video-assistent: Eijgelsheim |
| 25 november 2023 21:00 uur |                  |         |                           | Stadion: MAC³PARK stadion, Zwolle Toeschouwers: 14.000 Scheidsrechter: Van den Kerkhof Video-assistent: Eijgelsheim |
|                            |                  |         |                           | |

|                            |                                                           |         |         | |
| 25 november 2023 21:00 uur | Ajax                                                      | 5 – 0   | Vitesse | Stadion: Johan Cruijff ArenA, Amsterdam Toeschouwers: 48.250 Scheidsrechter: Higler Video-assistent: Nagtegaal |
| 25 november 2023 21:00 uur | Hato 3' Hlynsson 12' Oroz 50' (e.d.) Akpom 58' Taylor 67' | Verslag |         | Stadion: Johan Cruijff ArenA, Amsterdam Toeschouwers: 48.250 Scheidsrechter: Higler Video-assistent: Nagtegaal |
| 25 november 2023 21:00 uur |                                                           |         |         | Stadion: Johan Cruijff ArenA, Amsterdam Toeschouwers: 48.250 Scheidsrechter: Higler Video-assistent: Nagtegaal |
| 25 november 2023 21:00 uur |                                                           |         |         | Stadion: Johan Cruijff ArenA, Amsterdam Toeschouwers: 48.250 Scheidsrechter: Higler Video-assistent: Nagtegaal |
|                            |                                                           |         |         | |

|                            |                |         |                                       | |
| 26 november 2023 12:15 uur | Almere City FC | 0 – 5   | Heracles Almelo                       | Stadion: Yanmar Stadion, Almere Toeschouwers: 4.222 Scheidsrechter: Van der Laan Video-assistent: Higler |
| 26 november 2023 12:15 uur |                | Verslag | 4', 64', 87' Sankoh 71', 78' Nankishi | Stadion: Yanmar Stadion, Almere Toeschouwers: 4.222 Scheidsrechter: Van der Laan Video-assistent: Higler |
| 26 november 2023 12:15 uur |                |         |                                       | Stadion: Yanmar Stadion, Almere Toeschouwers: 4.222 Scheidsrechter: Van der Laan Video-assistent: Higler |
| 26 november 2023 12:15 uur |                |         |                                       | Stadion: Yanmar Stadion, Almere Toeschouwers: 4.222 Scheidsrechter: Van der Laan Video-assistent: Higler |
|                            |                |         |                                       | |

|                            |                                             |         |             |                                                                                                  |
| 26 november 2023 14:30 uur | AZ                                          | 3 – 0   | FC Volendam | Stadion: AFAS Stadion, Alkmaar Toeschouwers: 18.261 Scheidsrechter: Nijhuis Video-assistent: Vos |
| 26 november 2023 14:30 uur | Van Bommel 5' Pavlidis 48' Martins Indi 58' | Verslag |             | Stadion: AFAS Stadion, Alkmaar Toeschouwers: 18.261 Scheidsrechter: Nijhuis Video-assistent: Vos |
| 26 november 2023 14:30 uur |                                             |         |             | Stadion: AFAS Stadion, Alkmaar Toeschouwers: 18.261 Scheidsrechter: Nijhuis Video-assistent: Vos |
| 26 november 2023 14:30 uur |                                             |         |             | Stadion: AFAS Stadion, Alkmaar Toeschouwers: 18.261 Scheidsrechter: Nijhuis Video-assistent: Vos |
|                            |                                             |         |             |                                                                                                  |

|                            |          |         |                 | |
| 26 november 2023 14:30 uur | N.E.C.   | 1 – 1   | Go Ahead Eagles | Stadion: Goffertstadion, Nijmegen Toeschouwers: 12.500 Scheidsrechter: Hensgens Video-assistent: Gözübüyük |
| 26 november 2023 14:30 uur | Ross 89' | Verslag | 88' Sow         | Stadion: Goffertstadion, Nijmegen Toeschouwers: 12.500 Scheidsrechter: Hensgens Video-assistent: Gözübüyük |
| 26 november 2023 14:30 uur |          |         |                 | Stadion: Goffertstadion, Nijmegen Toeschouwers: 12.500 Scheidsrechter: Hensgens Video-assistent: Gözübüyük |
| 26 november 2023 14:30 uur |          |         |                 | Stadion: Goffertstadion, Nijmegen Toeschouwers: 12.500 Scheidsrechter: Hensgens Video-assistent: Gözübüyük |
|                            |          |         |                 | |

|                            |                  |         |                          | |
| 26 november 2023 16:45 uur | Sparta Rotterdam | 1 – 2   | FC Utrecht               | Stadion: Spartastadion Het Kasteel, Rotterdam Toeschouwers: 10.030 Scheidsrechter: Kooij Video-assistent: Manschot |
| 26 november 2023 16:45 uur | Neghli 43'       | Verslag | 5' Seuntjens 54' Lidberg | Stadion: Spartastadion Het Kasteel, Rotterdam Toeschouwers: 10.030 Scheidsrechter: Kooij Video-assistent: Manschot |
| 26 november 2023 16:45 uur |                  |         |                          | Stadion: Spartastadion Het Kasteel, Rotterdam Toeschouwers: 10.030 Scheidsrechter: Kooij Video-assistent: Manschot |
| 26 november 2023 16:45 uur |                  |         |                          | Stadion: Spartastadion Het Kasteel, Rotterdam Toeschouwers: 10.030 Scheidsrechter: Kooij Video-assistent: Manschot |
|                            |                  |         |                          | |

## Speelronde 14
|                           |                                      |         |                | |
| 1 december 2023 20:00 uur | sc Heerenveen                        | 3 – 0   | Almere City FC | Stadion: Abe Lenstra Stadion, Heerenveen Toeschouwers: 20.555 Scheidsrechter: Martens Video-assistent: Van der Eijk |
| 1 december 2023 20:00 uur | Van Amersfoort 15', 70' Van Beek 39' | Verslag |                | Stadion: Abe Lenstra Stadion, Heerenveen Toeschouwers: 20.555 Scheidsrechter: Martens Video-assistent: Van der Eijk |
| 1 december 2023 20:00 uur |                                      |         |                | Stadion: Abe Lenstra Stadion, Heerenveen Toeschouwers: 20.555 Scheidsrechter: Martens Video-assistent: Van der Eijk |
| 1 december 2023 20:00 uur |                                      |         |                | Stadion: Abe Lenstra Stadion, Heerenveen Toeschouwers: 20.555 Scheidsrechter: Martens Video-assistent: Van der Eijk |
|                           |                                      |         |                | |

|                           |             |         |                                          | |
| 2 december 2023 18:45 uur | FC Volendam | 0 – 5   | PEC Zwolle                               | Stadion: Kras Stadion, Volendam Toeschouwers: 6.800 Scheidsrechter: Higler Video-assistent: Hensgens |
| 2 december 2023 18:45 uur |             | Verslag | 59' Velanas 62', 67', 87' Druijf 82' Thy | Stadion: Kras Stadion, Volendam Toeschouwers: 6.800 Scheidsrechter: Higler Video-assistent: Hensgens |
| 2 december 2023 18:45 uur |             |         |                                          | Stadion: Kras Stadion, Volendam Toeschouwers: 6.800 Scheidsrechter: Higler Video-assistent: Hensgens |
| 2 december 2023 18:45 uur |             |         |                                          | Stadion: Kras Stadion, Volendam Toeschouwers: 6.800 Scheidsrechter: Higler Video-assistent: Hensgens |
|                           |             |         |                                          | |

|                           |                 |         |                                   | |
| 2 december 2023 20:00 uur | RKC Waalwijk    | 2 – 2   | Excelsior Rotterdam               | Stadion: Mandemakers Stadion, Waalwijk Toeschouwers: 5.869 Scheidsrechter: Nijhuis Video-assistent: Van der Laan |
| 2 december 2023 20:00 uur | Oukili 21', 60' | Verslag | 74' (e.d.) Van den Buijs 80' Baas | Stadion: Mandemakers Stadion, Waalwijk Toeschouwers: 5.869 Scheidsrechter: Nijhuis Video-assistent: Van der Laan |
| 2 december 2023 20:00 uur |                 |         |                                   | Stadion: Mandemakers Stadion, Waalwijk Toeschouwers: 5.869 Scheidsrechter: Nijhuis Video-assistent: Van der Laan |
| 2 december 2023 20:00 uur |                 |         |                                   | Stadion: Mandemakers Stadion, Waalwijk Toeschouwers: 5.869 Scheidsrechter: Nijhuis Video-assistent: Van der Laan |
|                           |                 |         |                                   | |

|                           |                             |         |                                  | |
| 2 december 2023 20:00 uur | Fortuna Sittard             | 3 – 1   | Vitesse                          | Stadion: Fortuna Sittard Stadion, Sittard Toeschouwers: 10.009 Scheidsrechter: Bos Video-assistent: Kooij |
| 2 december 2023 20:00 uur | Sierhuis 1', 23' Noslin 47' | Verslag | 64' Manhoef 31', 49' Meulensteen | Stadion: Fortuna Sittard Stadion, Sittard Toeschouwers: 10.009 Scheidsrechter: Bos Video-assistent: Kooij |
| 2 december 2023 20:00 uur |                             |         |                                  | Stadion: Fortuna Sittard Stadion, Sittard Toeschouwers: 10.009 Scheidsrechter: Bos Video-assistent: Kooij |
| 2 december 2023 20:00 uur |                             |         |                                  | Stadion: Fortuna Sittard Stadion, Sittard Toeschouwers: 10.009 Scheidsrechter: Bos Video-assistent: Kooij |
|                           |                             |         |                                  | |

|                           |                 |         |                  | |
| 2 december 2023 21:00 uur | Heracles Almelo | 0 – 1   | Sparta Rotterdam | Stadion: Erve Asito, Almelo Toeschouwers: 11.645 Scheidsrechter: Van de Graaf Video-assistent: Gerrets |
| 2 december 2023 21:00 uur |                 | Verslag | 62' Kitolano     | Stadion: Erve Asito, Almelo Toeschouwers: 11.645 Scheidsrechter: Van de Graaf Video-assistent: Gerrets |
| 2 december 2023 21:00 uur |                 |         |                  | Stadion: Erve Asito, Almelo Toeschouwers: 11.645 Scheidsrechter: Van de Graaf Video-assistent: Gerrets |
| 2 december 2023 21:00 uur |                 |         |                  | Stadion: Erve Asito, Almelo Toeschouwers: 11.645 Scheidsrechter: Van de Graaf Video-assistent: Gerrets |
|                           |                 |         |                  | |

|                           |             |         |                          | |
| 3 december 2023 12:15 uur | Feyenoord   | 1 – 2   | PSV                      | Stadion: Stadion Feijenoord, Rotterdam Toeschouwers: 47.500 Scheidsrechter: Makkelie Video-assistent: Manschot |
| 3 december 2023 12:15 uur | Giménez 81' | Verslag | 65' Saibari 68' Boscagli | Stadion: Stadion Feijenoord, Rotterdam Toeschouwers: 47.500 Scheidsrechter: Makkelie Video-assistent: Manschot |
| 3 december 2023 12:15 uur |             |         |                          | Stadion: Stadion Feijenoord, Rotterdam Toeschouwers: 47.500 Scheidsrechter: Makkelie Video-assistent: Manschot |
| 3 december 2023 12:15 uur |             |         |                          | Stadion: Stadion Feijenoord, Rotterdam Toeschouwers: 47.500 Scheidsrechter: Makkelie Video-assistent: Manschot |
|                           |             |         |                          | |

|                           |            |         |                        | |
| 3 december 2023 14:30 uur | N.E.C.     | 1 – 2   | Ajax                   | Stadion: Goffertstadion, Nijmegen Toeschouwers: 12.500 Scheidsrechter: Nagtegaal Video-assistent: Teuben |
| 3 december 2023 14:30 uur | Tavşan 90' | Verslag | 57' Hlynsson 88' Forbs | Stadion: Goffertstadion, Nijmegen Toeschouwers: 12.500 Scheidsrechter: Nagtegaal Video-assistent: Teuben |
| 3 december 2023 14:30 uur |            |         |                        | Stadion: Goffertstadion, Nijmegen Toeschouwers: 12.500 Scheidsrechter: Nagtegaal Video-assistent: Teuben |
| 3 december 2023 14:30 uur |            |         |                        | Stadion: Goffertstadion, Nijmegen Toeschouwers: 12.500 Scheidsrechter: Nagtegaal Video-assistent: Teuben |
|                           |            |         |                        | |

|                           |                 |         |                               | |
| 3 december 2023 14:30 uur | Go Ahead Eagles | 1 – 3   | FC Twente                     | Stadion: De Adelaarshorst, Deventer Toeschouwers: 9.820 Scheidsrechter: Van der Eijk Video-assistent: Van den Kerkhof |
| 3 december 2023 14:30 uur | Llansana 71'    | Verslag | 1' Ugalde 24' Steijn 76' Taha | Stadion: De Adelaarshorst, Deventer Toeschouwers: 9.820 Scheidsrechter: Van der Eijk Video-assistent: Van den Kerkhof |
| 3 december 2023 14:30 uur |                 |         |                               | Stadion: De Adelaarshorst, Deventer Toeschouwers: 9.820 Scheidsrechter: Van der Eijk Video-assistent: Van den Kerkhof |
| 3 december 2023 14:30 uur |                 |         |                               | Stadion: De Adelaarshorst, Deventer Toeschouwers: 9.820 Scheidsrechter: Van der Eijk Video-assistent: Van den Kerkhof |
|                           |                 |         |                               | |

|                           |            |         |              | |
| 3 december 2023 16:45 uur | FC Utrecht | 1 – 1   | AZ           | Stadion: Stadion Galgenwaard, Utrecht Toeschouwers: 18.267 Scheidsrechter: Blank Video-assistent: Lindhout |
| 3 december 2023 16:45 uur | Jensen 49' | Verslag | 40' Pavlidis | Stadion: Stadion Galgenwaard, Utrecht Toeschouwers: 18.267 Scheidsrechter: Blank Video-assistent: Lindhout |
| 3 december 2023 16:45 uur |            |         |              | Stadion: Stadion Galgenwaard, Utrecht Toeschouwers: 18.267 Scheidsrechter: Blank Video-assistent: Lindhout |
| 3 december 2023 16:45 uur |            |         |              | Stadion: Stadion Galgenwaard, Utrecht Toeschouwers: 18.267 Scheidsrechter: Blank Video-assistent: Lindhout |
|                           |            |         |              | |

## Speelronde 10
|                           |              |                                                   |                       |                                                                                   |
| 6 december 2023 19:00 uur | AZ           | 1 – 2                                             | N.E.C.                | Stadion: AFAS Stadion, Alkmaar Scheidsrechter: Manschot Video-assistent: Kamphuis |
| 6 december 2023 19:00 uur | Pavlidis 57' | Restant van de wedstrijd vanaf 90e minuut Verslag | 11' Dost 31' Mattsson | Stadion: AFAS Stadion, Alkmaar Scheidsrechter: Manschot Video-assistent: Kamphuis |
| 6 december 2023 19:00 uur |              |                                                   |                       | Stadion: AFAS Stadion, Alkmaar Scheidsrechter: Manschot Video-assistent: Kamphuis |
| 6 december 2023 19:00 uur |              |                                                   |                       | Stadion: AFAS Stadion, Alkmaar Scheidsrechter: Manschot Video-assistent: Kamphuis |
|                           |              |                                                   |                       |                                                                                   |

## Speelronde 7
|                           |                       |                                                   |                                              |                                                                                            |
| 6 december 2023 20:00 uur | RKC Waalwijk          | 2 – 3                                             | Ajax                                         | Stadion: Mandemakers Stadion, Waalwijk Scheidsrechter: Van Boekel Video-assistent: Oostrom |
| 6 december 2023 20:00 uur | Kramer 37' Oukili 51' | Restant van de wedstrijd vanaf 84e minuut Verslag | 30' Brobbey 43' (pen.) Bergwijn 57' Berghuis | Stadion: Mandemakers Stadion, Waalwijk Scheidsrechter: Van Boekel Video-assistent: Oostrom |
| 6 december 2023 20:00 uur |                       |                                                   |                                              | Stadion: Mandemakers Stadion, Waalwijk Scheidsrechter: Van Boekel Video-assistent: Oostrom |
| 6 december 2023 20:00 uur |                       |                                                   |                                              | Stadion: Mandemakers Stadion, Waalwijk Scheidsrechter: Van Boekel Video-assistent: Oostrom |
|                           |                       |                                                   |                                              |                                                                                            |

## Speelronde 15
|                           |                  |         |               | |
| 7 december 2023 18:45 uur | PSV              | 2 – 0   | sc Heerenveen | Stadion: Philips Stadion, Eindhoven Toeschouwers: 34.000 Scheidsrechter: Nijhuis Video-assistent: Bos |
| 7 december 2023 18:45 uur | Til 33' Pepi 78' | Verslag |               | Stadion: Philips Stadion, Eindhoven Toeschouwers: 34.000 Scheidsrechter: Nijhuis Video-assistent: Bos |
| 7 december 2023 18:45 uur |                  |         |               | Stadion: Philips Stadion, Eindhoven Toeschouwers: 34.000 Scheidsrechter: Nijhuis Video-assistent: Bos |
| 7 december 2023 18:45 uur |                  |         |               | Stadion: Philips Stadion, Eindhoven Toeschouwers: 34.000 Scheidsrechter: Nijhuis Video-assistent: Bos |
|                           |                  |         |               | |

|                           |                                       |         |             | |
| 7 december 2023 21:00 uur | Feyenoord                             | 3 – 1   | FC Volendam | Stadion: Stadion Feijenoord, Rotterdam Toeschouwers: 40.000 Scheidsrechter: Van den Kerkhof Video-assistent: Dieperink |
| 7 december 2023 21:00 uur | Timber 13' Giménez 90+4' Paixão 90+6' | Verslag | 31' Zeefuik | Stadion: Stadion Feijenoord, Rotterdam Toeschouwers: 40.000 Scheidsrechter: Van den Kerkhof Video-assistent: Dieperink |
| 7 december 2023 21:00 uur |                                       |         |             | Stadion: Stadion Feijenoord, Rotterdam Toeschouwers: 40.000 Scheidsrechter: Van den Kerkhof Video-assistent: Dieperink |
| 7 december 2023 21:00 uur |                                       |         |             | Stadion: Stadion Feijenoord, Rotterdam Toeschouwers: 40.000 Scheidsrechter: Van den Kerkhof Video-assistent: Dieperink |
|                           |                                       |         |             | |

|                           |                                                       |         |                                     | |
| 8 december 2023 20:00 uur | FC Twente                                             | 4 – 2   | Excelsior Rotterdam                 | Stadion: De Grolsch Veste, Enschede Toeschouwers: 29.000 Scheidsrechter: Oostrom Video-assistent: Blank |
| 8 december 2023 20:00 uur | Ugalde 45+1' Van Wolfswinkel 59' (pen.), 80' Taha 85' | Verslag | 9' Parrott 13' Nieuwpoort 25' Zagré | Stadion: De Grolsch Veste, Enschede Toeschouwers: 29.000 Scheidsrechter: Oostrom Video-assistent: Blank |
| 8 december 2023 20:00 uur |                                                       |         |                                     | Stadion: De Grolsch Veste, Enschede Toeschouwers: 29.000 Scheidsrechter: Oostrom Video-assistent: Blank |
| 8 december 2023 20:00 uur |                                                       |         |                                     | Stadion: De Grolsch Veste, Enschede Toeschouwers: 29.000 Scheidsrechter: Oostrom Video-assistent: Blank |
|                           |                                                       |         |                                     | |

|                           |                                |         |                  | |
| 9 december 2023 18:45 uur | Ajax                           | 2 – 1   | Sparta Rotterdam | Stadion: Johan Cruijff ArenA, Amsterdam Toeschouwers: 54.526 Scheidsrechter: Makkelie Video-assistent: Dieperink |
| 9 december 2023 18:45 uur | Brobbey 8' Bergwijn 42' (pen.) | Verslag | 55' Neghli       | Stadion: Johan Cruijff ArenA, Amsterdam Toeschouwers: 54.526 Scheidsrechter: Makkelie Video-assistent: Dieperink |
| 9 december 2023 18:45 uur |                                |         |                  | Stadion: Johan Cruijff ArenA, Amsterdam Toeschouwers: 54.526 Scheidsrechter: Makkelie Video-assistent: Dieperink |
| 9 december 2023 18:45 uur |                                |         |                  | Stadion: Johan Cruijff ArenA, Amsterdam Toeschouwers: 54.526 Scheidsrechter: Makkelie Video-assistent: Dieperink |
|                           |                                |         |                  | |

|                           |            |         |                                     | |
| 9 december 2023 20:00 uur | PEC Zwolle | 1 – 3   | N.E.C.                              | Stadion: MAC³PARK stadion, Zwolle Toeschouwers: 13.324 Scheidsrechter: Van Boekel Video-assistent: Nijhuis |
| 9 december 2023 20:00 uur | Namli 75'  | Verslag | 43' Tavşan 46' Van Rooij 90+2' Baas | Stadion: MAC³PARK stadion, Zwolle Toeschouwers: 13.324 Scheidsrechter: Van Boekel Video-assistent: Nijhuis |
| 9 december 2023 20:00 uur |            |         |                                     | Stadion: MAC³PARK stadion, Zwolle Toeschouwers: 13.324 Scheidsrechter: Van Boekel Video-assistent: Nijhuis |
| 9 december 2023 20:00 uur |            |         |                                     | Stadion: MAC³PARK stadion, Zwolle Toeschouwers: 13.324 Scheidsrechter: Van Boekel Video-assistent: Nijhuis |
|                           |            |         |                                     | |

|                           |                                                   |         |                | |
| 9 december 2023 21:00 uur | AZ                                                | 4 – 1   | Almere City FC | Stadion: AFAS Stadion, Alkmaar Toeschouwers: 18.429 Scheidsrechter: Van der Eijk Video-assistent: Van de Graaf |
| 9 december 2023 21:00 uur | Pavlidis 7', 90+2' D. de Wit 66' Møller Wolfe 79' | Verslag | 56' Mbe Soh    | Stadion: AFAS Stadion, Alkmaar Toeschouwers: 18.429 Scheidsrechter: Van der Eijk Video-assistent: Van de Graaf |
| 9 december 2023 21:00 uur |                                                   |         |                | Stadion: AFAS Stadion, Alkmaar Toeschouwers: 18.429 Scheidsrechter: Van der Eijk Video-assistent: Van de Graaf |
| 9 december 2023 21:00 uur |                                                   |         |                | Stadion: AFAS Stadion, Alkmaar Toeschouwers: 18.429 Scheidsrechter: Van der Eijk Video-assistent: Van de Graaf |
|                           |                                                   |         |                | |

|                            |                 |         |                          | |
| 10 december 2023 12:15 uur | Go Ahead Eagles | 0 – 2   | FC Utrecht               | Stadion: De Adelaarshorst, Deventer Toeschouwers: 9.873 Scheidsrechter: Lindhout Video-assistent: Makkelie |
| 10 december 2023 12:15 uur |                 | Verslag | 10' Jensen 28' Ramselaar | Stadion: De Adelaarshorst, Deventer Toeschouwers: 9.873 Scheidsrechter: Lindhout Video-assistent: Makkelie |
| 10 december 2023 12:15 uur |                 |         |                          | Stadion: De Adelaarshorst, Deventer Toeschouwers: 9.873 Scheidsrechter: Lindhout Video-assistent: Makkelie |
| 10 december 2023 12:15 uur |                 |         |                          | Stadion: De Adelaarshorst, Deventer Toeschouwers: 9.873 Scheidsrechter: Lindhout Video-assistent: Makkelie |
|                            |                 |         |                          | |

|                            |                 |         |              | |
| 10 december 2023 14:30 uur | Fortuna Sittard | 1 – 0   | RKC Waalwijk | Stadion: Fortuna Sittard Stadion, Sittard Toeschouwers: 10.397 Scheidsrechter: Kooij Video-assistent: Manschot |
| 10 december 2023 14:30 uur | Noslin 87'      | Verslag |              | Stadion: Fortuna Sittard Stadion, Sittard Toeschouwers: 10.397 Scheidsrechter: Kooij Video-assistent: Manschot |
| 10 december 2023 14:30 uur |                 |         |              | Stadion: Fortuna Sittard Stadion, Sittard Toeschouwers: 10.397 Scheidsrechter: Kooij Video-assistent: Manschot |
| 10 december 2023 14:30 uur |                 |         |              | Stadion: Fortuna Sittard Stadion, Sittard Toeschouwers: 10.397 Scheidsrechter: Kooij Video-assistent: Manschot |
|                            |                 |         |              | |

|                            |                         |         |                 | |
| 10 december 2023 16:45 uur | Vitesse                 | 2 – 0   | Heracles Almelo | Stadion: GelreDome, Arnhem Toeschouwers: 17.061 Scheidsrechter: Gözübüyük Video-assistent: Nagtegaal |
| 10 december 2023 16:45 uur | De Regt 20' Boutrah 73' | Verslag |                 | Stadion: GelreDome, Arnhem Toeschouwers: 17.061 Scheidsrechter: Gözübüyük Video-assistent: Nagtegaal |
| 10 december 2023 16:45 uur |                         |         |                 | Stadion: GelreDome, Arnhem Toeschouwers: 17.061 Scheidsrechter: Gözübüyük Video-assistent: Nagtegaal |
| 10 december 2023 16:45 uur |                         |         |                 | Stadion: GelreDome, Arnhem Toeschouwers: 17.061 Scheidsrechter: Gözübüyük Video-assistent: Nagtegaal |
|                            |                         |         |                 | |

## Speelronde 16
|                            |                                                          |         |                         |                                                                                         |
| 15 december 2023 20:00 uur | N.E.C.                                                   | 4 – 1   | Fortuna Sittard         | Stadion: Goffertstadion, Nijmegen Scheidsrechter: Van de Graaf Video-assistent: Martens |
| 15 december 2023 20:00 uur | Mattsson 33', 70' Ogawa 45+2' Hoedemakers 50' Hansen 75' | Verslag | 24' Noslin 69' Sierhuis | Stadion: Goffertstadion, Nijmegen Scheidsrechter: Van de Graaf Video-assistent: Martens |
| 15 december 2023 20:00 uur |                                                          |         |                         | Stadion: Goffertstadion, Nijmegen Scheidsrechter: Van de Graaf Video-assistent: Martens |
| 15 december 2023 20:00 uur |                                                          |         |                         | Stadion: Goffertstadion, Nijmegen Scheidsrechter: Van de Graaf Video-assistent: Martens |
|                            |                                                          |         |                         |                                                                                         |

|                            |            |         |                   | |
| 16 december 2023 16:30 uur | FC Utrecht | 1 – 1   | RKC Waalwijk      | Stadion: Stadion Galgenwaard, Utrecht Toeschouwers: 22.033 Scheidsrechter: Gözübüyük Video-assistent: Van Boekel |
| 16 december 2023 16:30 uur | Jensen 28' | Verslag | 45' (pen.) Kramer | Stadion: Stadion Galgenwaard, Utrecht Toeschouwers: 22.033 Scheidsrechter: Gözübüyük Video-assistent: Van Boekel |
| 16 december 2023 16:30 uur |            |         |                   | Stadion: Stadion Galgenwaard, Utrecht Toeschouwers: 22.033 Scheidsrechter: Gözübüyük Video-assistent: Van Boekel |
| 16 december 2023 16:30 uur |            |         |                   | Stadion: Stadion Galgenwaard, Utrecht Toeschouwers: 22.033 Scheidsrechter: Gözübüyük Video-assistent: Van Boekel |
|                            |            |         |                   | |

|                            |                     |         |                 | |
| 16 december 2023 18:45 uur | Excelsior Rotterdam | 1 – 1   | Go Ahead Eagles | Stadion: Van Donge & De Roo Stadion, Rotterdam Toeschouwers: 4.400 Scheidsrechter: Bos Video-assistent: Kooij |
| 16 december 2023 18:45 uur | Uddenäs 83'         | Verslag | 54' Amofa       | Stadion: Van Donge & De Roo Stadion, Rotterdam Toeschouwers: 4.400 Scheidsrechter: Bos Video-assistent: Kooij |
| 16 december 2023 18:45 uur |                     |         |                 | Stadion: Van Donge & De Roo Stadion, Rotterdam Toeschouwers: 4.400 Scheidsrechter: Bos Video-assistent: Kooij |
| 16 december 2023 18:45 uur |                     |         |                 | Stadion: Van Donge & De Roo Stadion, Rotterdam Toeschouwers: 4.400 Scheidsrechter: Bos Video-assistent: Kooij |
|                            |                     |         |                 | |

|                            |                |         |                            | |
| 16 december 2023 21:00 uur | sc Heerenveen  | 1 – 2   | FC Volendam                | Stadion: Abe Lenstra Stadion, Heerenveen Toeschouwers: 21.800 Scheidsrechter: Lindhout Video-assistent: Higler |
| 16 december 2023 21:00 uur | Nicolaescu 65' | Verslag | 28' Ould-Chikh 51' Zeefuik | Stadion: Abe Lenstra Stadion, Heerenveen Toeschouwers: 21.800 Scheidsrechter: Lindhout Video-assistent: Higler |
| 16 december 2023 21:00 uur |                |         |                            | Stadion: Abe Lenstra Stadion, Heerenveen Toeschouwers: 21.800 Scheidsrechter: Lindhout Video-assistent: Higler |
| 16 december 2023 21:00 uur |                |         |                            | Stadion: Abe Lenstra Stadion, Heerenveen Toeschouwers: 21.800 Scheidsrechter: Lindhout Video-assistent: Higler |
|                            |                |         |                            | |

|                            |                                                                  |         |         | |
| 17 december 2023 12:15 uur | Almere City FC                                                   | 5 – 0   | Vitesse | Stadion: Yanmar Stadion, Almere Toeschouwers: 4.222 Scheidsrechter: Makkelie Video-assistent: Timmer |
| 17 december 2023 12:15 uur | Cathline 28' Kitala 43' Jacobs 82' Peña 87' Robinet 90+4' (pen.) | Verslag |         | Stadion: Yanmar Stadion, Almere Toeschouwers: 4.222 Scheidsrechter: Makkelie Video-assistent: Timmer |
| 17 december 2023 12:15 uur |                                                                  |         |         | Stadion: Yanmar Stadion, Almere Toeschouwers: 4.222 Scheidsrechter: Makkelie Video-assistent: Timmer |
| 17 december 2023 12:15 uur |                                                                  |         |         | Stadion: Yanmar Stadion, Almere Toeschouwers: 4.222 Scheidsrechter: Makkelie Video-assistent: Timmer |
|                            |                                                                  |         |         | |

|                            |                                               |         |                           | |
| 17 december 2023 14:30 uur | Sparta Rotterdam                              | 2 – 2   | FC Twente                 | Stadion: Spartastadion Het Kasteel, Rotterdam Toeschouwers: 10.289 Scheidsrechter: Van den Kerkhof Video-assistent: Hensgens |
| 17 december 2023 14:30 uur | Bakari 45+4' Lauritsen 51' (pen.), 55' (pen.) | Verslag | 45+5' Steijn 90+2' Ünüvar | Stadion: Spartastadion Het Kasteel, Rotterdam Toeschouwers: 10.289 Scheidsrechter: Van den Kerkhof Video-assistent: Hensgens |
| 17 december 2023 14:30 uur |                                               |         |                           | Stadion: Spartastadion Het Kasteel, Rotterdam Toeschouwers: 10.289 Scheidsrechter: Van den Kerkhof Video-assistent: Hensgens |
| 17 december 2023 14:30 uur |                                               |         |                           | Stadion: Spartastadion Het Kasteel, Rotterdam Toeschouwers: 10.289 Scheidsrechter: Van den Kerkhof Video-assistent: Hensgens |
|                            |                                               |         |                           | |

|                            |                 |         |                                          |                                                                                                   |
| 17 december 2023 14:30 uur | Heracles Almelo | 0 – 4   | Feyenoord                                | Stadion: Erve Asito, Almelo Toeschouwers: 12.080 Scheidsrechter: Manschot Video-assistent: Teuben |
| 17 december 2023 14:30 uur |                 | Verslag | 4', 18' Stengs 48' Geertruida 60' Timber | Stadion: Erve Asito, Almelo Toeschouwers: 12.080 Scheidsrechter: Manschot Video-assistent: Teuben |
| 17 december 2023 14:30 uur |                 |         |                                          | Stadion: Erve Asito, Almelo Toeschouwers: 12.080 Scheidsrechter: Manschot Video-assistent: Teuben |
| 17 december 2023 14:30 uur |                 |         |                                          | Stadion: Erve Asito, Almelo Toeschouwers: 12.080 Scheidsrechter: Manschot Video-assistent: Teuben |
|                            |                 |         |                                          |                                                                                                   |

|                            |                  |         |              | |
| 17 december 2023 16:45 uur | Ajax             | 2 – 2   | PEC Zwolle   | Stadion: Johan Cruijff ArenA, Amsterdam Toeschouwers: 53.853 Scheidsrechter: Kooij Video-assistent: Van der Eijk |
| 17 december 2023 16:45 uur | Brobbey 35', 48' | Verslag | 60', 89' Thy | Stadion: Johan Cruijff ArenA, Amsterdam Toeschouwers: 53.853 Scheidsrechter: Kooij Video-assistent: Van der Eijk |
| 17 december 2023 16:45 uur |                  |         |              | Stadion: Johan Cruijff ArenA, Amsterdam Toeschouwers: 53.853 Scheidsrechter: Kooij Video-assistent: Van der Eijk |
| 17 december 2023 16:45 uur |                  |         |              | Stadion: Johan Cruijff ArenA, Amsterdam Toeschouwers: 53.853 Scheidsrechter: Kooij Video-assistent: Van der Eijk |
|                            |                  |         |              | |

|                            |    |         |                                             | |
| 17 december 2023 20:00 uur | AZ | 0 – 4   | PSV                                         | Stadion: AFAS Stadion, Alkmaar Toeschouwers: 18.874 Scheidsrechter: Higler Video-assistent: Ruperti |
| 17 december 2023 20:00 uur |    | Verslag | 9' (pen.), 57' De Jong 11' Saibari 16' Dest | Stadion: AFAS Stadion, Alkmaar Toeschouwers: 18.874 Scheidsrechter: Higler Video-assistent: Ruperti |
| 17 december 2023 20:00 uur |    |         |                                             | Stadion: AFAS Stadion, Alkmaar Toeschouwers: 18.874 Scheidsrechter: Higler Video-assistent: Ruperti |
| 17 december 2023 20:00 uur |    |         |                                             | Stadion: AFAS Stadion, Alkmaar Toeschouwers: 18.874 Scheidsrechter: Higler Video-assistent: Ruperti |
|                            |    |         |                                             | |

- De competitie ligt gedurende deze periode stil vanwege de winterstop.

## Speelronde 17
|                           |                   |         |                               | |
| 12 januari 2024 20:00 uur | RKC Waalwijk      | 1 – 2   | Heracles Almelo               | Stadion: Mandemakers Stadion, Waalwijk Toeschouwers: 6.412 Scheidsrechter: Dieperink Video-assistent: Vereijken |
| 12 januari 2024 20:00 uur | Kramer 53' (pen.) | Verslag | 36' (pen.) Hansson 59' Engels | Stadion: Mandemakers Stadion, Waalwijk Toeschouwers: 6.412 Scheidsrechter: Dieperink Video-assistent: Vereijken |
| 12 januari 2024 20:00 uur |                   |         |                               | Stadion: Mandemakers Stadion, Waalwijk Toeschouwers: 6.412 Scheidsrechter: Dieperink Video-assistent: Vereijken |
| 12 januari 2024 20:00 uur |                   |         |                               | Stadion: Mandemakers Stadion, Waalwijk Toeschouwers: 6.412 Scheidsrechter: Dieperink Video-assistent: Vereijken |
|                           |                   |         |                               | |

|                           |                 |         |                      | |
| 13 januari 2024 16:30 uur | Fortuna Sittard | 0 – 2   | Sparta Rotterdam     | Stadion: Fortuna Sittard Stadion, Sittard Toeschouwers: 9.800 Scheidsrechter: Blank Video-assistent: Van de Graaf |
| 13 januari 2024 16:30 uur |                 | Verslag | 33' Mito 48' Metinho | Stadion: Fortuna Sittard Stadion, Sittard Toeschouwers: 9.800 Scheidsrechter: Blank Video-assistent: Van de Graaf |
| 13 januari 2024 16:30 uur |                 |         |                      | Stadion: Fortuna Sittard Stadion, Sittard Toeschouwers: 9.800 Scheidsrechter: Blank Video-assistent: Van de Graaf |
| 13 januari 2024 16:30 uur |                 |         |                      | Stadion: Fortuna Sittard Stadion, Sittard Toeschouwers: 9.800 Scheidsrechter: Blank Video-assistent: Van de Graaf |
|                           |                 |         |                      | |

|                           |                 |         |            | |
| 13 januari 2024 18:45 uur | FC Twente       | 2 – 1   | AZ         | Stadion: De Grolsch Veste, Enschede Toeschouwers: 29.500 Scheidsrechter: Gözübüyük Video-assistent: Lindhout |
| 13 januari 2024 18:45 uur | Ugalde 42', 70' | Verslag | 4' Odgaard | Stadion: De Grolsch Veste, Enschede Toeschouwers: 29.500 Scheidsrechter: Gözübüyük Video-assistent: Lindhout |
| 13 januari 2024 18:45 uur |                 |         |            | Stadion: De Grolsch Veste, Enschede Toeschouwers: 29.500 Scheidsrechter: Gözübüyük Video-assistent: Lindhout |
| 13 januari 2024 18:45 uur |                 |         |            | Stadion: De Grolsch Veste, Enschede Toeschouwers: 29.500 Scheidsrechter: Gözübüyük Video-assistent: Lindhout |
|                           |                 |         |            | |

|                           |                   |         |                                | |
| 13 januari 2024 20:00 uur | PEC Zwolle        | 2 – 2   | sc Heerenveen                  | Stadion: MAC³PARK stadion, Zwolle Toeschouwers: 14.000 Scheidsrechter: Makkelie Video-assistent: Dieperink |
| 13 januari 2024 20:00 uur | Namli 64' Thy 73' | Verslag | 7' (pen.) Tahiri 90+1' Nunnely | Stadion: MAC³PARK stadion, Zwolle Toeschouwers: 14.000 Scheidsrechter: Makkelie Video-assistent: Dieperink |
| 13 januari 2024 20:00 uur |                   |         |                                | Stadion: MAC³PARK stadion, Zwolle Toeschouwers: 14.000 Scheidsrechter: Makkelie Video-assistent: Dieperink |
| 13 januari 2024 20:00 uur |                   |         |                                | Stadion: MAC³PARK stadion, Zwolle Toeschouwers: 14.000 Scheidsrechter: Makkelie Video-assistent: Dieperink |
|                           |                   |         |                                | |

|                           |                       |         |                       | |
| 13 januari 2024 21:00 uur | PSV                   | 3 – 1   | Excelsior Rotterdam   | Stadion: Philips Stadion, Eindhoven Toeschouwers: 34.200 Scheidsrechter: Nagtegaal Video-assistent: Nijhuis |
| 13 januari 2024 21:00 uur | De Jong 13', 17', 69' | Verslag | 82' Sanches Fernandes | Stadion: Philips Stadion, Eindhoven Toeschouwers: 34.200 Scheidsrechter: Nagtegaal Video-assistent: Nijhuis |
| 13 januari 2024 21:00 uur |                       |         |                       | Stadion: Philips Stadion, Eindhoven Toeschouwers: 34.200 Scheidsrechter: Nagtegaal Video-assistent: Nijhuis |
| 13 januari 2024 21:00 uur |                       |         |                       | Stadion: Philips Stadion, Eindhoven Toeschouwers: 34.200 Scheidsrechter: Nagtegaal Video-assistent: Nijhuis |
|                           |                       |         |                       | |

|                           |             |         |                | |
| 14 januari 2024 12:15 uur | FC Volendam | 0 – 1   | Almere City FC | Stadion: Kras Stadion, Volendam Toeschouwers: 6.738 Scheidsrechter: Oostrom Video-assistent: Gerrets |
| 14 januari 2024 12:15 uur |             | Verslag | 12' Robinet    | Stadion: Kras Stadion, Volendam Toeschouwers: 6.738 Scheidsrechter: Oostrom Video-assistent: Gerrets |
| 14 januari 2024 12:15 uur |             |         |                | Stadion: Kras Stadion, Volendam Toeschouwers: 6.738 Scheidsrechter: Oostrom Video-assistent: Gerrets |
| 14 januari 2024 12:15 uur |             |         |                | Stadion: Kras Stadion, Volendam Toeschouwers: 6.738 Scheidsrechter: Oostrom Video-assistent: Gerrets |
|                           |             |         |                | |

|                           |                             |         |                                        | |
| 14 januari 2024 14:30 uur | Go Ahead Eagles             | 2 – 3   | Ajax                                   | Stadion: De Adelaarshorst, Deventer Toeschouwers: 9.997 Scheidsrechter: Van Boekel Video-assistent: Manschot |
| 14 januari 2024 14:30 uur | V. Edvardsen 44' Kramer 58' | Verslag | 27' Brobbey 45+4' Tahirović 72' Rensch | Stadion: De Adelaarshorst, Deventer Toeschouwers: 9.997 Scheidsrechter: Van Boekel Video-assistent: Manschot |
| 14 januari 2024 14:30 uur |                             |         |                                        | Stadion: De Adelaarshorst, Deventer Toeschouwers: 9.997 Scheidsrechter: Van Boekel Video-assistent: Manschot |
| 14 januari 2024 14:30 uur |                             |         |                                        | Stadion: De Adelaarshorst, Deventer Toeschouwers: 9.997 Scheidsrechter: Van Boekel Video-assistent: Manschot |
|                           |                             |         |                                        | |

|                           |         |       |            |                                                                                                   |
| 14 januari 2024 14:30 uur | Vitesse | 0 – 0 | FC Utrecht | Stadion: GelreDome, Arnhem Toeschouwers: 14.207 Scheidsrechter: Martens Video-assistent: Hensgens |
| 14 januari 2024 14:30 uur | Verslag |       |            | Stadion: GelreDome, Arnhem Toeschouwers: 14.207 Scheidsrechter: Martens Video-assistent: Hensgens |
| 14 januari 2024 14:30 uur |         |       |            | Stadion: GelreDome, Arnhem Toeschouwers: 14.207 Scheidsrechter: Martens Video-assistent: Hensgens |
| 14 januari 2024 14:30 uur |         |       |            | Stadion: GelreDome, Arnhem Toeschouwers: 14.207 Scheidsrechter: Martens Video-assistent: Hensgens |
|                           |         |       |            |                                                                                                   |

|                           |                          |         |                           | |
| 14 januari 2024 16:45 uur | Feyenoord                | 2 – 2   | N.E.C.                    | Stadion: Stadion Feijenoord, Rotterdam Toeschouwers: 47.500 Scheidsrechter: Van der Eijk Video-assistent: Ruperti |
| 14 januari 2024 16:45 uur | Dilrosun 17' Giménez 28' | Verslag | 45+1' Proper 53' Mattsson | Stadion: Stadion Feijenoord, Rotterdam Toeschouwers: 47.500 Scheidsrechter: Van der Eijk Video-assistent: Ruperti |
| 14 januari 2024 16:45 uur |                          |         |                           | Stadion: Stadion Feijenoord, Rotterdam Toeschouwers: 47.500 Scheidsrechter: Van der Eijk Video-assistent: Ruperti |
| 14 januari 2024 16:45 uur |                          |         |                           | Stadion: Stadion Feijenoord, Rotterdam Toeschouwers: 47.500 Scheidsrechter: Van der Eijk Video-assistent: Ruperti |
|                           |                          |         |                           | |

## Speelronde 18
|                           |                                      |         |               | |
| 19 januari 2024 20:00 uur | Excelsior Rotterdam                  | 3 – 0   | sc Heerenveen | Stadion: Van Donge & De Roo Stadion, Rotterdam Toeschouwers: 4.400 Scheidsrechter: Van de Graaf Video-assistent: Higler |
| 19 januari 2024 20:00 uur | Driouech 18' Parrott 24' Lamprou 63' | Verslag |               | Stadion: Van Donge & De Roo Stadion, Rotterdam Toeschouwers: 4.400 Scheidsrechter: Van de Graaf Video-assistent: Higler |
| 19 januari 2024 20:00 uur |                                      |         |               | Stadion: Van Donge & De Roo Stadion, Rotterdam Toeschouwers: 4.400 Scheidsrechter: Van de Graaf Video-assistent: Higler |
| 19 januari 2024 20:00 uur |                                      |         |               | Stadion: Van Donge & De Roo Stadion, Rotterdam Toeschouwers: 4.400 Scheidsrechter: Van de Graaf Video-assistent: Higler |
|                           |                                      |         |               | |

|                           |             |         |           | |
| 20 januari 2024 16:30 uur | N.E.C.      | 1 – 0   | FC Twente | Stadion: Goffertstadion, Nijmegen Toeschouwers: 12.500 Scheidsrechter: Van den Kerkhof Video-assistent: Blank |
| 20 januari 2024 16:30 uur | Verdonk 49' | Verslag | 53' Bruns | Stadion: Goffertstadion, Nijmegen Toeschouwers: 12.500 Scheidsrechter: Van den Kerkhof Video-assistent: Blank |
| 20 januari 2024 16:30 uur |             |         |           | Stadion: Goffertstadion, Nijmegen Toeschouwers: 12.500 Scheidsrechter: Van den Kerkhof Video-assistent: Blank |
| 20 januari 2024 16:30 uur |             |         |           | Stadion: Goffertstadion, Nijmegen Toeschouwers: 12.500 Scheidsrechter: Van den Kerkhof Video-assistent: Blank |
|                           |             |         |           | |

|                           |                 |         |             | |
| 20 januari 2024 18:45 uur | Heracles Almelo | 1 – 1   | FC Volendam | Stadion: Erve Asito, Almelo Toeschouwers: 12.080 Scheidsrechter: Van der Laan Video-assistent: Dieperink |
| 20 januari 2024 18:45 uur | Hornkamp 64'    | Verslag | 8' Zeefuik  | Stadion: Erve Asito, Almelo Toeschouwers: 12.080 Scheidsrechter: Van der Laan Video-assistent: Dieperink |
| 20 januari 2024 18:45 uur |                 |         |             | Stadion: Erve Asito, Almelo Toeschouwers: 12.080 Scheidsrechter: Van der Laan Video-assistent: Dieperink |
| 20 januari 2024 18:45 uur |                 |         |             | Stadion: Erve Asito, Almelo Toeschouwers: 12.080 Scheidsrechter: Van der Laan Video-assistent: Dieperink |
|                           |                 |         |             | |

|                           |                                   |         |                     |                                                                                                   |
| 20 januari 2024 20:00 uur | AZ                                | 2 – 2   | PEC Zwolle          | Stadion: AFAS Stadion, Alkmaar Toeschouwers: 17.782 Scheidsrechter: Lindhout Video-assistent: Bos |
| 20 januari 2024 20:00 uur | Pavlidis 77' (pen.) Mijnans 90+4' | Verslag | 57' Thy 86' Velanas | Stadion: AFAS Stadion, Alkmaar Toeschouwers: 17.782 Scheidsrechter: Lindhout Video-assistent: Bos |
| 20 januari 2024 20:00 uur |                                   |         |                     | Stadion: AFAS Stadion, Alkmaar Toeschouwers: 17.782 Scheidsrechter: Lindhout Video-assistent: Bos |
| 20 januari 2024 20:00 uur |                                   |         |                     | Stadion: AFAS Stadion, Alkmaar Toeschouwers: 17.782 Scheidsrechter: Lindhout Video-assistent: Bos |
|                           |                                   |         |                     |                                                                                                   |

|                           |              |         |             | |
| 21 januari 2024 12:15 uur | FC Utrecht   | 1 – 1   | PSV         | Stadion: Stadion Galgenwaard, Utrecht Toeschouwers: 21.727 Scheidsrechter: Kooij Video-assistent: Van Boekel |
| 21 januari 2024 12:15 uur | Boussaid 53' | Verslag | 7' Bakayoko | Stadion: Stadion Galgenwaard, Utrecht Toeschouwers: 21.727 Scheidsrechter: Kooij Video-assistent: Van Boekel |
| 21 januari 2024 12:15 uur |              |         |             | Stadion: Stadion Galgenwaard, Utrecht Toeschouwers: 21.727 Scheidsrechter: Kooij Video-assistent: Van Boekel |
| 21 januari 2024 12:15 uur |              |         |             | Stadion: Stadion Galgenwaard, Utrecht Toeschouwers: 21.727 Scheidsrechter: Kooij Video-assistent: Van Boekel |
|                           |              |         |             | |

|                           |             |         |                          | |
| 21 januari 2024 14:30 uur | Vitesse     | 1 – 2   | Feyenoord                | Stadion: GelreDome, Arnhem Toeschouwers: 18.467 Scheidsrechter: Gözübüyük Video-assistent: Van der Laan |
| 21 januari 2024 14:30 uur | Boutrah 76' | Verslag | 22' Geertruida 83' Lingr | Stadion: GelreDome, Arnhem Toeschouwers: 18.467 Scheidsrechter: Gözübüyük Video-assistent: Van der Laan |
| 21 januari 2024 14:30 uur |             |         |                          | Stadion: GelreDome, Arnhem Toeschouwers: 18.467 Scheidsrechter: Gözübüyük Video-assistent: Van der Laan |
| 21 januari 2024 14:30 uur |             |         |                          | Stadion: GelreDome, Arnhem Toeschouwers: 18.467 Scheidsrechter: Gözübüyük Video-assistent: Van der Laan |
|                           |             |         |                          | |

|                           |                  |         |                                       | |
| 21 januari 2024 14:30 uur | Sparta Rotterdam | 0 – 2   | Go Ahead Eagles                       | Stadion: Spartastadion Het Kasteel, Rotterdam Toeschouwers: 10.078 Scheidsrechter: Makkelie Video-assistent: Ruperti |
| 21 januari 2024 14:30 uur |                  | Verslag | 7' Willumsson 51' (pen.) V. Edvardsen | Stadion: Spartastadion Het Kasteel, Rotterdam Toeschouwers: 10.078 Scheidsrechter: Makkelie Video-assistent: Ruperti |
| 21 januari 2024 14:30 uur |                  |         |                                       | Stadion: Spartastadion Het Kasteel, Rotterdam Toeschouwers: 10.078 Scheidsrechter: Makkelie Video-assistent: Ruperti |
| 21 januari 2024 14:30 uur |                  |         |                                       | Stadion: Spartastadion Het Kasteel, Rotterdam Toeschouwers: 10.078 Scheidsrechter: Makkelie Video-assistent: Ruperti |
|                           |                  |         |                                       | |

|                           |                                           |         |              | |
| 21 januari 2024 16:45 uur | Ajax                                      | 4 – 1   | RKC Waalwijk | Stadion: Johan Cruijff ArenA, Amsterdam Toeschouwers: 54.514 Scheidsrechter: Nijhuis Video-assistent: Van den Kerkhof |
| 21 januari 2024 16:45 uur | Brobbey 9', 35' Hlynsson 64' Berghuis 87' | Verslag | 15' Kramer   | Stadion: Johan Cruijff ArenA, Amsterdam Toeschouwers: 54.514 Scheidsrechter: Nijhuis Video-assistent: Van den Kerkhof |
| 21 januari 2024 16:45 uur |                                           |         |              | Stadion: Johan Cruijff ArenA, Amsterdam Toeschouwers: 54.514 Scheidsrechter: Nijhuis Video-assistent: Van den Kerkhof |
| 21 januari 2024 16:45 uur |                                           |         |              | Stadion: Johan Cruijff ArenA, Amsterdam Toeschouwers: 54.514 Scheidsrechter: Nijhuis Video-assistent: Van den Kerkhof |
|                           |                                           |         |              | |

|                           |                |       |                 | |
| 24 januari 2024 18:45 uur | Almere City FC | 0 – 0 | Fortuna Sittard | Stadion: Yanmar Stadion, Almere Toeschouwers: 4.122 Scheidsrechter: Manschot Video-assistent: Van der Eijk |
| 24 januari 2024 18:45 uur | Verslag        |       |                 | Stadion: Yanmar Stadion, Almere Toeschouwers: 4.122 Scheidsrechter: Manschot Video-assistent: Van der Eijk |
| 24 januari 2024 18:45 uur |                |       |                 | Stadion: Yanmar Stadion, Almere Toeschouwers: 4.122 Scheidsrechter: Manschot Video-assistent: Van der Eijk |
| 24 januari 2024 18:45 uur |                |       |                 | Stadion: Yanmar Stadion, Almere Toeschouwers: 4.122 Scheidsrechter: Manschot Video-assistent: Van der Eijk |
|                           |                |       |                 | |

## Speelronde 19
|                           |               |         |         | |
| 26 januari 2024 20:00 uur | PEC Zwolle    | 1 – 0   | Vitesse | Stadion: MAC³PARK stadion, Zwolle Toeschouwers: 13.800 Scheidsrechter: Gerrets Video-assistent: Kooij |
| 26 januari 2024 20:00 uur | Reijnders 16' | Verslag |         | Stadion: MAC³PARK stadion, Zwolle Toeschouwers: 13.800 Scheidsrechter: Gerrets Video-assistent: Kooij |
| 26 januari 2024 20:00 uur |               |         |         | Stadion: MAC³PARK stadion, Zwolle Toeschouwers: 13.800 Scheidsrechter: Gerrets Video-assistent: Kooij |
| 26 januari 2024 20:00 uur |               |         |         | Stadion: MAC³PARK stadion, Zwolle Toeschouwers: 13.800 Scheidsrechter: Gerrets Video-assistent: Kooij |
|                           |               |         |         | |

|                           |                         |         |                | |
| 27 januari 2024 18:45 uur | PSV                     | 2 – 0   | Almere City FC | Stadion: Philips Stadion, Eindhoven Toeschouwers: 34.400 Scheidsrechter: Dieperink Video-assistent: Makkelie |
| 27 januari 2024 18:45 uur | De Jong 45', 63' (pen.) | Verslag |                | Stadion: Philips Stadion, Eindhoven Toeschouwers: 34.400 Scheidsrechter: Dieperink Video-assistent: Makkelie |
| 27 januari 2024 18:45 uur |                         |         |                | Stadion: Philips Stadion, Eindhoven Toeschouwers: 34.400 Scheidsrechter: Dieperink Video-assistent: Makkelie |
| 27 januari 2024 18:45 uur |                         |         |                | Stadion: Philips Stadion, Eindhoven Toeschouwers: 34.400 Scheidsrechter: Dieperink Video-assistent: Makkelie |
|                           |                         |         |                | |

|                           |                                       |         |                     | |
| 27 januari 2024 18:45 uur | RKC Waalwijk                          | 1 – 1   | Sparta Rotterdam    | Stadion: Mandemakers Stadion, Waalwijk Toeschouwers: 6.517 Scheidsrechter: Bos Video-assistent: Nijhuis |
| 27 januari 2024 18:45 uur | Verschueren 53' (e.d.) Roemeratoe 75' | Verslag | 82' (pen.) Kitolano | Stadion: Mandemakers Stadion, Waalwijk Toeschouwers: 6.517 Scheidsrechter: Bos Video-assistent: Nijhuis |
| 27 januari 2024 18:45 uur |                                       |         |                     | Stadion: Mandemakers Stadion, Waalwijk Toeschouwers: 6.517 Scheidsrechter: Bos Video-assistent: Nijhuis |
| 27 januari 2024 18:45 uur |                                       |         |                     | Stadion: Mandemakers Stadion, Waalwijk Toeschouwers: 6.517 Scheidsrechter: Bos Video-assistent: Nijhuis |
|                           |                                       |         |                     | |

|                           |                     |         |               | |
| 27 januari 2024 21:00 uur | Excelsior Rotterdam | 1 – 1   | FC Utrecht    | Stadion: Van Donge & De Roo Stadion, Rotterdam Toeschouwers: 4.400 Scheidsrechter: Van Boekel Video-assistent: Teuben |
| 27 januari 2024 21:00 uur | Horemans 65'        | Verslag | 63' Toornstra | Stadion: Van Donge & De Roo Stadion, Rotterdam Toeschouwers: 4.400 Scheidsrechter: Van Boekel Video-assistent: Teuben |
| 27 januari 2024 21:00 uur |                     |         |               | Stadion: Van Donge & De Roo Stadion, Rotterdam Toeschouwers: 4.400 Scheidsrechter: Van Boekel Video-assistent: Teuben |
| 27 januari 2024 21:00 uur |                     |         |               | Stadion: Van Donge & De Roo Stadion, Rotterdam Toeschouwers: 4.400 Scheidsrechter: Van Boekel Video-assistent: Teuben |
|                           |                     |         |               | |

|                           |                         |         |                                            |                                                                                                  |
| 27 januari 2024 21:00 uur | Heracles Almelo         | 2 – 4   | Ajax                                       | Stadion: Erve Asito, Almelo Toeschouwers: 12.080 Scheidsrechter: Higler Video-assistent: Martens |
| 27 januari 2024 21:00 uur | Hornkamp 12' Engels 60' | Verslag | 16', 57' Brobbey 55' Berghuis 84' Hlynsson | Stadion: Erve Asito, Almelo Toeschouwers: 12.080 Scheidsrechter: Higler Video-assistent: Martens |
| 27 januari 2024 21:00 uur |                         |         |                                            | Stadion: Erve Asito, Almelo Toeschouwers: 12.080 Scheidsrechter: Higler Video-assistent: Martens |
| 27 januari 2024 21:00 uur |                         |         |                                            | Stadion: Erve Asito, Almelo Toeschouwers: 12.080 Scheidsrechter: Higler Video-assistent: Martens |
|                           |                         |         |                                            |                                                                                                  |

|                           |                                |         |                                     | |
| 28 januari 2024 12:15 uur | sc Heerenveen                  | 2 – 2   | AZ                                  | Stadion: Abe Lenstra Stadion, Heerenveen Toeschouwers: 20.202 Scheidsrechter: Van der Eijk Video-assistent: Van den Kerkhof |
| 28 januari 2024 12:15 uur | Clasie 24' (e.d.) Brouwers 51' | Verslag | 20' Pavlidis 88' (e.d.) Bochniewicz | Stadion: Abe Lenstra Stadion, Heerenveen Toeschouwers: 20.202 Scheidsrechter: Van der Eijk Video-assistent: Van den Kerkhof |
| 28 januari 2024 12:15 uur |                                |         |                                     | Stadion: Abe Lenstra Stadion, Heerenveen Toeschouwers: 20.202 Scheidsrechter: Van der Eijk Video-assistent: Van den Kerkhof |
| 28 januari 2024 12:15 uur |                                |         |                                     | Stadion: Abe Lenstra Stadion, Heerenveen Toeschouwers: 20.202 Scheidsrechter: Van der Eijk Video-assistent: Van den Kerkhof |
|                           |                                |         |                                     | |

|                           |           |       |           | |
| 28 januari 2024 14:30 uur | Feyenoord | 0 – 0 | FC Twente | Stadion: Stadion Feijenoord, Rotterdam Toeschouwers: 47.500 Scheidsrechter: Lindhout Video-assistent: Kamphuis |
| 28 januari 2024 14:30 uur | Verslag   |       |           | Stadion: Stadion Feijenoord, Rotterdam Toeschouwers: 47.500 Scheidsrechter: Lindhout Video-assistent: Kamphuis |
| 28 januari 2024 14:30 uur |           |       |           | Stadion: Stadion Feijenoord, Rotterdam Toeschouwers: 47.500 Scheidsrechter: Lindhout Video-assistent: Kamphuis |
| 28 januari 2024 14:30 uur |           |       |           | Stadion: Stadion Feijenoord, Rotterdam Toeschouwers: 47.500 Scheidsrechter: Lindhout Video-assistent: Kamphuis |
|                           |           |       |           | |

|                           |                                     |         |                                 | |
| 28 januari 2024 14:30 uur | Go Ahead Eagles                     | 2 – 2   | N.E.C.                          | Stadion: De Adelaarshorst, Deventer Toeschouwers: 9.997 Scheidsrechter: Oostrom Video-assistent: Manschot |
| 28 januari 2024 14:30 uur | Kuipers 74' V. Edvardsen 87' (pen.) | Verslag | 45+5' (pen.) Mattsson 83' Chery | Stadion: De Adelaarshorst, Deventer Toeschouwers: 9.997 Scheidsrechter: Oostrom Video-assistent: Manschot |
| 28 januari 2024 14:30 uur |                                     |         |                                 | Stadion: De Adelaarshorst, Deventer Toeschouwers: 9.997 Scheidsrechter: Oostrom Video-assistent: Manschot |
| 28 januari 2024 14:30 uur |                                     |         |                                 | Stadion: De Adelaarshorst, Deventer Toeschouwers: 9.997 Scheidsrechter: Oostrom Video-assistent: Manschot |
|                           |                                     |         |                                 | |

|                           |             |         |                 | |
| 28 januari 2024 16:45 uur | FC Volendam | 0 – 1   | Fortuna Sittard | Stadion: Kras Stadion, Volendam Toeschouwers: 6.458 Scheidsrechter: Van de Graaf Video-assistent: Gözübüyük |
| 28 januari 2024 16:45 uur |             | Verslag | 49' Córdoba     | Stadion: Kras Stadion, Volendam Toeschouwers: 6.458 Scheidsrechter: Van de Graaf Video-assistent: Gözübüyük |
| 28 januari 2024 16:45 uur |             |         |                 | Stadion: Kras Stadion, Volendam Toeschouwers: 6.458 Scheidsrechter: Van de Graaf Video-assistent: Gözübüyük |
| 28 januari 2024 16:45 uur |             |         |                 | Stadion: Kras Stadion, Volendam Toeschouwers: 6.458 Scheidsrechter: Van de Graaf Video-assistent: Gözübüyük |
|                           |             |         |                 | |

## Speelronde 20
|                           |                              |         |                     | |
| 2 februari 2024 20:00 uur | Almere City FC               | 2 – 1   | Excelsior Rotterdam | Stadion: Yanmar Stadion, Almere Toeschouwers: 4.222 Scheidsrechter: Hensgens Video-assistent: Lindhout |
| 2 februari 2024 20:00 uur | Resink 43' Widell 68' (e.d.) | Verslag | 26' Parrott         | Stadion: Yanmar Stadion, Almere Toeschouwers: 4.222 Scheidsrechter: Hensgens Video-assistent: Lindhout |
| 2 februari 2024 20:00 uur |                              |         |                     | Stadion: Yanmar Stadion, Almere Toeschouwers: 4.222 Scheidsrechter: Hensgens Video-assistent: Lindhout |
| 2 februari 2024 20:00 uur |                              |         |                     | Stadion: Yanmar Stadion, Almere Toeschouwers: 4.222 Scheidsrechter: Hensgens Video-assistent: Lindhout |
|                           |                              |         |                     | |

|                           |                                        |         |              | |
| 3 februari 2024 16:30 uur | FC Twente                              | 3 – 0   | RKC Waalwijk | Stadion: De Grolsch Veste, Enschede Toeschouwers: 29.700 Scheidsrechter: Van der Eijk Video-assistent: Higler |
| 3 februari 2024 16:30 uur | Van Wolfswinkel 21' Boadu 79' Taha 81' | Verslag |              | Stadion: De Grolsch Veste, Enschede Toeschouwers: 29.700 Scheidsrechter: Van der Eijk Video-assistent: Higler |
| 3 februari 2024 16:30 uur |                                        |         |              | Stadion: De Grolsch Veste, Enschede Toeschouwers: 29.700 Scheidsrechter: Van der Eijk Video-assistent: Higler |
| 3 februari 2024 16:30 uur |                                        |         |              | Stadion: De Grolsch Veste, Enschede Toeschouwers: 29.700 Scheidsrechter: Van der Eijk Video-assistent: Higler |
|                           |                                        |         |              | |

|                           |                                    |         |                                | |
| 3 februari 2024 18:45 uur | Fortuna Sittard                    | 3 – 3   | sc Heerenveen                  | Stadion: Fortuna Sittard Stadion, Sittard Toeschouwers: 9.915 Scheidsrechter: Van der Laan Video-assistent: Blank |
| 3 februari 2024 18:45 uur | Halilović 60' (pen.), 80' Guth 63' | Verslag | 19' Sahraoui 24', 72' Brouwers | Stadion: Fortuna Sittard Stadion, Sittard Toeschouwers: 9.915 Scheidsrechter: Van der Laan Video-assistent: Blank |
| 3 februari 2024 18:45 uur |                                    |         |                                | Stadion: Fortuna Sittard Stadion, Sittard Toeschouwers: 9.915 Scheidsrechter: Van der Laan Video-assistent: Blank |
| 3 februari 2024 18:45 uur |                                    |         |                                | Stadion: Fortuna Sittard Stadion, Sittard Toeschouwers: 9.915 Scheidsrechter: Van der Laan Video-assistent: Blank |
|                           |                                    |         |                                | |

|                           |              |         |             | |
| 3 februari 2024 20:00 uur | Ajax         | 1 – 1   | PSV         | Stadion: Johan Cruijff ArenA, Amsterdam Toeschouwers: 53.744 Scheidsrechter: Gözübüyük Video-assistent: Van Boekel |
| 3 februari 2024 20:00 uur | Berghuis 19' | Verslag | 34' De Jong | Stadion: Johan Cruijff ArenA, Amsterdam Toeschouwers: 53.744 Scheidsrechter: Gözübüyük Video-assistent: Van Boekel |
| 3 februari 2024 20:00 uur |              |         |             | Stadion: Johan Cruijff ArenA, Amsterdam Toeschouwers: 53.744 Scheidsrechter: Gözübüyük Video-assistent: Van Boekel |
| 3 februari 2024 20:00 uur |              |         |             | Stadion: Johan Cruijff ArenA, Amsterdam Toeschouwers: 53.744 Scheidsrechter: Gözübüyük Video-assistent: Van Boekel |
|                           |              |         |             | |

|                           |                                 |         |                 | |
| 3 februari 2024 21:00 uur | N.E.C.                          | 3 – 1   | Heracles Almelo | Stadion: Goffertstadion, Nijmegen Toeschouwers: 12.500 Scheidsrechter: Nagtegaal Video-assistent: Van de Graaf |
| 3 februari 2024 21:00 uur | Ogawa 51' (pen.), 59' Chery 66' | Verslag | 3' Hornkamp     | Stadion: Goffertstadion, Nijmegen Toeschouwers: 12.500 Scheidsrechter: Nagtegaal Video-assistent: Van de Graaf |
| 3 februari 2024 21:00 uur |                                 |         |                 | Stadion: Goffertstadion, Nijmegen Toeschouwers: 12.500 Scheidsrechter: Nagtegaal Video-assistent: Van de Graaf |
| 3 februari 2024 21:00 uur |                                 |         |                 | Stadion: Goffertstadion, Nijmegen Toeschouwers: 12.500 Scheidsrechter: Nagtegaal Video-assistent: Van de Graaf |
|                           |                                 |         |                 | |

|                           |         |         |                                               |                                                                                                |
| 4 februari 2024 12:15 uur | Vitesse | 0 – 2   | Go Ahead Eagles                               | Stadion: GelreDome, Arnhem Toeschouwers: 15.494 Scheidsrechter: Kooij Video-assistent: Gerrets |
| 4 februari 2024 12:15 uur |         | Verslag | 37' O. Edvardsen 90+4' Willumsson 90+5' Breum | Stadion: GelreDome, Arnhem Toeschouwers: 15.494 Scheidsrechter: Kooij Video-assistent: Gerrets |
| 4 februari 2024 12:15 uur |         |         |                                               | Stadion: GelreDome, Arnhem Toeschouwers: 15.494 Scheidsrechter: Kooij Video-assistent: Gerrets |
| 4 februari 2024 12:15 uur |         |         |                                               | Stadion: GelreDome, Arnhem Toeschouwers: 15.494 Scheidsrechter: Kooij Video-assistent: Gerrets |
|                           |         |         |                                               |                                                                                                |

|                           |    |         |            | |
| 4 februari 2024 14:30 uur | AZ | 0 – 1   | Feyenoord  | Stadion: AFAS Stadion, Alkmaar Toeschouwers: 18.414 Scheidsrechter: Makkelie Video-assistent: Dieperink |
| 4 februari 2024 14:30 uur |    | Verslag | 6' Wieffer | Stadion: AFAS Stadion, Alkmaar Toeschouwers: 18.414 Scheidsrechter: Makkelie Video-assistent: Dieperink |
| 4 februari 2024 14:30 uur |    |         |            | Stadion: AFAS Stadion, Alkmaar Toeschouwers: 18.414 Scheidsrechter: Makkelie Video-assistent: Dieperink |
| 4 februari 2024 14:30 uur |    |         |            | Stadion: AFAS Stadion, Alkmaar Toeschouwers: 18.414 Scheidsrechter: Makkelie Video-assistent: Dieperink |
|                           |    |         |            | |

|                           |                                      |         |                       | |
| 4 februari 2024 14:30 uur | FC Utrecht                           | 4 – 2   | FC Volendam           | Stadion: Stadion Galgenwaard, Utrecht Toeschouwers: 20.161 Scheidsrechter: Lindhout Video-assistent: Oostrom |
| 4 februari 2024 14:30 uur | T. Booth 38', 57', 84' Viergever 45' | Verslag | 9' Z. Booth 54' Flint | Stadion: Stadion Galgenwaard, Utrecht Toeschouwers: 20.161 Scheidsrechter: Lindhout Video-assistent: Oostrom |
| 4 februari 2024 14:30 uur |                                      |         |                       | Stadion: Stadion Galgenwaard, Utrecht Toeschouwers: 20.161 Scheidsrechter: Lindhout Video-assistent: Oostrom |
| 4 februari 2024 14:30 uur |                                      |         |                       | Stadion: Stadion Galgenwaard, Utrecht Toeschouwers: 20.161 Scheidsrechter: Lindhout Video-assistent: Oostrom |
|                           |                                      |         |                       | |

|                           |                  |         |                          | |
| 4 februari 2024 16:45 uur | Sparta Rotterdam | 0 – 2   | PEC Zwolle               | Stadion: Spartastadion Het Kasteel, Rotterdam Toeschouwers: 9.446 Scheidsrechter: Manschot Video-assistent: Pérez |
| 4 februari 2024 16:45 uur |                  | Verslag | 26' Lam 70' Van den Berg | Stadion: Spartastadion Het Kasteel, Rotterdam Toeschouwers: 9.446 Scheidsrechter: Manschot Video-assistent: Pérez |
| 4 februari 2024 16:45 uur |                  |         |                          | Stadion: Spartastadion Het Kasteel, Rotterdam Toeschouwers: 9.446 Scheidsrechter: Manschot Video-assistent: Pérez |
| 4 februari 2024 16:45 uur |                  |         |                          | Stadion: Spartastadion Het Kasteel, Rotterdam Toeschouwers: 9.446 Scheidsrechter: Manschot Video-assistent: Pérez |
|                           |                  |         |                          | |

## Speelronde 21
|                           |                    |         |        | |
| 9 februari 2024 20:00 uur | RKC Waalwijk       | 2 – 0   | N.E.C. | Stadion: Mandemakers Stadion, Waalwijk Toeschouwers: 6.183 Scheidsrechter: Manschot Video-assistent: Gözübüyük |
| 9 februari 2024 20:00 uur | Min 7', 22' (pen.) | Verslag |        | Stadion: Mandemakers Stadion, Waalwijk Toeschouwers: 6.183 Scheidsrechter: Manschot Video-assistent: Gözübüyük |
| 9 februari 2024 20:00 uur |                    |         |        | Stadion: Mandemakers Stadion, Waalwijk Toeschouwers: 6.183 Scheidsrechter: Manschot Video-assistent: Gözübüyük |
| 9 februari 2024 20:00 uur |                    |         |        | Stadion: Mandemakers Stadion, Waalwijk Toeschouwers: 6.183 Scheidsrechter: Manschot Video-assistent: Gözübüyük |
|                           |                    |         |        | |

|                            |                     |         |                                    | |
| 10 februari 2024 18:45 uur | Excelsior Rotterdam | 0 – 3   | FC Twente                          | Stadion: Van Donge & De Roo Stadion, Rotterdam Toeschouwers: 4.400 Scheidsrechter: Dieperink Video-assistent: Vos |
| 10 februari 2024 18:45 uur |                     | Verslag | 2' D. Rots 5', 13' Van Wolfswinkel | Stadion: Van Donge & De Roo Stadion, Rotterdam Toeschouwers: 4.400 Scheidsrechter: Dieperink Video-assistent: Vos |
| 10 februari 2024 18:45 uur |                     |         |                                    | Stadion: Van Donge & De Roo Stadion, Rotterdam Toeschouwers: 4.400 Scheidsrechter: Dieperink Video-assistent: Vos |
| 10 februari 2024 18:45 uur |                     |         |                                    | Stadion: Van Donge & De Roo Stadion, Rotterdam Toeschouwers: 4.400 Scheidsrechter: Dieperink Video-assistent: Vos |
|                            |                     |         |                                    | |

|                            |                |       |    |                                                                                                |
| 10 februari 2024 20:00 uur | Almere City FC | 0 – 0 | AZ | Stadion: Yanmar Stadion, Almere Toeschouwers: 4.223 Scheidsrechter: Bos Video-assistent: Kooij |
| 10 februari 2024 20:00 uur | Verslag        |       |    | Stadion: Yanmar Stadion, Almere Toeschouwers: 4.223 Scheidsrechter: Bos Video-assistent: Kooij |
| 10 februari 2024 20:00 uur |                |       |    | Stadion: Yanmar Stadion, Almere Toeschouwers: 4.223 Scheidsrechter: Bos Video-assistent: Kooij |
| 10 februari 2024 20:00 uur |                |       |    | Stadion: Yanmar Stadion, Almere Toeschouwers: 4.223 Scheidsrechter: Bos Video-assistent: Kooij |
|                            |                |       |    |                                                                                                |

|                            |                              |         |                                                     | |
| 10 februari 2024 21:00 uur | Heracles Almelo              | 3 – 2   | Vitesse                                             | Stadion: Erve Asito, Almelo Toeschouwers: 11.834 Scheidsrechter: Nijhuis Video-assistent: Makkelie |
| 10 februari 2024 21:00 uur | Bruijn 30' Hornkamp 57', 71' | Verslag | 24' Kozłowski 27' Meulensteen 41', 45' Isimat-Mirin | Stadion: Erve Asito, Almelo Toeschouwers: 11.834 Scheidsrechter: Nijhuis Video-assistent: Makkelie |
| 10 februari 2024 21:00 uur |                              |         |                                                     | Stadion: Erve Asito, Almelo Toeschouwers: 11.834 Scheidsrechter: Nijhuis Video-assistent: Makkelie |
| 10 februari 2024 21:00 uur |                              |         |                                                     | Stadion: Erve Asito, Almelo Toeschouwers: 11.834 Scheidsrechter: Nijhuis Video-assistent: Makkelie |
|                            |                              |         |                                                     | |

|                            |                    |         |            | |
| 11 februari 2024 12:15 uur | Go Ahead Eagles    | 1 – 1   | PEC Zwolle | Stadion: De Adelaarshorst, Deventer Toeschouwers: 9.469 Scheidsrechter: Higler Video-assistent: Hensgens |
| 11 februari 2024 12:15 uur | Deijl 90+9' (pen.) | Verslag | 77' Thy    | Stadion: De Adelaarshorst, Deventer Toeschouwers: 9.469 Scheidsrechter: Higler Video-assistent: Hensgens |
| 11 februari 2024 12:15 uur |                    |         |            | Stadion: De Adelaarshorst, Deventer Toeschouwers: 9.469 Scheidsrechter: Higler Video-assistent: Hensgens |
| 11 februari 2024 12:15 uur |                    |         |            | Stadion: De Adelaarshorst, Deventer Toeschouwers: 9.469 Scheidsrechter: Higler Video-assistent: Hensgens |
|                            |                    |         |            | |

|                            |                                      |         |                                  | |
| 11 februari 2024 14:30 uur | sc Heerenveen                        | 3 – 2   | Ajax                             | Stadion: Abe Lenstra Stadion, Heerenveen Toeschouwers: 24.150 Scheidsrechter: Makkelie Video-assistent: Oostrom |
| 11 februari 2024 14:30 uur | Van Amersfoort 11', 46' Sahraoui 38' | Verslag | 51' (e.d.) Bochniewicz 79' Akpom | Stadion: Abe Lenstra Stadion, Heerenveen Toeschouwers: 24.150 Scheidsrechter: Makkelie Video-assistent: Oostrom |
| 11 februari 2024 14:30 uur |                                      |         |                                  | Stadion: Abe Lenstra Stadion, Heerenveen Toeschouwers: 24.150 Scheidsrechter: Makkelie Video-assistent: Oostrom |
| 11 februari 2024 14:30 uur |                                      |         |                                  | Stadion: Abe Lenstra Stadion, Heerenveen Toeschouwers: 24.150 Scheidsrechter: Makkelie Video-assistent: Oostrom |
|                            |                                      |         |                                  | |

|                            |                                         |         |                 | |
| 11 februari 2024 14:30 uur | FC Utrecht                              | 4 – 0   | Fortuna Sittard | Stadion: Stadion Galgenwaard, Utrecht Toeschouwers: 18.463 Scheidsrechter: Gözübüyük Video-assistent: Nagtegaal |
| 11 februari 2024 14:30 uur | Booth 21', 75' Boussaid 70' Lammers 78' | Verslag |                 | Stadion: Stadion Galgenwaard, Utrecht Toeschouwers: 18.463 Scheidsrechter: Gözübüyük Video-assistent: Nagtegaal |
| 11 februari 2024 14:30 uur |                                         |         |                 | Stadion: Stadion Galgenwaard, Utrecht Toeschouwers: 18.463 Scheidsrechter: Gözübüyük Video-assistent: Nagtegaal |
| 11 februari 2024 14:30 uur |                                         |         |                 | Stadion: Stadion Galgenwaard, Utrecht Toeschouwers: 18.463 Scheidsrechter: Gözübüyük Video-assistent: Nagtegaal |
|                            |                                         |         |                 | |

|                            |                |         |                                                       | |
| 11 februari 2024 16:45 uur | FC Volendam    | 1 – 5   | PSV                                                   | Stadion: Kras Stadion, Volendam Toeschouwers: 6.860 Scheidsrechter: Van den Kerkhof Video-assistent: Bos |
| 11 februari 2024 16:45 uur | Teze 1' (e.d.) | Verslag | 13' Saibari 52' Schouten 74' Teze 79' Pepi 84' Babadi | Stadion: Kras Stadion, Volendam Toeschouwers: 6.860 Scheidsrechter: Van den Kerkhof Video-assistent: Bos |
| 11 februari 2024 16:45 uur |                |         |                                                       | Stadion: Kras Stadion, Volendam Toeschouwers: 6.860 Scheidsrechter: Van den Kerkhof Video-assistent: Bos |
| 11 februari 2024 16:45 uur |                |         |                                                       | Stadion: Kras Stadion, Volendam Toeschouwers: 6.860 Scheidsrechter: Van den Kerkhof Video-assistent: Bos |
|                            |                |         |                                                       | |

|                            |                                  |         |                  | |
| 11 februari 2024 20:00 uur | Feyenoord                        | 2 – 0   | Sparta Rotterdam | Stadion: Stadion Feijenoord, Rotterdam Toeschouwers: 47.500 Scheidsrechter: Van Boekel Video-assistent: Lindhout |
| 11 februari 2024 20:00 uur | Hancko 57' (pen.) Geertruida 63' | Verslag |                  | Stadion: Stadion Feijenoord, Rotterdam Toeschouwers: 47.500 Scheidsrechter: Van Boekel Video-assistent: Lindhout |
| 11 februari 2024 20:00 uur |                                  |         |                  | Stadion: Stadion Feijenoord, Rotterdam Toeschouwers: 47.500 Scheidsrechter: Van Boekel Video-assistent: Lindhout |
| 11 februari 2024 20:00 uur |                                  |         |                  | Stadion: Stadion Feijenoord, Rotterdam Toeschouwers: 47.500 Scheidsrechter: Van Boekel Video-assistent: Lindhout |
|                            |                                  |         |                  | |

## Speelronde 22
|                            |                          |         |                 | |
| 16 februari 2024 20:00 uur | PSV                      | 2 – 0   | Heracles Almelo | Stadion: Philips Stadion, Eindhoven Toeschouwers: 34.200 Scheidsrechter: Oostrom Video-assistent: Van der Laan |
| 16 februari 2024 20:00 uur | De Jong 18' Boscagli 56' | Verslag | 13' Limbombe    | Stadion: Philips Stadion, Eindhoven Toeschouwers: 34.200 Scheidsrechter: Oostrom Video-assistent: Van der Laan |
| 16 februari 2024 20:00 uur |                          |         |                 | Stadion: Philips Stadion, Eindhoven Toeschouwers: 34.200 Scheidsrechter: Oostrom Video-assistent: Van der Laan |
| 16 februari 2024 20:00 uur |                          |         |                 | Stadion: Philips Stadion, Eindhoven Toeschouwers: 34.200 Scheidsrechter: Oostrom Video-assistent: Van der Laan |
|                            |                          |         |                 | |

|                            |                 |         |                            | |
| 17 februari 2024 18:45 uur | Fortuna Sittard | 1 – 2   | AZ                         | Stadion: Fortuna Sittard Stadion, Sittard Toeschouwers: 9.705 Scheidsrechter: Martens Video-assistent: Timmer |
| 17 februari 2024 18:45 uur | Córdoba 18'     | Verslag | 63' Pavlidis 90' D. de Wit | Stadion: Fortuna Sittard Stadion, Sittard Toeschouwers: 9.705 Scheidsrechter: Martens Video-assistent: Timmer |
| 17 februari 2024 18:45 uur |                 |         |                            | Stadion: Fortuna Sittard Stadion, Sittard Toeschouwers: 9.705 Scheidsrechter: Martens Video-assistent: Timmer |
| 17 februari 2024 18:45 uur |                 |         |                            | Stadion: Fortuna Sittard Stadion, Sittard Toeschouwers: 9.705 Scheidsrechter: Martens Video-assistent: Timmer |
|                            |                 |         |                            | |

|                            |                                               |         |                            | |
| 17 februari 2024 18:45 uur | Sparta Rotterdam                              | 4 – 2   | Excelsior Rotterdam        | Stadion: Spartastadion Het Kasteel, Rotterdam Toeschouwers: 10.459 Scheidsrechter: Gözübüyük Video-assistent: Van Boekel |
| 17 februari 2024 18:45 uur | Verschueren 24' Lauritsen 31', 75' Brym 90+6' | Verslag | 11' Pierie 16' Duijvestijn | Stadion: Spartastadion Het Kasteel, Rotterdam Toeschouwers: 10.459 Scheidsrechter: Gözübüyük Video-assistent: Van Boekel |
| 17 februari 2024 18:45 uur |                                               |         |                            | Stadion: Spartastadion Het Kasteel, Rotterdam Toeschouwers: 10.459 Scheidsrechter: Gözübüyük Video-assistent: Van Boekel |
| 17 februari 2024 18:45 uur |                                               |         |                            | Stadion: Spartastadion Het Kasteel, Rotterdam Toeschouwers: 10.459 Scheidsrechter: Gözübüyük Video-assistent: Van Boekel |
|                            |                                               |         |                            | |

|                            |            |         |                | |
| 17 februari 2024 21:00 uur | PEC Zwolle | 0 – 1   | Almere City FC | Stadion: MAC³PARK stadion, Zwolle Toeschouwers: 13.714 Scheidsrechter: Vos Video-assistent: Ruperti |
| 17 februari 2024 21:00 uur |            | Verslag | 69' Robinet    | Stadion: MAC³PARK stadion, Zwolle Toeschouwers: 13.714 Scheidsrechter: Vos Video-assistent: Ruperti |
| 17 februari 2024 21:00 uur |            |         |                | Stadion: MAC³PARK stadion, Zwolle Toeschouwers: 13.714 Scheidsrechter: Vos Video-assistent: Ruperti |
| 17 februari 2024 21:00 uur |            |         |                | Stadion: MAC³PARK stadion, Zwolle Toeschouwers: 13.714 Scheidsrechter: Vos Video-assistent: Ruperti |
|                            |            |         |                | |

|                            |               |         |                              | |
| 17 februari 2024 21:00 uur | sc Heerenveen | 0 – 2   | Go Ahead Eagles              | Stadion: Abe Lenstra Stadion, Heerenveen Toeschouwers: 22.020 Scheidsrechter: Blank Video-assistent: Higler |
| 17 februari 2024 21:00 uur |               | Verslag | 56' Breum 90+2' V. Edvardsen | Stadion: Abe Lenstra Stadion, Heerenveen Toeschouwers: 22.020 Scheidsrechter: Blank Video-assistent: Higler |
| 17 februari 2024 21:00 uur |               |         |                              | Stadion: Abe Lenstra Stadion, Heerenveen Toeschouwers: 22.020 Scheidsrechter: Blank Video-assistent: Higler |
| 17 februari 2024 21:00 uur |               |         |                              | Stadion: Abe Lenstra Stadion, Heerenveen Toeschouwers: 22.020 Scheidsrechter: Blank Video-assistent: Higler |
|                            |               |         |                              | |

|                            |           |         |               | |
| 18 februari 2024 12:15 uur | FC Twente | 0 – 1   | FC Utrecht    | Stadion: De Grolsch Veste, Enschede Toeschouwers: 29.500 Scheidsrechter: Nagtegaal Video-assistent: Manschot |
| 18 februari 2024 12:15 uur |           | Verslag | 29' Toornstra | Stadion: De Grolsch Veste, Enschede Toeschouwers: 29.500 Scheidsrechter: Nagtegaal Video-assistent: Manschot |
| 18 februari 2024 12:15 uur |           |         |               | Stadion: De Grolsch Veste, Enschede Toeschouwers: 29.500 Scheidsrechter: Nagtegaal Video-assistent: Manschot |
| 18 februari 2024 12:15 uur |           |         |               | Stadion: De Grolsch Veste, Enschede Toeschouwers: 29.500 Scheidsrechter: Nagtegaal Video-assistent: Manschot |
|                            |           |         |               | |

|                            |                      |         |                                | |
| 18 februari 2024 14:30 uur | Ajax                 | 2 – 2   | N.E.C.                         | Stadion: Johan Cruijff ArenA, Amsterdam Toeschouwers: 53.521 Scheidsrechter: Nijhuis Video-assistent: Gerrets |
| 18 februari 2024 14:30 uur | Brobbey 7' Forbs 79' | Verslag | 61' (e.d.) Hato 90+5' González | Stadion: Johan Cruijff ArenA, Amsterdam Toeschouwers: 53.521 Scheidsrechter: Nijhuis Video-assistent: Gerrets |
| 18 februari 2024 14:30 uur |                      |         |                                | Stadion: Johan Cruijff ArenA, Amsterdam Toeschouwers: 53.521 Scheidsrechter: Nijhuis Video-assistent: Gerrets |
| 18 februari 2024 14:30 uur |                      |         |                                | Stadion: Johan Cruijff ArenA, Amsterdam Toeschouwers: 53.521 Scheidsrechter: Nijhuis Video-assistent: Gerrets |
|                            |                      |         |                                | |

|                            |          |         |               | |
| 18 februari 2024 14:30 uur | Vitesse  | 1 – 1   | FC Volendam   | Stadion: GelreDome, Arnhem Toeschouwers: 18.817 Scheidsrechter: Makkelie Video-assistent: Kamphuis |
| 18 februari 2024 14:30 uur | Pinto 6' | Verslag | 3' Ould-Chikh | Stadion: GelreDome, Arnhem Toeschouwers: 18.817 Scheidsrechter: Makkelie Video-assistent: Kamphuis |
| 18 februari 2024 14:30 uur |          |         |               | Stadion: GelreDome, Arnhem Toeschouwers: 18.817 Scheidsrechter: Makkelie Video-assistent: Kamphuis |
| 18 februari 2024 14:30 uur |          |         |               | Stadion: GelreDome, Arnhem Toeschouwers: 18.817 Scheidsrechter: Makkelie Video-assistent: Kamphuis |
|                            |          |         |               | |

|                            |             |         |              | |
| 18 februari 2024 16:45 uur | Feyenoord   | 1 – 0   | RKC Waalwijk | Stadion: Stadion Feijenoord, Rotterdam Toeschouwers: 47.500 Scheidsrechter: Van den Kerkhof Video-assistent: Dieperink |
| 18 februari 2024 16:45 uur | Wieffer 84' | Verslag | 35' Vaessen  | Stadion: Stadion Feijenoord, Rotterdam Toeschouwers: 47.500 Scheidsrechter: Van den Kerkhof Video-assistent: Dieperink |
| 18 februari 2024 16:45 uur |             |         |              | Stadion: Stadion Feijenoord, Rotterdam Toeschouwers: 47.500 Scheidsrechter: Van den Kerkhof Video-assistent: Dieperink |
| 18 februari 2024 16:45 uur |             |         |              | Stadion: Stadion Feijenoord, Rotterdam Toeschouwers: 47.500 Scheidsrechter: Van den Kerkhof Video-assistent: Dieperink |
|                            |             |         |              | |

## Speelronde 23
|                            |            |         |                 | |
| 23 februari 2024 20:00 uur | FC Utrecht | 1 – 0   | Heracles Almelo | Stadion: Stadion Galgenwaard, Utrecht Toeschouwers: 20.012 Scheidsrechter: Kamphuis Video-assistent: Van den Kerkhof |
| 23 februari 2024 20:00 uur | Jensen 79' | Verslag |                 | Stadion: Stadion Galgenwaard, Utrecht Toeschouwers: 20.012 Scheidsrechter: Kamphuis Video-assistent: Van den Kerkhof |
| 23 februari 2024 20:00 uur |            |         |                 | Stadion: Stadion Galgenwaard, Utrecht Toeschouwers: 20.012 Scheidsrechter: Kamphuis Video-assistent: Van den Kerkhof |
| 23 februari 2024 20:00 uur |            |         |                 | Stadion: Stadion Galgenwaard, Utrecht Toeschouwers: 20.012 Scheidsrechter: Kamphuis Video-assistent: Van den Kerkhof |
|                            |            |         |                 | |

|                            |              |         |                 | |
| 24 februari 2024 18:45 uur | RKC Waalwijk | 0 – 1   | Fortuna Sittard | Stadion: Mandemakers Stadion, Waalwijk Toeschouwers: 6.084 Scheidsrechter: Kooij Video-assistent: Makkelie |
| 24 februari 2024 18:45 uur |              | Verslag | 89' Sierhuis    | Stadion: Mandemakers Stadion, Waalwijk Toeschouwers: 6.084 Scheidsrechter: Kooij Video-assistent: Makkelie |
| 24 februari 2024 18:45 uur |              |         |                 | Stadion: Mandemakers Stadion, Waalwijk Toeschouwers: 6.084 Scheidsrechter: Kooij Video-assistent: Makkelie |
| 24 februari 2024 18:45 uur |              |         |                 | Stadion: Mandemakers Stadion, Waalwijk Toeschouwers: 6.084 Scheidsrechter: Kooij Video-assistent: Makkelie |
|                            |              |         |                 | |

|                            |               |         |                                                                     | |
| 24 februari 2024 20:00 uur | PEC Zwolle    | 1 – 7   | PSV                                                                 | Stadion: MAC³PARK stadion, Zwolle Toeschouwers: 14.000 Scheidsrechter: Bos Video-assistent: Van der Eijk |
| 24 februari 2024 20:00 uur | Reijnders 41' | Verslag | 29', 61' Bakayoko 32', 51', 71' De Jong 73' (e.d.) Kersten 86' Pepi | Stadion: MAC³PARK stadion, Zwolle Toeschouwers: 14.000 Scheidsrechter: Bos Video-assistent: Van der Eijk |
| 24 februari 2024 20:00 uur |               |         |                                                                     | Stadion: MAC³PARK stadion, Zwolle Toeschouwers: 14.000 Scheidsrechter: Bos Video-assistent: Van der Eijk |
| 24 februari 2024 20:00 uur |               |         |                                                                     | Stadion: MAC³PARK stadion, Zwolle Toeschouwers: 14.000 Scheidsrechter: Bos Video-assistent: Van der Eijk |
|                            |               |         |                                                                     | |

|                            |                        |         |                  | |
| 24 februari 2024 21:00 uur | N.E.C.                 | 2 – 0   | Sparta Rotterdam | Stadion: Goffertstadion, Nijmegen Toeschouwers: 12.500 Scheidsrechter: Higler Video-assistent: Martens |
| 24 februari 2024 21:00 uur | Proper 32' Verdonk 36' | Verslag |                  | Stadion: Goffertstadion, Nijmegen Toeschouwers: 12.500 Scheidsrechter: Higler Video-assistent: Martens |
| 24 februari 2024 21:00 uur |                        |         |                  | Stadion: Goffertstadion, Nijmegen Toeschouwers: 12.500 Scheidsrechter: Higler Video-assistent: Martens |
| 24 februari 2024 21:00 uur |                        |         |                  | Stadion: Goffertstadion, Nijmegen Toeschouwers: 12.500 Scheidsrechter: Higler Video-assistent: Martens |
|                            |                        |         |                  | |

|                            |                     |         |                               | |
| 25 februari 2024 12:15 uur | Excelsior Rotterdam | 1 – 2   | Vitesse                       | Stadion: Van Donge & De Roo Stadion, Rotterdam Toeschouwers: 4.400 Scheidsrechter: Nagtegaal Video-assistent: Vereijken |
| 25 februari 2024 12:15 uur | Duijvestijn 46'     | Verslag | 53' Aaronson 86' Isimat-Mirin | Stadion: Van Donge & De Roo Stadion, Rotterdam Toeschouwers: 4.400 Scheidsrechter: Nagtegaal Video-assistent: Vereijken |
| 25 februari 2024 12:15 uur |                     |         |                               | Stadion: Van Donge & De Roo Stadion, Rotterdam Toeschouwers: 4.400 Scheidsrechter: Nagtegaal Video-assistent: Vereijken |
| 25 februari 2024 12:15 uur |                     |         |                               | Stadion: Van Donge & De Roo Stadion, Rotterdam Toeschouwers: 4.400 Scheidsrechter: Nagtegaal Video-assistent: Vereijken |
|                            |                     |         |                               | |

|                            |                |         |                   | |
| 25 februari 2024 14:30 uur | Almere City FC | 0 – 2   | Feyenoord         | Stadion: Yanmar Stadion, Almere Toeschouwers: 4.223 Scheidsrechter: Van de Graaf Video-assistent: Teuben |
| 25 februari 2024 14:30 uur |                | Verslag | 72', 90+2' Minteh | Stadion: Yanmar Stadion, Almere Toeschouwers: 4.223 Scheidsrechter: Van de Graaf Video-assistent: Teuben |
| 25 februari 2024 14:30 uur |                |         |                   | Stadion: Yanmar Stadion, Almere Toeschouwers: 4.223 Scheidsrechter: Van de Graaf Video-assistent: Teuben |
| 25 februari 2024 14:30 uur |                |         |                   | Stadion: Yanmar Stadion, Almere Toeschouwers: 4.223 Scheidsrechter: Van de Graaf Video-assistent: Teuben |
|                            |                |         |                   | |

|                            |                            |         |                 | |
| 25 februari 2024 14:30 uur | FC Twente                  | 3 – 0   | Go Ahead Eagles | Stadion: De Grolsch Veste, Enschede Toeschouwers: 30.000 Scheidsrechter: Van der Laan Video-assistent: Ruperti |
| 25 februari 2024 14:30 uur | Steijn 12', 36' Brenet 60' | Verslag |                 | Stadion: De Grolsch Veste, Enschede Toeschouwers: 30.000 Scheidsrechter: Van der Laan Video-assistent: Ruperti |
| 25 februari 2024 14:30 uur |                            |         |                 | Stadion: De Grolsch Veste, Enschede Toeschouwers: 30.000 Scheidsrechter: Van der Laan Video-assistent: Ruperti |
| 25 februari 2024 14:30 uur |                            |         |                 | Stadion: De Grolsch Veste, Enschede Toeschouwers: 30.000 Scheidsrechter: Van der Laan Video-assistent: Ruperti |
|                            |                            |         |                 | |

|                            |                    |         |      | |
| 25 februari 2024 16:45 uur | AZ                 | 2 – 0   | Ajax | Stadion: AFAS Stadion, Alkmaar Toeschouwers: 19.016 Scheidsrechter: Lindhout Video-assistent: Higler |
| 25 februari 2024 16:45 uur | Van Bommel 7', 67' | Verslag |      | Stadion: AFAS Stadion, Alkmaar Toeschouwers: 19.016 Scheidsrechter: Lindhout Video-assistent: Higler |
| 25 februari 2024 16:45 uur |                    |         |      | Stadion: AFAS Stadion, Alkmaar Toeschouwers: 19.016 Scheidsrechter: Lindhout Video-assistent: Higler |
| 25 februari 2024 16:45 uur |                    |         |      | Stadion: AFAS Stadion, Alkmaar Toeschouwers: 19.016 Scheidsrechter: Lindhout Video-assistent: Higler |
|                            |                    |         |      | |

|                            |             |         |                                                        | |
| 25 februari 2024 20:00 uur | FC Volendam | 0 – 4   | sc Heerenveen                                          | Stadion: Kras Stadion, Volendam Toeschouwers: 6.647 Scheidsrechter: Dieperink Video-assistent: Nijhuis |
| 25 februari 2024 20:00 uur |             | Verslag | 13', 68' Van Amersfoort 66' Olsson 88' Van Ee 90' Haye | Stadion: Kras Stadion, Volendam Toeschouwers: 6.647 Scheidsrechter: Dieperink Video-assistent: Nijhuis |
| 25 februari 2024 20:00 uur |             |         |                                                        | Stadion: Kras Stadion, Volendam Toeschouwers: 6.647 Scheidsrechter: Dieperink Video-assistent: Nijhuis |
| 25 februari 2024 20:00 uur |             |         |                                                        | Stadion: Kras Stadion, Volendam Toeschouwers: 6.647 Scheidsrechter: Dieperink Video-assistent: Nijhuis |
|                            |             |         |                                                        | |

## Speelronde 24
|                        |                      |         |                                                           | |
| 1 maart 2024 20:00 uur | FC Volendam          | 2 – 5   | N.E.C.                                                    | Stadion: Kras Stadion, Volendam Toeschouwers: 6.932 Scheidsrechter: Vos Video-assistent: Nagtegaal |
| 1 maart 2024 20:00 uur | Semedo 49' Booth 86' | Verslag | 11' Hansen 31' Sano 41' Sow 78' González 90' Olden Larsen | Stadion: Kras Stadion, Volendam Toeschouwers: 6.932 Scheidsrechter: Vos Video-assistent: Nagtegaal |
| 1 maart 2024 20:00 uur |                      |         |                                                           | Stadion: Kras Stadion, Volendam Toeschouwers: 6.932 Scheidsrechter: Vos Video-assistent: Nagtegaal |
| 1 maart 2024 20:00 uur |                      |         |                                                           | Stadion: Kras Stadion, Volendam Toeschouwers: 6.932 Scheidsrechter: Vos Video-assistent: Nagtegaal |
|                        |                      |         |                                                           | |

|                        |                 |         |              | |
| 2 maart 2024 18:45 uur | Go Ahead Eagles | 1 – 0   | RKC Waalwijk | Stadion: De Adelaarshorst, Deventer Toeschouwers: 9.847 Scheidsrechter: Van Boekel Video-assistent: Kooij |
| 2 maart 2024 18:45 uur | Breum 61'       | Verslag |              | Stadion: De Adelaarshorst, Deventer Toeschouwers: 9.847 Scheidsrechter: Van Boekel Video-assistent: Kooij |
| 2 maart 2024 18:45 uur |                 |         |              | Stadion: De Adelaarshorst, Deventer Toeschouwers: 9.847 Scheidsrechter: Van Boekel Video-assistent: Kooij |
| 2 maart 2024 18:45 uur |                 |         |              | Stadion: De Adelaarshorst, Deventer Toeschouwers: 9.847 Scheidsrechter: Van Boekel Video-assistent: Kooij |
|                        |                 |         |              | |

|                        |                    |         |                               |                                                                                                |
| 2 maart 2024 20:00 uur | Vitesse            | 1 – 2   | FC Twente                     | Stadion: GelreDome, Arnhem Toeschouwers: 15.356 Scheidsrechter: Oostrom Video-assistent: Blank |
| 2 maart 2024 20:00 uur | Pröpper 44' (e.d.) | Verslag | 4' Van Wolfswinkel 79' Brenet | Stadion: GelreDome, Arnhem Toeschouwers: 15.356 Scheidsrechter: Oostrom Video-assistent: Blank |
| 2 maart 2024 20:00 uur |                    |         |                               | Stadion: GelreDome, Arnhem Toeschouwers: 15.356 Scheidsrechter: Oostrom Video-assistent: Blank |
| 2 maart 2024 20:00 uur |                    |         |                               | Stadion: GelreDome, Arnhem Toeschouwers: 15.356 Scheidsrechter: Oostrom Video-assistent: Blank |
|                        |                    |         |                               |                                                                                                |

|                        |                  |         |              | |
| 2 maart 2024 21:00 uur | Sparta Rotterdam | 1 – 1   | AZ           | Stadion: Spartastadion Het Kasteel, Rotterdam Toeschouwers: 10.211 Scheidsrechter: Kamphuis Video-assistent: Van de Graaf |
| 2 maart 2024 21:00 uur | Verschueren 74'  | Verslag | 25' Sugawara | Stadion: Spartastadion Het Kasteel, Rotterdam Toeschouwers: 10.211 Scheidsrechter: Kamphuis Video-assistent: Van de Graaf |
| 2 maart 2024 21:00 uur |                  |         |              | Stadion: Spartastadion Het Kasteel, Rotterdam Toeschouwers: 10.211 Scheidsrechter: Kamphuis Video-assistent: Van de Graaf |
| 2 maart 2024 21:00 uur |                  |         |              | Stadion: Spartastadion Het Kasteel, Rotterdam Toeschouwers: 10.211 Scheidsrechter: Kamphuis Video-assistent: Van de Graaf |
|                        |                  |         |              | |

|                        |                                   |         |            | |
| 3 maart 2024 12:15 uur | Ajax                              | 2 – 0   | FC Utrecht | Stadion: Johan Cruijff ArenA, Amsterdam Toeschouwers: 53.159 Scheidsrechter: Van der Eijk Video-assistent: Dieperink |
| 3 maart 2024 12:15 uur | Brobbey 39' Taylor 77' Rensch 83' | Verslag |            | Stadion: Johan Cruijff ArenA, Amsterdam Toeschouwers: 53.159 Scheidsrechter: Van der Eijk Video-assistent: Dieperink |
| 3 maart 2024 12:15 uur |                                   |         |            | Stadion: Johan Cruijff ArenA, Amsterdam Toeschouwers: 53.159 Scheidsrechter: Van der Eijk Video-assistent: Dieperink |
| 3 maart 2024 12:15 uur |                                   |         |            | Stadion: Johan Cruijff ArenA, Amsterdam Toeschouwers: 53.159 Scheidsrechter: Van der Eijk Video-assistent: Dieperink |
|                        |                                   |         |            | |

|                        |                    |         |                        | |
| 3 maart 2024 14:30 uur | PSV                | 2 – 2   | Feyenoord              | Stadion: Philips Stadion, Eindhoven Toeschouwers: 35.000 Scheidsrechter: Gözübüyük Video-assistent: Van Boekel |
| 3 maart 2024 14:30 uur | Tillman 4' Til 71' | Verslag | 22' Minteh 61' Giménez | Stadion: Philips Stadion, Eindhoven Toeschouwers: 35.000 Scheidsrechter: Gözübüyük Video-assistent: Van Boekel |
| 3 maart 2024 14:30 uur |                    |         |                        | Stadion: Philips Stadion, Eindhoven Toeschouwers: 35.000 Scheidsrechter: Gözübüyük Video-assistent: Van Boekel |
| 3 maart 2024 14:30 uur |                    |         |                        | Stadion: Philips Stadion, Eindhoven Toeschouwers: 35.000 Scheidsrechter: Gözübüyük Video-assistent: Van Boekel |
|                        |                    |         |                        | |

|                        |                                        |         |            | |
| 3 maart 2024 14:30 uur | sc Heerenveen                          | 2 – 0   | PEC Zwolle | Stadion: Abe Lenstra Stadion, Heerenveen Toeschouwers: 22.849 Scheidsrechter: Hensgens Video-assistent: Van den Kerkhof |
| 3 maart 2024 14:30 uur | Tahiri 45+2' (pen.) Van Amersfoort 67' | Verslag |            | Stadion: Abe Lenstra Stadion, Heerenveen Toeschouwers: 22.849 Scheidsrechter: Hensgens Video-assistent: Van den Kerkhof |
| 3 maart 2024 14:30 uur |                                        |         |            | Stadion: Abe Lenstra Stadion, Heerenveen Toeschouwers: 22.849 Scheidsrechter: Hensgens Video-assistent: Van den Kerkhof |
| 3 maart 2024 14:30 uur |                                        |         |            | Stadion: Abe Lenstra Stadion, Heerenveen Toeschouwers: 22.849 Scheidsrechter: Hensgens Video-assistent: Van den Kerkhof |
|                        |                                        |         |            | |

|                        |                                             |         |                           | |
| 3 maart 2024 16:45 uur | Fortuna Sittard                             | 5 – 2   | Excelsior Rotterdam       | Stadion: Fortuna Sittard Stadion, Sittard Toeschouwers: 10.306 Scheidsrechter: Manschot Video-assistent: Van der Laan |
| 3 maart 2024 16:45 uur | Lonwijk 13' Sierhuis 15', 29', 34' Guth 68' | Verslag | 61' Fernandes 82' Omorowa | Stadion: Fortuna Sittard Stadion, Sittard Toeschouwers: 10.306 Scheidsrechter: Manschot Video-assistent: Van der Laan |
| 3 maart 2024 16:45 uur |                                             |         |                           | Stadion: Fortuna Sittard Stadion, Sittard Toeschouwers: 10.306 Scheidsrechter: Manschot Video-assistent: Van der Laan |
| 3 maart 2024 16:45 uur |                                             |         |                           | Stadion: Fortuna Sittard Stadion, Sittard Toeschouwers: 10.306 Scheidsrechter: Manschot Video-assistent: Van der Laan |
|                        |                                             |         |                           | |

|                        |                                 |         |                                     |                                                                                                  |
| 3 maart 2024 20:00 uur | Heracles Almelo                 | 2 – 2   | Almere City FC                      | Stadion: Erve Asito, Almelo Toeschouwers: 11.381 Scheidsrechter: Higler Video-assistent: Gerrets |
| 3 maart 2024 20:00 uur | Hornkamp 48' (pen.) Hrustić 65' | Verslag | 19' Cathline 35' (pen.) 59' Robinet | Stadion: Erve Asito, Almelo Toeschouwers: 11.381 Scheidsrechter: Higler Video-assistent: Gerrets |
| 3 maart 2024 20:00 uur |                                 |         |                                     | Stadion: Erve Asito, Almelo Toeschouwers: 11.381 Scheidsrechter: Higler Video-assistent: Gerrets |
| 3 maart 2024 20:00 uur |                                 |         |                                     | Stadion: Erve Asito, Almelo Toeschouwers: 11.381 Scheidsrechter: Higler Video-assistent: Gerrets |
|                        |                                 |         |                                     |                                                                                                  |

## Speelronde 25
|                        |                 |         |                          | |
| 8 maart 2024 20:00 uur | Go Ahead Eagles | 0 – 1   | PSV                      | Stadion: De Adelaarshorst, Deventer Toeschouwers: 9.997 Scheidsrechter: Makkelie Video-assistent: Kamphuis |
| 8 maart 2024 20:00 uur |                 | Verslag | 10' Dest 22', 89' Obispo | Stadion: De Adelaarshorst, Deventer Toeschouwers: 9.997 Scheidsrechter: Makkelie Video-assistent: Kamphuis |
| 8 maart 2024 20:00 uur |                 |         |                          | Stadion: De Adelaarshorst, Deventer Toeschouwers: 9.997 Scheidsrechter: Makkelie Video-assistent: Kamphuis |
| 8 maart 2024 20:00 uur |                 |         |                          | Stadion: De Adelaarshorst, Deventer Toeschouwers: 9.997 Scheidsrechter: Makkelie Video-assistent: Kamphuis |
|                        |                 |         |                          | |

|                        |                       |         |                  | |
| 9 maart 2024 18:45 uur | FC Twente             | 2 – 1   | Sparta Rotterdam | Stadion: De Grolsch Veste, Enschede Toeschouwers: 29.750 Scheidsrechter: Dieperink Video-assistent: Manschot |
| 9 maart 2024 18:45 uur | D. Rots 21' Boadu 77' | Verslag | 87' Clement      | Stadion: De Grolsch Veste, Enschede Toeschouwers: 29.750 Scheidsrechter: Dieperink Video-assistent: Manschot |
| 9 maart 2024 18:45 uur |                       |         |                  | Stadion: De Grolsch Veste, Enschede Toeschouwers: 29.750 Scheidsrechter: Dieperink Video-assistent: Manschot |
| 9 maart 2024 18:45 uur |                       |         |                  | Stadion: De Grolsch Veste, Enschede Toeschouwers: 29.750 Scheidsrechter: Dieperink Video-assistent: Manschot |
|                        |                       |         |                  | |

|                        |                |         |             | |
| 9 maart 2024 20:00 uur | Almere City FC | 1 – 1   | FC Utrecht  | Stadion: Yanmar Stadion, Almere Toeschouwers: 4.222 Scheidsrechter: Van der Laan Video-assistent: Makkelie |
| 9 maart 2024 20:00 uur | Cathline 3'    | Verslag | 14' Lammers | Stadion: Yanmar Stadion, Almere Toeschouwers: 4.222 Scheidsrechter: Van der Laan Video-assistent: Makkelie |
| 9 maart 2024 20:00 uur |                |         |             | Stadion: Yanmar Stadion, Almere Toeschouwers: 4.222 Scheidsrechter: Van der Laan Video-assistent: Makkelie |
| 9 maart 2024 20:00 uur |                |         |             | Stadion: Yanmar Stadion, Almere Toeschouwers: 4.222 Scheidsrechter: Van der Laan Video-assistent: Makkelie |
|                        |                |         |             | |

|                        |                                    |         |              | |
| 9 maart 2024 21:00 uur | RKC Waalwijk                       | 3 – 1   | Vitesse      | Stadion: Mandemakers Stadion, Waalwijk Toeschouwers: 6.862 Scheidsrechter: Lindhout Video-assistent: Ruperti |
| 9 maart 2024 21:00 uur | Min 28' Niemeijer 71' Kramer 90+3' | Verslag | 56' Aaronson | Stadion: Mandemakers Stadion, Waalwijk Toeschouwers: 6.862 Scheidsrechter: Lindhout Video-assistent: Ruperti |
| 9 maart 2024 21:00 uur |                                    |         |              | Stadion: Mandemakers Stadion, Waalwijk Toeschouwers: 6.862 Scheidsrechter: Lindhout Video-assistent: Ruperti |
| 9 maart 2024 21:00 uur |                                    |         |              | Stadion: Mandemakers Stadion, Waalwijk Toeschouwers: 6.862 Scheidsrechter: Lindhout Video-assistent: Ruperti |
|                        |                                    |         |              | |

|                         |                                             |         |                     | |
| 10 maart 2024 12:15 uur | AZ                                          | 4 – 0   | Excelsior Rotterdam | Stadion: AFAS Stadion, Alkmaar Toeschouwers: 18.195 Scheidsrechter: Van den Kerkhof Video-assistent: Oostrom |
| 10 maart 2024 12:15 uur | D. de Wit 13' Pavlidis 15' Mijnans 25', 72' | Verslag |                     | Stadion: AFAS Stadion, Alkmaar Toeschouwers: 18.195 Scheidsrechter: Van den Kerkhof Video-assistent: Oostrom |
| 10 maart 2024 12:15 uur |                                             |         |                     | Stadion: AFAS Stadion, Alkmaar Toeschouwers: 18.195 Scheidsrechter: Van den Kerkhof Video-assistent: Oostrom |
| 10 maart 2024 12:15 uur |                                             |         |                     | Stadion: AFAS Stadion, Alkmaar Toeschouwers: 18.195 Scheidsrechter: Van den Kerkhof Video-assistent: Oostrom |
|                         |                                             |         |                     | |

|                         |                       |         |                         | |
| 10 maart 2024 14:30 uur | Ajax                  | 2 – 2   | Fortuna Sittard         | Stadion: Johan Cruijff ArenA, Amsterdam Toeschouwers: 54.252 Scheidsrechter: Van de Graaf Video-assistent: Hensgens |
| 10 maart 2024 14:30 uur | Taylor 8' Brobbey 88' | Verslag | 49' Duarte 66' Sierhuis | Stadion: Johan Cruijff ArenA, Amsterdam Toeschouwers: 54.252 Scheidsrechter: Van de Graaf Video-assistent: Hensgens |
| 10 maart 2024 14:30 uur |                       |         |                         | Stadion: Johan Cruijff ArenA, Amsterdam Toeschouwers: 54.252 Scheidsrechter: Van de Graaf Video-assistent: Hensgens |
| 10 maart 2024 14:30 uur |                       |         |                         | Stadion: Johan Cruijff ArenA, Amsterdam Toeschouwers: 54.252 Scheidsrechter: Van de Graaf Video-assistent: Hensgens |
|                         |                       |         |                         | |

|                         |                  |         |             | |
| 10 maart 2024 14:30 uur | PEC Zwolle       | 1 – 1   | FC Volendam | Stadion: MAC³PARK stadion, Zwolle Toeschouwers: 13.560 Scheidsrechter: Van Boekel Video-assistent: Martens |
| 10 maart 2024 14:30 uur | Van den Berg 55' | Verslag | 70' Mirani  | Stadion: MAC³PARK stadion, Zwolle Toeschouwers: 13.560 Scheidsrechter: Van Boekel Video-assistent: Martens |
| 10 maart 2024 14:30 uur |                  |         |             | Stadion: MAC³PARK stadion, Zwolle Toeschouwers: 13.560 Scheidsrechter: Van Boekel Video-assistent: Martens |
| 10 maart 2024 14:30 uur |                  |         |             | Stadion: MAC³PARK stadion, Zwolle Toeschouwers: 13.560 Scheidsrechter: Van Boekel Video-assistent: Martens |
|                         |                  |         |             | |

|                         |                        |         |               | |
| 10 maart 2024 16:45 uur | N.E.C.                 | 2 – 0   | sc Heerenveen | Stadion: Goffertstadion, Nijmegen Toeschouwers: 12.500 Scheidsrechter: Kooij Video-assistent: Teuben |
| 10 maart 2024 16:45 uur | Ogawa 67' González 68' | Verslag |               | Stadion: Goffertstadion, Nijmegen Toeschouwers: 12.500 Scheidsrechter: Kooij Video-assistent: Teuben |
| 10 maart 2024 16:45 uur |                        |         |               | Stadion: Goffertstadion, Nijmegen Toeschouwers: 12.500 Scheidsrechter: Kooij Video-assistent: Teuben |
| 10 maart 2024 16:45 uur |                        |         |               | Stadion: Goffertstadion, Nijmegen Toeschouwers: 12.500 Scheidsrechter: Kooij Video-assistent: Teuben |
|                         |                        |         |               | |

|                         |                                   |         |                 | |
| 10 maart 2024 20:00 uur | Feyenoord                         | 3 – 0   | Heracles Almelo | Stadion: Stadion Feijenoord, Rotterdam Toeschouwers: 47.500 Scheidsrechter: Nijhuis Video-assistent: Van der Eijk |
| 10 maart 2024 20:00 uur | Minteh 28' Giménez 41' Paixão 73' | Verslag |                 | Stadion: Stadion Feijenoord, Rotterdam Toeschouwers: 47.500 Scheidsrechter: Nijhuis Video-assistent: Van der Eijk |
| 10 maart 2024 20:00 uur |                                   |         |                 | Stadion: Stadion Feijenoord, Rotterdam Toeschouwers: 47.500 Scheidsrechter: Nijhuis Video-assistent: Van der Eijk |
| 10 maart 2024 20:00 uur |                                   |         |                 | Stadion: Stadion Feijenoord, Rotterdam Toeschouwers: 47.500 Scheidsrechter: Nijhuis Video-assistent: Van der Eijk |
|                         |                                   |         |                 | |

## Speelronde 26
|                         |                           |         |                 | |
| 15 maart 2024 20:00 uur | Heracles Almelo           | 2 – 0   | Go Ahead Eagles | Stadion: Erve Asito, Almelo Toeschouwers: 11.834 Scheidsrechter: Manschot Video-assistent: Hensgens |
| 15 maart 2024 20:00 uur | Hornkamp 55' Limbombe 69' | Verslag |                 | Stadion: Erve Asito, Almelo Toeschouwers: 11.834 Scheidsrechter: Manschot Video-assistent: Hensgens |
| 15 maart 2024 20:00 uur |                           |         |                 | Stadion: Erve Asito, Almelo Toeschouwers: 11.834 Scheidsrechter: Manschot Video-assistent: Hensgens |
| 15 maart 2024 20:00 uur |                           |         |                 | Stadion: Erve Asito, Almelo Toeschouwers: 11.834 Scheidsrechter: Manschot Video-assistent: Hensgens |
|                         |                           |         |                 | |

|                         |                                        |         |            | |
| 16 maart 2024 18:45 uur | Fortuna Sittard                        | 3 – 1   | PEC Zwolle | Stadion: Fortuna Sittard Stadion, Sittard Toeschouwers: 11.017 Scheidsrechter: Nagtegaal Video-assistent: Gerrets |
| 16 maart 2024 18:45 uur | Sierhuis 37' Lonwijk 59' Da Cruz 90+1' | Verslag | 90+3' Thy  | Stadion: Fortuna Sittard Stadion, Sittard Toeschouwers: 11.017 Scheidsrechter: Nagtegaal Video-assistent: Gerrets |
| 16 maart 2024 18:45 uur |                                        |         |            | Stadion: Fortuna Sittard Stadion, Sittard Toeschouwers: 11.017 Scheidsrechter: Nagtegaal Video-assistent: Gerrets |
| 16 maart 2024 18:45 uur |                                        |         |            | Stadion: Fortuna Sittard Stadion, Sittard Toeschouwers: 11.017 Scheidsrechter: Nagtegaal Video-assistent: Gerrets |
|                         |                                        |         |            | |

|                         |                     |         |               | |
| 16 maart 2024 20:00 uur | Excelsior Rotterdam | 1 – 1   | RKC Waalwijk  | Stadion: Van Donge & De Roo Stadion, Rotterdam Toeschouwers: 4.400 Scheidsrechter: Van de Graaf Video-assistent: Pérez |
| 16 maart 2024 20:00 uur | Horemans 28'        | Verslag | 76' Seuntjens | Stadion: Van Donge & De Roo Stadion, Rotterdam Toeschouwers: 4.400 Scheidsrechter: Van de Graaf Video-assistent: Pérez |
| 16 maart 2024 20:00 uur |                     |         |               | Stadion: Van Donge & De Roo Stadion, Rotterdam Toeschouwers: 4.400 Scheidsrechter: Van de Graaf Video-assistent: Pérez |
| 16 maart 2024 20:00 uur |                     |         |               | Stadion: Van Donge & De Roo Stadion, Rotterdam Toeschouwers: 4.400 Scheidsrechter: Van de Graaf Video-assistent: Pérez |
|                         |                     |         |               | |

|                         |                 |         |                |                                                                                            |
| 16 maart 2024 21:00 uur | Vitesse         | 1 – 1   | Almere City FC | Stadion: GelreDome, Arnhem Toeschouwers: 19.043 Scheidsrechter: Blank Video-assistent: Vos |
| 16 maart 2024 21:00 uur | Hadj Moussa 87' | Verslag | 19' Hansen     | Stadion: GelreDome, Arnhem Toeschouwers: 19.043 Scheidsrechter: Blank Video-assistent: Vos |
| 16 maart 2024 21:00 uur |                 |         |                | Stadion: GelreDome, Arnhem Toeschouwers: 19.043 Scheidsrechter: Blank Video-assistent: Vos |
| 16 maart 2024 21:00 uur |                 |         |                | Stadion: GelreDome, Arnhem Toeschouwers: 19.043 Scheidsrechter: Blank Video-assistent: Vos |
|                         |                 |         |                |                                                                                            |

|                         |             |         |                                              | |
| 17 maart 2024 12:15 uur | FC Volendam | 0 – 4   | AZ                                           | Stadion: Kras Stadion, Volendam Toeschouwers: 6.920 Scheidsrechter: Van der Eijk Video-assistent: Lindhout |
| 17 maart 2024 12:15 uur |             | Verslag | 22' D. de Wit 30', 76' Sugawara 70' Pavlidis | Stadion: Kras Stadion, Volendam Toeschouwers: 6.920 Scheidsrechter: Van der Eijk Video-assistent: Lindhout |
| 17 maart 2024 12:15 uur |             |         |                                              | Stadion: Kras Stadion, Volendam Toeschouwers: 6.920 Scheidsrechter: Van der Eijk Video-assistent: Lindhout |
| 17 maart 2024 12:15 uur |             |         |                                              | Stadion: Kras Stadion, Volendam Toeschouwers: 6.920 Scheidsrechter: Van der Eijk Video-assistent: Lindhout |
|                         |             |         |                                              | |

|                         |                  |         |                                 | |
| 17 maart 2024 14:30 uur | sc Heerenveen    | 2 – 3   | Feyenoord                       | Stadion: Abe Lenstra Stadion, Heerenveen Toeschouwers: 24.289 Scheidsrechter: Higler Video-assistent: Blank |
| 17 maart 2024 14:30 uur | Köhlert 17', 64' | Verslag | 37' Wieffer 74' Paixão 88' Ueda | Stadion: Abe Lenstra Stadion, Heerenveen Toeschouwers: 24.289 Scheidsrechter: Higler Video-assistent: Blank |
| 17 maart 2024 14:30 uur |                  |         |                                 | Stadion: Abe Lenstra Stadion, Heerenveen Toeschouwers: 24.289 Scheidsrechter: Higler Video-assistent: Blank |
| 17 maart 2024 14:30 uur |                  |         |                                 | Stadion: Abe Lenstra Stadion, Heerenveen Toeschouwers: 24.289 Scheidsrechter: Higler Video-assistent: Blank |
|                         |                  |         |                                 | |

|                         |             |         |        | |
| 17 maart 2024 14:30 uur | FC Utrecht  | 1 – 0   | N.E.C. | Stadion: Stadion Galgenwaard, Utrecht Toeschouwers: 21.147 Scheidsrechter: Makkelie Video-assistent: Dieperink |
| 17 maart 2024 14:30 uur | Lammers 61' | Verslag |        | Stadion: Stadion Galgenwaard, Utrecht Toeschouwers: 21.147 Scheidsrechter: Makkelie Video-assistent: Dieperink |
| 17 maart 2024 14:30 uur |             |         |        | Stadion: Stadion Galgenwaard, Utrecht Toeschouwers: 21.147 Scheidsrechter: Makkelie Video-assistent: Dieperink |
| 17 maart 2024 14:30 uur |             |         |        | Stadion: Stadion Galgenwaard, Utrecht Toeschouwers: 21.147 Scheidsrechter: Makkelie Video-assistent: Dieperink |
|                         |             |         |        | |

|                         |                      |         |                                     | |
| 17 maart 2024 16:45 uur | Sparta Rotterdam     | 2 – 2   | Ajax                                | Stadion: Spartastadion Het Kasteel, Rotterdam Toeschouwers: 10.599 Scheidsrechter: Gözübüyük Video-assistent: Van den Kerkhof |
| 17 maart 2024 16:45 uur | Verschueren 28', 47' | Verslag | 65' Akpom 88' Bergwijn 90+4' Kaplan | Stadion: Spartastadion Het Kasteel, Rotterdam Toeschouwers: 10.599 Scheidsrechter: Gözübüyük Video-assistent: Van den Kerkhof |
| 17 maart 2024 16:45 uur |                      |         |                                     | Stadion: Spartastadion Het Kasteel, Rotterdam Toeschouwers: 10.599 Scheidsrechter: Gözübüyük Video-assistent: Van den Kerkhof |
| 17 maart 2024 16:45 uur |                      |         |                                     | Stadion: Spartastadion Het Kasteel, Rotterdam Toeschouwers: 10.599 Scheidsrechter: Gözübüyük Video-assistent: Van den Kerkhof |
|                         |                      |         |                                     | |

|                         |            |         |           | |
| 17 maart 2024 20:00 uur | PSV        | 1 – 0   | FC Twente | Stadion: Philips Stadion, Eindhoven Toeschouwers: 34.800 Scheidsrechter: Kooij Video-assistent: Kamphuis |
| 17 maart 2024 20:00 uur | Pepi 90+7' | Verslag |           | Stadion: Philips Stadion, Eindhoven Toeschouwers: 34.800 Scheidsrechter: Kooij Video-assistent: Kamphuis |
| 17 maart 2024 20:00 uur |            |         |           | Stadion: Philips Stadion, Eindhoven Toeschouwers: 34.800 Scheidsrechter: Kooij Video-assistent: Kamphuis |
| 17 maart 2024 20:00 uur |            |         |           | Stadion: Philips Stadion, Eindhoven Toeschouwers: 34.800 Scheidsrechter: Kooij Video-assistent: Kamphuis |
|                         |            |         |           | |

## Speelronde 27
|                         |                                    |         |              | |
| 30 maart 2024 16:30 uur | N.E.C.                             | 3 – 1   | PSV          | Stadion: Goffertstadion, Nijmegen Toeschouwers: 12.540 Scheidsrechter: Nijhuis Video-assistent: Bos |
| 30 maart 2024 16:30 uur | Schöne 43' (pen.) Sano 49' Sow 63' | Verslag | 20' Bakayoko | Stadion: Goffertstadion, Nijmegen Toeschouwers: 12.540 Scheidsrechter: Nijhuis Video-assistent: Bos |
| 30 maart 2024 16:30 uur |                                    |         |              | Stadion: Goffertstadion, Nijmegen Toeschouwers: 12.540 Scheidsrechter: Nijhuis Video-assistent: Bos |
| 30 maart 2024 16:30 uur |                                    |         |              | Stadion: Goffertstadion, Nijmegen Toeschouwers: 12.540 Scheidsrechter: Nijhuis Video-assistent: Bos |
|                         |                                    |         |              | |

|                         |                                                 |         |                 | |
| 30 maart 2024 18:45 uur | Sparta Rotterdam                                | 4 – 0   | Fortuna Sittard | Stadion: Spartastadion Het Kasteel, Rotterdam Toeschouwers: 9.535 Scheidsrechter: Van den Kerkhof Video-assistent: Hensgens |
| 30 maart 2024 18:45 uur | Verschueren 28' Lauritsen 58', 88' Neghli 90+1' | Verslag |                 | Stadion: Spartastadion Het Kasteel, Rotterdam Toeschouwers: 9.535 Scheidsrechter: Van den Kerkhof Video-assistent: Hensgens |
| 30 maart 2024 18:45 uur |                                                 |         |                 | Stadion: Spartastadion Het Kasteel, Rotterdam Toeschouwers: 9.535 Scheidsrechter: Van den Kerkhof Video-assistent: Hensgens |
| 30 maart 2024 18:45 uur |                                                 |         |                 | Stadion: Spartastadion Het Kasteel, Rotterdam Toeschouwers: 9.535 Scheidsrechter: Van den Kerkhof Video-assistent: Hensgens |
|                         |                                                 |         |                 | |

|                         |                                         |         |                     | |
| 30 maart 2024 20:00 uur | Go Ahead Eagles                         | 3 – 0   | Excelsior Rotterdam | Stadion: De Adelaarshorst, Deventer Toeschouwers: 9.767 Scheidsrechter: Higler Video-assistent: Manschot |
| 30 maart 2024 20:00 uur | Willumsson 41' Nauber 70' Linthorst 81' | Verslag |                     | Stadion: De Adelaarshorst, Deventer Toeschouwers: 9.767 Scheidsrechter: Higler Video-assistent: Manschot |
| 30 maart 2024 20:00 uur |                                         |         |                     | Stadion: De Adelaarshorst, Deventer Toeschouwers: 9.767 Scheidsrechter: Higler Video-assistent: Manschot |
| 30 maart 2024 20:00 uur |                                         |         |                     | Stadion: De Adelaarshorst, Deventer Toeschouwers: 9.767 Scheidsrechter: Higler Video-assistent: Manschot |
|                         |                                         |         |                     | |

|                         |              |         |                    | |
| 30 maart 2024 20:00 uur | RKC Waalwijk | 1 – 1   | sc Heerenveen      | Stadion: Mandemakers Stadion, Waalwijk Toeschouwers: 6.733 Scheidsrechter: Blank Video-assistent: Ruperti |
| 30 maart 2024 20:00 uur | Felida 69'   | Verslag | 52' Van Amersfoort | Stadion: Mandemakers Stadion, Waalwijk Toeschouwers: 6.733 Scheidsrechter: Blank Video-assistent: Ruperti |
| 30 maart 2024 20:00 uur |              |         |                    | Stadion: Mandemakers Stadion, Waalwijk Toeschouwers: 6.733 Scheidsrechter: Blank Video-assistent: Ruperti |
| 30 maart 2024 20:00 uur |              |         |                    | Stadion: Mandemakers Stadion, Waalwijk Toeschouwers: 6.733 Scheidsrechter: Blank Video-assistent: Ruperti |
|                         |              |         |                    | |

|                         |                            |         |         | |
| 30 maart 2024 21:00 uur | AZ                         | 2 – 0   | Vitesse | Stadion: AFAS Stadion, Alkmaar Toeschouwers: 18.367 Scheidsrechter: Van der Laan Video-assistent: Martens |
| 30 maart 2024 21:00 uur | D. de Wit 53' Pavlidis 64' | Verslag |         | Stadion: AFAS Stadion, Alkmaar Toeschouwers: 18.367 Scheidsrechter: Van der Laan Video-assistent: Martens |
| 30 maart 2024 21:00 uur |                            |         |         | Stadion: AFAS Stadion, Alkmaar Toeschouwers: 18.367 Scheidsrechter: Van der Laan Video-assistent: Martens |
| 30 maart 2024 21:00 uur |                            |         |         | Stadion: AFAS Stadion, Alkmaar Toeschouwers: 18.367 Scheidsrechter: Van der Laan Video-assistent: Martens |
|                         |                            |         |         | |

|                         |             |         |                             | |
| 31 maart 2024 12:15 uur | PEC Zwolle  | 1 – 3   | Ajax                        | Stadion: MAC³PARK stadion, Zwolle Toeschouwers: 14.000 Scheidsrechter: Manschot Video-assistent: Oostrom |
| 31 maart 2024 12:15 uur | Krastev 72' | Verslag | 12' Hlynsson 24', 84' Akpom | Stadion: MAC³PARK stadion, Zwolle Toeschouwers: 14.000 Scheidsrechter: Manschot Video-assistent: Oostrom |
| 31 maart 2024 12:15 uur |             |         |                             | Stadion: MAC³PARK stadion, Zwolle Toeschouwers: 14.000 Scheidsrechter: Manschot Video-assistent: Oostrom |
| 31 maart 2024 12:15 uur |             |         |                             | Stadion: MAC³PARK stadion, Zwolle Toeschouwers: 14.000 Scheidsrechter: Manschot Video-assistent: Oostrom |
|                         |             |         |                             | |

|                         |                                                   |         |                                | |
| 31 maart 2024 14:30 uur | Feyenoord                                         | 4 – 2   | FC Utrecht                     | Stadion: Stadion Feijenoord, Rotterdam Toeschouwers: 47.500 Scheidsrechter: Lindhout Video-assistent: Kamphuis |
| 31 maart 2024 14:30 uur | Paixão 36' Fraulo 65' (e.d.) Hancko 71' Sauer 85' | Verslag | 2' Boussaid 32' (pen.) Lammers | Stadion: Stadion Feijenoord, Rotterdam Toeschouwers: 47.500 Scheidsrechter: Lindhout Video-assistent: Kamphuis |
| 31 maart 2024 14:30 uur |                                                   |         |                                | Stadion: Stadion Feijenoord, Rotterdam Toeschouwers: 47.500 Scheidsrechter: Lindhout Video-assistent: Kamphuis |
| 31 maart 2024 14:30 uur |                                                   |         |                                | Stadion: Stadion Feijenoord, Rotterdam Toeschouwers: 47.500 Scheidsrechter: Lindhout Video-assistent: Kamphuis |
|                         |                                                   |         |                                | |

|                         |           |         |                 | |
| 31 maart 2024 14:30 uur | FC Twente | 1 – 0   | Heracles Almelo | Stadion: De Grolsch Veste, Enschede Toeschouwers: 30.000 Scheidsrechter: Makkelie Video-assistent: Dieperink |
| 31 maart 2024 14:30 uur | Boadu 54' | Verslag |                 | Stadion: De Grolsch Veste, Enschede Toeschouwers: 30.000 Scheidsrechter: Makkelie Video-assistent: Dieperink |
| 31 maart 2024 14:30 uur |           |         |                 | Stadion: De Grolsch Veste, Enschede Toeschouwers: 30.000 Scheidsrechter: Makkelie Video-assistent: Dieperink |
| 31 maart 2024 14:30 uur |           |         |                 | Stadion: De Grolsch Veste, Enschede Toeschouwers: 30.000 Scheidsrechter: Makkelie Video-assistent: Dieperink |
|                         |           |         |                 | |

|                         |                |         |              | |
| 31 maart 2024 16:45 uur | Almere City FC | 1 – 1   | FC Volendam  | Stadion: Yanmar Stadion, Almere Toeschouwers: 4.222 Scheidsrechter: Hensgens Video-assistent: Vereijken |
| 31 maart 2024 16:45 uur | Nalić 71'      | Verslag | 90+4' Mühren | Stadion: Yanmar Stadion, Almere Toeschouwers: 4.222 Scheidsrechter: Hensgens Video-assistent: Vereijken |
| 31 maart 2024 16:45 uur |                |         |              | Stadion: Yanmar Stadion, Almere Toeschouwers: 4.222 Scheidsrechter: Hensgens Video-assistent: Vereijken |
| 31 maart 2024 16:45 uur |                |         |              | Stadion: Yanmar Stadion, Almere Toeschouwers: 4.222 Scheidsrechter: Hensgens Video-assistent: Vereijken |
|                         |                |         |              | |

## Speelronde 28
|                        |                 |         |                                               | |
| 2 april 2024 18:45 uur | Vitesse         | 1 – 4   | Sparta Rotterdam                              | Stadion: GelreDome, Arnhem Toeschouwers: 15.726 Scheidsrechter: Van de Graaf Video-assistent: Makkelie |
| 2 april 2024 18:45 uur | Kozłowski 45+1' | Verslag | 7' Mito 19' Clement 43' Saito 58' Eerdhuijzen | Stadion: GelreDome, Arnhem Toeschouwers: 15.726 Scheidsrechter: Van de Graaf Video-assistent: Makkelie |
| 2 april 2024 18:45 uur |                 |         |                                               | Stadion: GelreDome, Arnhem Toeschouwers: 15.726 Scheidsrechter: Van de Graaf Video-assistent: Makkelie |
| 2 april 2024 18:45 uur |                 |         |                                               | Stadion: GelreDome, Arnhem Toeschouwers: 15.726 Scheidsrechter: Van de Graaf Video-assistent: Makkelie |
|                        |                 |         |                                               | |

|                        |                     |         |                               | |
| 2 april 2024 20:00 uur | Excelsior Rotterdam | 0 – 2   | PSV                           | Stadion: Van Donge & De Roo Stadion, Rotterdam Toeschouwers: 4.400 Scheidsrechter: Van der Laan Video-assistent: Blank |
| 2 april 2024 20:00 uur |                     | Verslag | 58' Mauro Júnior 62' Bakayoko | Stadion: Van Donge & De Roo Stadion, Rotterdam Toeschouwers: 4.400 Scheidsrechter: Van der Laan Video-assistent: Blank |
| 2 april 2024 20:00 uur |                     |         |                               | Stadion: Van Donge & De Roo Stadion, Rotterdam Toeschouwers: 4.400 Scheidsrechter: Van der Laan Video-assistent: Blank |
| 2 april 2024 20:00 uur |                     |         |                               | Stadion: Van Donge & De Roo Stadion, Rotterdam Toeschouwers: 4.400 Scheidsrechter: Van der Laan Video-assistent: Blank |
|                        |                     |         |                               | |

|                        |                 |         |              | |
| 2 april 2024 21:00 uur | Fortuna Sittard | 1 – 1   | N.E.C.       | Stadion: Fortuna Sittard Stadion, Sittard Toeschouwers: 9.304 Scheidsrechter: Martens Video-assistent: Nijhuis |
| 2 april 2024 21:00 uur | Sierhuis 75'    | Verslag | 59' González | Stadion: Fortuna Sittard Stadion, Sittard Toeschouwers: 9.304 Scheidsrechter: Martens Video-assistent: Nijhuis |
| 2 april 2024 21:00 uur |                 |         |              | Stadion: Fortuna Sittard Stadion, Sittard Toeschouwers: 9.304 Scheidsrechter: Martens Video-assistent: Nijhuis |
| 2 april 2024 21:00 uur |                 |         |              | Stadion: Fortuna Sittard Stadion, Sittard Toeschouwers: 9.304 Scheidsrechter: Martens Video-assistent: Nijhuis |
|                        |                 |         |              | |

|                        |                                                                       |         |    | |
| 3 april 2024 18:45 uur | Heracles Almelo                                                       | 5 – 0   | AZ | Stadion: Erve Asito, Almelo Toeschouwers: 11.756 Scheidsrechter: Lindhout Video-assistent: Van den Kerkhof |
| 3 april 2024 18:45 uur | De Keersmaecker 19' Hornkamp 38' (pen.), 40' (pen.) Sankoh 90', 90+4' | Verslag |    | Stadion: Erve Asito, Almelo Toeschouwers: 11.756 Scheidsrechter: Lindhout Video-assistent: Van den Kerkhof |
| 3 april 2024 18:45 uur |                                                                       |         |    | Stadion: Erve Asito, Almelo Toeschouwers: 11.756 Scheidsrechter: Lindhout Video-assistent: Van den Kerkhof |
| 3 april 2024 18:45 uur |                                                                       |         |    | Stadion: Erve Asito, Almelo Toeschouwers: 11.756 Scheidsrechter: Lindhout Video-assistent: Van den Kerkhof |
|                        |                                                                       |         |    | |

|                        |                                                      |         |            | |
| 3 april 2024 20:00 uur | FC Utrecht                                           | 5 – 1   | PEC Zwolle | Stadion: Stadion Galgenwaard, Utrecht Toeschouwers: 19.606 Scheidsrechter: Gözübüyük Video-assistent: Higler |
| 3 april 2024 20:00 uur | Lammers 47' Toornstra 49' Lidberg 77', 79' Blake 87' | Verslag | 60' Thy    | Stadion: Stadion Galgenwaard, Utrecht Toeschouwers: 19.606 Scheidsrechter: Gözübüyük Video-assistent: Higler |
| 3 april 2024 20:00 uur |                                                      |         |            | Stadion: Stadion Galgenwaard, Utrecht Toeschouwers: 19.606 Scheidsrechter: Gözübüyük Video-assistent: Higler |
| 3 april 2024 20:00 uur |                                                      |         |            | Stadion: Stadion Galgenwaard, Utrecht Toeschouwers: 19.606 Scheidsrechter: Gözübüyük Video-assistent: Higler |
|                        |                                                      |         |            | |

|                        |                                             |         |                                             | |
| 3 april 2024 21:00 uur | sc Heerenveen                               | 3 – 3   | FC Twente                                   | Stadion: Abe Lenstra Stadion, Heerenveen Toeschouwers: 20.954 Scheidsrechter: Bos Video-assistent: Van Boekel |
| 3 april 2024 21:00 uur | Nicolaescu 21' Sahraoui 38' Haye 57' (pen.) | Verslag | 11' Van Wolfswinkel 13' D. Rots 36' Pröpper | Stadion: Abe Lenstra Stadion, Heerenveen Toeschouwers: 20.954 Scheidsrechter: Bos Video-assistent: Van Boekel |
| 3 april 2024 21:00 uur |                                             |         |                                             | Stadion: Abe Lenstra Stadion, Heerenveen Toeschouwers: 20.954 Scheidsrechter: Bos Video-assistent: Van Boekel |
| 3 april 2024 21:00 uur |                                             |         |                                             | Stadion: Abe Lenstra Stadion, Heerenveen Toeschouwers: 20.954 Scheidsrechter: Bos Video-assistent: Van Boekel |
|                        |                                             |         |                                             | |

|                        |             |       |           | |
| 4 april 2024 18:45 uur | FC Volendam | 0 – 0 | Feyenoord | Stadion: Kras Stadion, Volendam Toeschouwers: 6.789 Scheidsrechter: Oostrom Video-assistent: Manschot |
| 4 april 2024 18:45 uur | Verslag     |       |           | Stadion: Kras Stadion, Volendam Toeschouwers: 6.789 Scheidsrechter: Oostrom Video-assistent: Manschot |
| 4 april 2024 18:45 uur |             |       |           | Stadion: Kras Stadion, Volendam Toeschouwers: 6.789 Scheidsrechter: Oostrom Video-assistent: Manschot |
| 4 april 2024 18:45 uur |             |       |           | Stadion: Kras Stadion, Volendam Toeschouwers: 6.789 Scheidsrechter: Oostrom Video-assistent: Manschot |
|                        |             |       |           | |

|                        |              |       |                | |
| 4 april 2024 20:00 uur | RKC Waalwijk | 0 – 0 | Almere City FC | Stadion: Mandemakers Stadion, Waalwijk Toeschouwers: 6.173 Scheidsrechter: Van den Kerkhof Video-assistent: Timmer |
| 4 april 2024 20:00 uur | Verslag      |       |                | Stadion: Mandemakers Stadion, Waalwijk Toeschouwers: 6.173 Scheidsrechter: Van den Kerkhof Video-assistent: Timmer |
| 4 april 2024 20:00 uur |              |       |                | Stadion: Mandemakers Stadion, Waalwijk Toeschouwers: 6.173 Scheidsrechter: Van den Kerkhof Video-assistent: Timmer |
| 4 april 2024 20:00 uur |              |       |                | Stadion: Mandemakers Stadion, Waalwijk Toeschouwers: 6.173 Scheidsrechter: Van den Kerkhof Video-assistent: Timmer |
|                        |              |       |                | |

|                        |           |         |                 | |
| 4 april 2024 21:00 uur | Ajax      | 1 – 1   | Go Ahead Eagles | Stadion: Johan Cruijff ArenA, Amsterdam Toeschouwers: 53.820 Scheidsrechter: Nagtegaal Video-assistent: Kooij |
| 4 april 2024 21:00 uur | Gaaei 24' | Verslag | 90+2' Kuipers   | Stadion: Johan Cruijff ArenA, Amsterdam Toeschouwers: 53.820 Scheidsrechter: Nagtegaal Video-assistent: Kooij |
| 4 april 2024 21:00 uur |           |         |                 | Stadion: Johan Cruijff ArenA, Amsterdam Toeschouwers: 53.820 Scheidsrechter: Nagtegaal Video-assistent: Kooij |
| 4 april 2024 21:00 uur |           |         |                 | Stadion: Johan Cruijff ArenA, Amsterdam Toeschouwers: 53.820 Scheidsrechter: Nagtegaal Video-assistent: Kooij |
|                        |           |         |                 | |

## Speelronde 29
|                        |                  |         |                         | |
| 6 april 2024 16:30 uur | Sparta Rotterdam | 1 – 2   | Heracles Almelo         | Stadion: Spartastadion Het Kasteel, Rotterdam Toeschouwers: 9.820 Scheidsrechter: Gerrets Video-assistent: Van der Laan |
| 6 april 2024 16:30 uur | Brym 42'         | Verslag | 48' Hoogma 73' Hornkamp | Stadion: Spartastadion Het Kasteel, Rotterdam Toeschouwers: 9.820 Scheidsrechter: Gerrets Video-assistent: Van der Laan |
| 6 april 2024 16:30 uur |                  |         |                         | Stadion: Spartastadion Het Kasteel, Rotterdam Toeschouwers: 9.820 Scheidsrechter: Gerrets Video-assistent: Van der Laan |
| 6 april 2024 16:30 uur |                  |         |                         | Stadion: Spartastadion Het Kasteel, Rotterdam Toeschouwers: 9.820 Scheidsrechter: Gerrets Video-assistent: Van der Laan |
|                        |                  |         |                         | |

|                        |                                                       |         |              | |
| 6 april 2024 18:45 uur | PSV                                                   | 5 – 1   | AZ           | Stadion: Philips Stadion, Eindhoven Toeschouwers: 34.700 Scheidsrechter: Higler Video-assistent: Van Boekel |
| 6 april 2024 18:45 uur | Bakayoko 9' De Jong 23', 53' Veerman 80' Uneken 90+1' | Verslag | 58' Pavlidis | Stadion: Philips Stadion, Eindhoven Toeschouwers: 34.700 Scheidsrechter: Higler Video-assistent: Van Boekel |
| 6 april 2024 18:45 uur |                                                       |         |              | Stadion: Philips Stadion, Eindhoven Toeschouwers: 34.700 Scheidsrechter: Higler Video-assistent: Van Boekel |
| 6 april 2024 18:45 uur |                                                       |         |              | Stadion: Philips Stadion, Eindhoven Toeschouwers: 34.700 Scheidsrechter: Higler Video-assistent: Van Boekel |
|                        |                                                       |         |              | |

|                        |                           |         |                     | |
| 6 april 2024 20:00 uur | PEC Zwolle                | 2 – 1   | Excelsior Rotterdam | Stadion: MAC³PARK stadion, Zwolle Toeschouwers: 13.655 Scheidsrechter: Pérez Video-assistent: Martens |
| 6 april 2024 20:00 uur | Mac Nulty 18' Velanas 66' | Verslag | 86' Duijvestijn     | Stadion: MAC³PARK stadion, Zwolle Toeschouwers: 13.655 Scheidsrechter: Pérez Video-assistent: Martens |
| 6 april 2024 20:00 uur |                           |         |                     | Stadion: MAC³PARK stadion, Zwolle Toeschouwers: 13.655 Scheidsrechter: Pérez Video-assistent: Martens |
| 6 april 2024 20:00 uur |                           |         |                     | Stadion: MAC³PARK stadion, Zwolle Toeschouwers: 13.655 Scheidsrechter: Pérez Video-assistent: Martens |
|                        |                           |         |                     | |

|                        |                                       |         |                 | |
| 6 april 2024 21:00 uur | FC Twente                             | 2 – 0   | Fortuna Sittard | Stadion: De Grolsch Veste, Enschede Toeschouwers: 30.000 Scheidsrechter: Dieperink Video-assistent: Van de Graaf |
| 6 april 2024 21:00 uur | Fofana 52' (e.d.) Van Wolfswinkel 86' | Verslag | 14', 35' Guth   | Stadion: De Grolsch Veste, Enschede Toeschouwers: 30.000 Scheidsrechter: Dieperink Video-assistent: Van de Graaf |
| 6 april 2024 21:00 uur |                                       |         |                 | Stadion: De Grolsch Veste, Enschede Toeschouwers: 30.000 Scheidsrechter: Dieperink Video-assistent: Van de Graaf |
| 6 april 2024 21:00 uur |                                       |         |                 | Stadion: De Grolsch Veste, Enschede Toeschouwers: 30.000 Scheidsrechter: Dieperink Video-assistent: Van de Graaf |
|                        |                                       |         |                 | |

|                        |         |         |                                   |                                                                                                   |
| 7 april 2024 12:15 uur | Vitesse | 0 – 3   | N.E.C.                            | Stadion: GelreDome, Arnhem Toeschouwers: 14.026 Scheidsrechter: Lindhout Video-assistent: Ruperti |
| 7 april 2024 12:15 uur |         | Verslag | 66' Hoedemakers 80', 90+1' Hansen | Stadion: GelreDome, Arnhem Toeschouwers: 14.026 Scheidsrechter: Lindhout Video-assistent: Ruperti |
| 7 april 2024 12:15 uur |         |         |                                   | Stadion: GelreDome, Arnhem Toeschouwers: 14.026 Scheidsrechter: Lindhout Video-assistent: Ruperti |
| 7 april 2024 12:15 uur |         |         |                                   | Stadion: GelreDome, Arnhem Toeschouwers: 14.026 Scheidsrechter: Lindhout Video-assistent: Ruperti |
|                        |         |         |                                   |                                                                                                   |

|                        |                                                         |         |      | |
| 7 april 2024 14:30 uur | Feyenoord                                               | 6 – 0   | Ajax | Stadion: Stadion Feijenoord, Rotterdam Toeschouwers: 47.500 Scheidsrechter: Makkelie Video-assistent: Dieperink |
| 7 april 2024 14:30 uur | Paixão 34', 66' Minteh 35', 56' Hancko 45+2' Timber 62' | Verslag |      | Stadion: Stadion Feijenoord, Rotterdam Toeschouwers: 47.500 Scheidsrechter: Makkelie Video-assistent: Dieperink |
| 7 april 2024 14:30 uur |                                                         |         |      | Stadion: Stadion Feijenoord, Rotterdam Toeschouwers: 47.500 Scheidsrechter: Makkelie Video-assistent: Dieperink |
| 7 april 2024 14:30 uur |                                                         |         |      | Stadion: Stadion Feijenoord, Rotterdam Toeschouwers: 47.500 Scheidsrechter: Makkelie Video-assistent: Dieperink |
|                        |                                                         |         |      | |

|                        |                 |         |                | |
| 7 april 2024 14:30 uur | Go Ahead Eagles | 1 – 1   | Almere City FC | Stadion: De Adelaarshorst, Deventer Toeschouwers: 9.827 Scheidsrechter: Nijhuis Video-assistent: Teuben |
| 7 april 2024 14:30 uur | Edvardsen 11'   | Verslag | 23' Robinet    | Stadion: De Adelaarshorst, Deventer Toeschouwers: 9.827 Scheidsrechter: Nijhuis Video-assistent: Teuben |
| 7 april 2024 14:30 uur |                 |         |                | Stadion: De Adelaarshorst, Deventer Toeschouwers: 9.827 Scheidsrechter: Nijhuis Video-assistent: Teuben |
| 7 april 2024 14:30 uur |                 |         |                | Stadion: De Adelaarshorst, Deventer Toeschouwers: 9.827 Scheidsrechter: Nijhuis Video-assistent: Teuben |
|                        |                 |         |                | |

|                        |                             |         |                          | |
| 7 april 2024 16:45 uur | FC Volendam                 | 3 – 2   | RKC Waalwijk             | Stadion: Kras Stadion, Volendam Toeschouwers: 6.769 Scheidsrechter: Gözübüyük Video-assistent: Kamphuis |
| 7 april 2024 16:45 uur | Mühren 14', 22' Johnson 75' | Verslag | 55' Niemeijer 58' Kramer | Stadion: Kras Stadion, Volendam Toeschouwers: 6.769 Scheidsrechter: Gözübüyük Video-assistent: Kamphuis |
| 7 april 2024 16:45 uur |                             |         |                          | Stadion: Kras Stadion, Volendam Toeschouwers: 6.769 Scheidsrechter: Gözübüyük Video-assistent: Kamphuis |
| 7 april 2024 16:45 uur |                             |         |                          | Stadion: Kras Stadion, Volendam Toeschouwers: 6.769 Scheidsrechter: Gözübüyük Video-assistent: Kamphuis |
|                        |                             |         |                          | |

|                        |                                     |         |                              | |
| 7 april 2024 20:00 uur | sc Heerenveen                       | 2 – 3   | FC Utrecht                   | Stadion: Abe Lenstra Stadion, Heerenveen Toeschouwers: 20.417 Scheidsrechter: Manschot Video-assistent: Nagtegaal |
| 7 april 2024 20:00 uur | Braude 70', 77' Wålemark 90', 90+4' | Verslag | 37' Lidberg 48', 83' Lammers | Stadion: Abe Lenstra Stadion, Heerenveen Toeschouwers: 20.417 Scheidsrechter: Manschot Video-assistent: Nagtegaal |
| 7 april 2024 20:00 uur |                                     |         |                              | Stadion: Abe Lenstra Stadion, Heerenveen Toeschouwers: 20.417 Scheidsrechter: Manschot Video-assistent: Nagtegaal |
| 7 april 2024 20:00 uur |                                     |         |                              | Stadion: Abe Lenstra Stadion, Heerenveen Toeschouwers: 20.417 Scheidsrechter: Manschot Video-assistent: Nagtegaal |
|                        |                                     |         |                              | |

## Speelronde 30
|                         |                                                         |         |                       | |
| 12 april 2024 20:00 uur | Excelsior Rotterdam                                     | 4 – 0   | FC Volendam           | Stadion: Van Donge & De Roo Stadion, Rotterdam Toeschouwers: 4.400 Scheidsrechter: Makkelie Video-assistent: Dieperink |
| 12 april 2024 20:00 uur | Duijvestijn 41' Lamprou 43', 67' Parrott 55' na afloop' | Verslag | 77', na afloop' Karim | Stadion: Van Donge & De Roo Stadion, Rotterdam Toeschouwers: 4.400 Scheidsrechter: Makkelie Video-assistent: Dieperink |
| 12 april 2024 20:00 uur |                                                         |         |                       | Stadion: Van Donge & De Roo Stadion, Rotterdam Toeschouwers: 4.400 Scheidsrechter: Makkelie Video-assistent: Dieperink |
| 12 april 2024 20:00 uur |                                                         |         |                       | Stadion: Van Donge & De Roo Stadion, Rotterdam Toeschouwers: 4.400 Scheidsrechter: Makkelie Video-assistent: Dieperink |
|                         |                                                         |         |                       | |

|                         |                                                                    |         |         | |
| 13 april 2024 16:30 uur | PSV                                                                | 6 – 0   | Vitesse | Stadion: Philips Stadion, Eindhoven Toeschouwers: 34.200 Scheidsrechter: Manschot Video-assistent: Van der Eijk |
| 13 april 2024 16:30 uur | De Jong 28', 67' Tillman 30' Ramalho 37' Bakayoko 53' Lozano 90+2' | Verslag |         | Stadion: Philips Stadion, Eindhoven Toeschouwers: 34.200 Scheidsrechter: Manschot Video-assistent: Van der Eijk |
| 13 april 2024 16:30 uur |                                                                    |         |         | Stadion: Philips Stadion, Eindhoven Toeschouwers: 34.200 Scheidsrechter: Manschot Video-assistent: Van der Eijk |
| 13 april 2024 16:30 uur |                                                                    |         |         | Stadion: Philips Stadion, Eindhoven Toeschouwers: 34.200 Scheidsrechter: Manschot Video-assistent: Van der Eijk |
|                         |                                                                    |         |         | |

|                         |                                     |         |              | |
| 13 april 2024 18:45 uur | AZ                                  | 3 – 2   | RKC Waalwijk | Stadion: AFAS Stadion, Alkmaar Toeschouwers: 18.309 Scheidsrechter: Nagtegaal Video-assistent: Oostrom |
| 13 april 2024 18:45 uur | Sugawara 66' Sadiq 75' Pavlidis 77' | Verslag | 3', 42' Min  | Stadion: AFAS Stadion, Alkmaar Toeschouwers: 18.309 Scheidsrechter: Nagtegaal Video-assistent: Oostrom |
| 13 april 2024 18:45 uur |                                     |         |              | Stadion: AFAS Stadion, Alkmaar Toeschouwers: 18.309 Scheidsrechter: Nagtegaal Video-assistent: Oostrom |
| 13 april 2024 18:45 uur |                                     |         |              | Stadion: AFAS Stadion, Alkmaar Toeschouwers: 18.309 Scheidsrechter: Nagtegaal Video-assistent: Oostrom |
|                         |                                     |         |              | |

|                         |                         |         |                                                |                                                                                                 |
| 13 april 2024 21:00 uur | Almere City FC          | 2 – 3   | Sparta Rotterdam                               | Stadion: Yanmar Stadion, Almere Toeschouwers: 4.222 Scheidsrechter: Bos Video-assistent: Higler |
| 13 april 2024 21:00 uur | Cathline 5' Robinet 87' | Verslag | 19' Lauritsen 28' Van der Kust 88' Verschueren | Stadion: Yanmar Stadion, Almere Toeschouwers: 4.222 Scheidsrechter: Bos Video-assistent: Higler |
| 13 april 2024 21:00 uur |                         |         |                                                | Stadion: Yanmar Stadion, Almere Toeschouwers: 4.222 Scheidsrechter: Bos Video-assistent: Higler |
| 13 april 2024 21:00 uur |                         |         |                                                | Stadion: Yanmar Stadion, Almere Toeschouwers: 4.222 Scheidsrechter: Bos Video-assistent: Higler |
|                         |                         |         |                                                |                                                                                                 |

|                         |                 |         |                               |                                                                                                   |
| 14 april 2024 12:15 uur | Heracles Almelo | 0 – 2   | sc Heerenveen                 | Stadion: Erve Asito, Almelo Toeschouwers: 12.080 Scheidsrechter: Dieperink Video-assistent: Pérez |
| 14 april 2024 12:15 uur |                 | Verslag | 9' Nunnely 88' Van Amersfoort | Stadion: Erve Asito, Almelo Toeschouwers: 12.080 Scheidsrechter: Dieperink Video-assistent: Pérez |
| 14 april 2024 12:15 uur |                 |         |                               | Stadion: Erve Asito, Almelo Toeschouwers: 12.080 Scheidsrechter: Dieperink Video-assistent: Pérez |
| 14 april 2024 12:15 uur |                 |         |                               | Stadion: Erve Asito, Almelo Toeschouwers: 12.080 Scheidsrechter: Dieperink Video-assistent: Pérez |
|                         |                 |         |                               |                                                                                                   |

|                         |                           |         |                 | |
| 14 april 2024 14:30 uur | FC Utrecht                | 2 – 1   | Go Ahead Eagles | Stadion: Stadion Galgenwaard, Utrecht Toeschouwers: 22.676 Scheidsrechter: Van der Eijk Video-assistent: Makkelie |
| 14 april 2024 14:30 uur | Lammers 4' Bozdoğan 90+3' | Verslag | 42' Nauber      | Stadion: Stadion Galgenwaard, Utrecht Toeschouwers: 22.676 Scheidsrechter: Van der Eijk Video-assistent: Makkelie |
| 14 april 2024 14:30 uur |                           |         |                 | Stadion: Stadion Galgenwaard, Utrecht Toeschouwers: 22.676 Scheidsrechter: Van der Eijk Video-assistent: Makkelie |
| 14 april 2024 14:30 uur |                           |         |                 | Stadion: Stadion Galgenwaard, Utrecht Toeschouwers: 22.676 Scheidsrechter: Van der Eijk Video-assistent: Makkelie |
|                         |                           |         |                 | |

|                         |                 |         |            | |
| 14 april 2024 14:30 uur | Fortuna Sittard | 0 – 1   | Feyenoord  | Stadion: Fortuna Sittard Stadion, Sittard Toeschouwers: 11.278 Scheidsrechter: Nijhuis Video-assistent: Bos |
| 14 april 2024 14:30 uur |                 | Verslag | 18' Hancko | Stadion: Fortuna Sittard Stadion, Sittard Toeschouwers: 11.278 Scheidsrechter: Nijhuis Video-assistent: Bos |
| 14 april 2024 14:30 uur |                 |         |            | Stadion: Fortuna Sittard Stadion, Sittard Toeschouwers: 11.278 Scheidsrechter: Nijhuis Video-assistent: Bos |
| 14 april 2024 14:30 uur |                 |         |            | Stadion: Fortuna Sittard Stadion, Sittard Toeschouwers: 11.278 Scheidsrechter: Nijhuis Video-assistent: Bos |
|                         |                 |         |            | |

|                         |                                 |         |                     | |
| 14 april 2024 16:45 uur | Ajax                            | 2 – 1   | FC Twente           | Stadion: Johan Cruijff ArenA, Amsterdam Toeschouwers: 53.718 Scheidsrechter: Gözübüyük Video-assistent: Van Boekel |
| 14 april 2024 16:45 uur | Brobbey 59' Bergwijn 81' (pen.) | Verslag | 31' Van Wolfswinkel | Stadion: Johan Cruijff ArenA, Amsterdam Toeschouwers: 53.718 Scheidsrechter: Gözübüyük Video-assistent: Van Boekel |
| 14 april 2024 16:45 uur |                                 |         |                     | Stadion: Johan Cruijff ArenA, Amsterdam Toeschouwers: 53.718 Scheidsrechter: Gözübüyük Video-assistent: Van Boekel |
| 14 april 2024 16:45 uur |                                 |         |                     | Stadion: Johan Cruijff ArenA, Amsterdam Toeschouwers: 53.718 Scheidsrechter: Gözübüyük Video-assistent: Van Boekel |
|                         |                                 |         |                     | |

|                         |                       |         |                     | |
| 14 april 2024 20:00 uur | N.E.C.                | 2 – 2   | PEC Zwolle          | Stadion: Goffertstadion, Nijmegen Toeschouwers: 12.540 Scheidsrechter: Higler Video-assistent: Hensgens |
| 14 april 2024 20:00 uur | Ogawa 47', 53' (pen.) | Verslag | 10' Lam 68' Velanas | Stadion: Goffertstadion, Nijmegen Toeschouwers: 12.540 Scheidsrechter: Higler Video-assistent: Hensgens |
| 14 april 2024 20:00 uur |                       |         |                     | Stadion: Goffertstadion, Nijmegen Toeschouwers: 12.540 Scheidsrechter: Higler Video-assistent: Hensgens |
| 14 april 2024 20:00 uur |                       |         |                     | Stadion: Goffertstadion, Nijmegen Toeschouwers: 12.540 Scheidsrechter: Higler Video-assistent: Hensgens |
|                         |                       |         |                     | |

## Speelronde 31
|                         |                                  |         |                | |
| 24 april 2024 18:45 uur | FC Twente                        | 3 – 1   | Almere City FC | Stadion: De Grolsch Veste, Enschede Toeschouwers: 30.000 Scheidsrechter: Oostrom Video-assistent: Van den Kerkhof |
| 24 april 2024 18:45 uur | Kjølø 10' Steijn 52' D. Rots 84' | Verslag | 73' Hansen     | Stadion: De Grolsch Veste, Enschede Toeschouwers: 30.000 Scheidsrechter: Oostrom Video-assistent: Van den Kerkhof |
| 24 april 2024 18:45 uur |                                  |         |                | Stadion: De Grolsch Veste, Enschede Toeschouwers: 30.000 Scheidsrechter: Oostrom Video-assistent: Van den Kerkhof |
| 24 april 2024 18:45 uur |                                  |         |                | Stadion: De Grolsch Veste, Enschede Toeschouwers: 30.000 Scheidsrechter: Oostrom Video-assistent: Van den Kerkhof |
|                         |                                  |         |                | |

|                         |                                   |         |                             | |
| 24 april 2024 21:00 uur | Ajax                              | 2 – 2   | Excelsior Rotterdam         | Stadion: Johan Cruijff ArenA, Amsterdam Toeschouwers: 55.076 Scheidsrechter: Van der Eijk Video-assistent: Van der Laan |
| 24 april 2024 21:00 uur | Rensch 27' Bergwijn 36' Akpom 89' | Verslag | 36' (pen.) Baas 53' Lamprou | Stadion: Johan Cruijff ArenA, Amsterdam Toeschouwers: 55.076 Scheidsrechter: Van der Eijk Video-assistent: Van der Laan |
| 24 april 2024 21:00 uur |                                   |         |                             | Stadion: Johan Cruijff ArenA, Amsterdam Toeschouwers: 55.076 Scheidsrechter: Van der Eijk Video-assistent: Van der Laan |
| 24 april 2024 21:00 uur |                                   |         |                             | Stadion: Johan Cruijff ArenA, Amsterdam Toeschouwers: 55.076 Scheidsrechter: Van der Eijk Video-assistent: Van der Laan |
|                         |                                   |         |                             | |

|                         |               |         |                                                                                  | |
| 25 april 2024 18:45 uur | sc Heerenveen | 0 – 8   | PSV                                                                              | Stadion: Abe Lenstra Stadion, Heerenveen Toeschouwers: 24.500 Scheidsrechter: Makkelie Video-assistent: Ruperti |
| 25 april 2024 18:45 uur |               | Verslag | 7', 30' Til 9', 11' Tillman 44' Veerman 52' Bakayoko 71' De Jong 83' Van Aanholt | Stadion: Abe Lenstra Stadion, Heerenveen Toeschouwers: 24.500 Scheidsrechter: Makkelie Video-assistent: Ruperti |
| 25 april 2024 18:45 uur |               |         |                                                                                  | Stadion: Abe Lenstra Stadion, Heerenveen Toeschouwers: 24.500 Scheidsrechter: Makkelie Video-assistent: Ruperti |
| 25 april 2024 18:45 uur |               |         |                                                                                  | Stadion: Abe Lenstra Stadion, Heerenveen Toeschouwers: 24.500 Scheidsrechter: Makkelie Video-assistent: Ruperti |
|                         |               |         |                                                                                  | |

|                         |                  |         |                                           | |
| 25 april 2024 21:00 uur | Go Ahead Eagles  | 1 – 3   | Feyenoord                                 | Stadion: De Adelaarshorst, Deventer Toeschouwers: 9.997 Scheidsrechter: Blank Video-assistent: Gerrets |
| 25 april 2024 21:00 uur | O. Edvardsen 45' | Verslag | 25' (e.d.) De Lange 33' Ivanušec 69' Ueda | Stadion: De Adelaarshorst, Deventer Toeschouwers: 9.997 Scheidsrechter: Blank Video-assistent: Gerrets |
| 25 april 2024 21:00 uur |                  |         |                                           | Stadion: De Adelaarshorst, Deventer Toeschouwers: 9.997 Scheidsrechter: Blank Video-assistent: Gerrets |
| 25 april 2024 21:00 uur |                  |         |                                           | Stadion: De Adelaarshorst, Deventer Toeschouwers: 9.997 Scheidsrechter: Blank Video-assistent: Gerrets |
|                         |                  |         |                                           | |

|                         |        |         |                                       | |
| 28 april 2024 12:15 uur | N.E.C. | 0 – 3   | AZ                                    | Stadion: Goffertstadion, Nijmegen Toeschouwers: 12.540 Scheidsrechter: Van den Kerkhof Video-assistent: Kamphuis |
| 28 april 2024 12:15 uur |        | Verslag | 16' D. de Wit 58' Pavlidis 90+5' Poku | Stadion: Goffertstadion, Nijmegen Toeschouwers: 12.540 Scheidsrechter: Van den Kerkhof Video-assistent: Kamphuis |
| 28 april 2024 12:15 uur |        |         |                                       | Stadion: Goffertstadion, Nijmegen Toeschouwers: 12.540 Scheidsrechter: Van den Kerkhof Video-assistent: Kamphuis |
| 28 april 2024 12:15 uur |        |         |                                       | Stadion: Goffertstadion, Nijmegen Toeschouwers: 12.540 Scheidsrechter: Van den Kerkhof Video-assistent: Kamphuis |
|                         |        |         |                                       | |

|                         |                                         |         |                 | |
| 28 april 2024 12:15 uur | PEC Zwolle                              | 3 – 1   | Heracles Almelo | Stadion: MAC³PARK stadion, Zwolle Toeschouwers: 13.857 Scheidsrechter: Gözübüyük Video-assistent: Martens |
| 28 april 2024 12:15 uur | Thy 16' Van der Water 69' Krastev 90+3' | Verslag | 45+2' Vejinović | Stadion: MAC³PARK stadion, Zwolle Toeschouwers: 13.857 Scheidsrechter: Gözübüyük Video-assistent: Martens |
| 28 april 2024 12:15 uur |                                         |         |                 | Stadion: MAC³PARK stadion, Zwolle Toeschouwers: 13.857 Scheidsrechter: Gözübüyük Video-assistent: Martens |
| 28 april 2024 12:15 uur |                                         |         |                 | Stadion: MAC³PARK stadion, Zwolle Toeschouwers: 13.857 Scheidsrechter: Gözübüyük Video-assistent: Martens |
|                         |                                         |         |                 | |

|                         |                      |         |                          | |
| 28 april 2024 14:30 uur | RKC Waalwijk         | 2 – 2   | FC Utrecht               | Stadion: Mandemakers Stadion, Waalwijk Toeschouwers: 6.734 Scheidsrechter: Higler Video-assistent: Van de Graaf |
| 28 april 2024 14:30 uur | Min 26' Margaret 66' | Verslag | 61' Bozdoğan 84' Lammers | Stadion: Mandemakers Stadion, Waalwijk Toeschouwers: 6.734 Scheidsrechter: Higler Video-assistent: Van de Graaf |
| 28 april 2024 14:30 uur |                      |         |                          | Stadion: Mandemakers Stadion, Waalwijk Toeschouwers: 6.734 Scheidsrechter: Higler Video-assistent: Van de Graaf |
| 28 april 2024 14:30 uur |                      |         |                          | Stadion: Mandemakers Stadion, Waalwijk Toeschouwers: 6.734 Scheidsrechter: Higler Video-assistent: Van de Graaf |
|                         |                      |         |                          | |

|                         |                  |         |             | |
| 28 april 2024 14:30 uur | Sparta Rotterdam | 1 – 0   | FC Volendam | Stadion: Spartastadion Het Kasteel, Rotterdam Toeschouwers: 10.021 Scheidsrechter: Manschot Video-assistent: Nijhuis |
| 28 april 2024 14:30 uur | Lauritsen 75'    | Verslag |             | Stadion: Spartastadion Het Kasteel, Rotterdam Toeschouwers: 10.021 Scheidsrechter: Manschot Video-assistent: Nijhuis |
| 28 april 2024 14:30 uur |                  |         |             | Stadion: Spartastadion Het Kasteel, Rotterdam Toeschouwers: 10.021 Scheidsrechter: Manschot Video-assistent: Nijhuis |
| 28 april 2024 14:30 uur |                  |         |             | Stadion: Spartastadion Het Kasteel, Rotterdam Toeschouwers: 10.021 Scheidsrechter: Manschot Video-assistent: Nijhuis |
|                         |                  |         |             | |

|                         |                                                    |         |                                |                                                                                                  |
| 28 april 2024 16:45 uur | Vitesse                                            | 3 – 2   | Fortuna Sittard                | Stadion: GelreDome, Arnhem Toeschouwers: 17.826 Scheidsrechter: Hensgens Video-assistent: Timmer |
| 28 april 2024 16:45 uur | Aaronson 22', 76' Van Ginkel 68' Van Zwam 35', 81' | Verslag | 44' Córdoba 50' (pen.) Lonwijk | Stadion: GelreDome, Arnhem Toeschouwers: 17.826 Scheidsrechter: Hensgens Video-assistent: Timmer |
| 28 april 2024 16:45 uur |                                                    |         |                                | Stadion: GelreDome, Arnhem Toeschouwers: 17.826 Scheidsrechter: Hensgens Video-assistent: Timmer |
| 28 april 2024 16:45 uur |                                                    |         |                                | Stadion: GelreDome, Arnhem Toeschouwers: 17.826 Scheidsrechter: Hensgens Video-assistent: Timmer |
|                         |                                                    |         |                                |                                                                                                  |

## Speelronde 32
|                      |                              |         |               |                                                                                              |
| 3 mei 2024 20:00 uur | Almere City FC               | 1 – 1   | sc Heerenveen | Stadion: Yanmar Stadion, Almere Toeschouwers: 4.222 Scheidsrechter: Vos Video-assistent: Bos |
| 3 mei 2024 20:00 uur | Hansen 47' Koopmeiners 90+1' | Verslag | 80' Sahraoui  | Stadion: Yanmar Stadion, Almere Toeschouwers: 4.222 Scheidsrechter: Vos Video-assistent: Bos |
| 3 mei 2024 20:00 uur |                              |         |               | Stadion: Yanmar Stadion, Almere Toeschouwers: 4.222 Scheidsrechter: Vos Video-assistent: Bos |
| 3 mei 2024 20:00 uur |                              |         |               | Stadion: Yanmar Stadion, Almere Toeschouwers: 4.222 Scheidsrechter: Vos Video-assistent: Bos |
|                      |                              |         |               |                                                                                              |

|                      |                 |       |                 | |
| 3 mei 2024 20:00 uur | Fortuna Sittard | 0 – 0 | Go Ahead Eagles | Stadion: Fortuna Sittard Stadion, Sittard Toeschouwers: 10.956 Scheidsrechter: Van der Laan Video-assistent: Makkelie |
| 3 mei 2024 20:00 uur | Verslag         |       |                 | Stadion: Fortuna Sittard Stadion, Sittard Toeschouwers: 10.956 Scheidsrechter: Van der Laan Video-assistent: Makkelie |
| 3 mei 2024 20:00 uur |                 |       |                 | Stadion: Fortuna Sittard Stadion, Sittard Toeschouwers: 10.956 Scheidsrechter: Van der Laan Video-assistent: Makkelie |
| 3 mei 2024 20:00 uur |                 |       |                 | Stadion: Fortuna Sittard Stadion, Sittard Toeschouwers: 10.956 Scheidsrechter: Van der Laan Video-assistent: Makkelie |
|                      |                 |       |                 | |

|                      |                                                      |         |                                | |
| 5 mei 2024 12:15 uur | PSV                                                  | 4 – 2   | Sparta Rotterdam               | Stadion: Philips Stadion, Eindhoven Toeschouwers: 34.300 Scheidsrechter: Higler Video-assistent: Oostrom |
| 5 mei 2024 12:15 uur | Bakari 19' (e.d.) Bakayoko 26' Boscagli 67' Teze 78' | Verslag | 8' Metinho 29' (e.d.) Boscagli | Stadion: Philips Stadion, Eindhoven Toeschouwers: 34.300 Scheidsrechter: Higler Video-assistent: Oostrom |
| 5 mei 2024 12:15 uur |                                                      |         |                                | Stadion: Philips Stadion, Eindhoven Toeschouwers: 34.300 Scheidsrechter: Higler Video-assistent: Oostrom |
| 5 mei 2024 12:15 uur |                                                      |         |                                | Stadion: Philips Stadion, Eindhoven Toeschouwers: 34.300 Scheidsrechter: Higler Video-assistent: Oostrom |
|                      |                                                      |         |                                | |

|                      |                 |         |                                        | |
| 5 mei 2024 12:15 uur | Heracles Almelo | 0 – 5   | RKC Waalwijk                           | Stadion: Erve Asito, Almelo Toeschouwers: 12.080 Scheidsrechter: Lindhout Video-assistent: Manschot |
| 5 mei 2024 12:15 uur |                 | Verslag | 7', 67', 82' Min 45' Gaari 80' Adewoye | Stadion: Erve Asito, Almelo Toeschouwers: 12.080 Scheidsrechter: Lindhout Video-assistent: Manschot |
| 5 mei 2024 12:15 uur |                 |         |                                        | Stadion: Erve Asito, Almelo Toeschouwers: 12.080 Scheidsrechter: Lindhout Video-assistent: Manschot |
| 5 mei 2024 12:15 uur |                 |         |                                        | Stadion: Erve Asito, Almelo Toeschouwers: 12.080 Scheidsrechter: Lindhout Video-assistent: Manschot |
|                      |                 |         |                                        | |

|                      |             |         |                                       |                                                                                                |
| 5 mei 2024 14:30 uur | FC Volendam | 1 – 4   | Ajax                                  | Stadion: Kras Stadion, Volendam Toeschouwers: 7.000 Scheidsrechter: Bos Video-assistent: Blank |
| 5 mei 2024 14:30 uur | Benamar 80' | Verslag | 25', 77' Taylor 59' Akpom 70' Brobbey | Stadion: Kras Stadion, Volendam Toeschouwers: 7.000 Scheidsrechter: Bos Video-assistent: Blank |
| 5 mei 2024 14:30 uur |             |         |                                       | Stadion: Kras Stadion, Volendam Toeschouwers: 7.000 Scheidsrechter: Bos Video-assistent: Blank |
| 5 mei 2024 14:30 uur |             |         |                                       | Stadion: Kras Stadion, Volendam Toeschouwers: 7.000 Scheidsrechter: Bos Video-assistent: Blank |
|                      |             |         |                                       |                                                                                                |

|                      |            |         |         | |
| 5 mei 2024 14:30 uur | FC Utrecht | 1 – 0   | Vitesse | Stadion: Stadion Galgenwaard, Utrecht Toeschouwers: 20.314 Scheidsrechter: Dieperink Video-assistent: Hensgens |
| 5 mei 2024 14:30 uur | Jensen 48' | Verslag |         | Stadion: Stadion Galgenwaard, Utrecht Toeschouwers: 20.314 Scheidsrechter: Dieperink Video-assistent: Hensgens |
| 5 mei 2024 14:30 uur |            |         |         | Stadion: Stadion Galgenwaard, Utrecht Toeschouwers: 20.314 Scheidsrechter: Dieperink Video-assistent: Hensgens |
| 5 mei 2024 14:30 uur |            |         |         | Stadion: Stadion Galgenwaard, Utrecht Toeschouwers: 20.314 Scheidsrechter: Dieperink Video-assistent: Hensgens |
|                      |            |         |         | |

|                      |                             |         |           | |
| 5 mei 2024 16:45 uur | AZ                          | 2 – 1   | FC Twente | Stadion: AFAS Stadion, Alkmaar Toeschouwers: 18.827 Scheidsrechter: Makkelie Video-assistent: Ruperti |
| 5 mei 2024 16:45 uur | Van Bommel 46' Pavlidis 66' | Verslag | 5' Steijn | Stadion: AFAS Stadion, Alkmaar Toeschouwers: 18.827 Scheidsrechter: Makkelie Video-assistent: Ruperti |
| 5 mei 2024 16:45 uur |                             |         |           | Stadion: AFAS Stadion, Alkmaar Toeschouwers: 18.827 Scheidsrechter: Makkelie Video-assistent: Ruperti |
| 5 mei 2024 16:45 uur |                             |         |           | Stadion: AFAS Stadion, Alkmaar Toeschouwers: 18.827 Scheidsrechter: Makkelie Video-assistent: Ruperti |
|                      |                             |         |           | |

|                      |                                                              |         |            | |
| 5 mei 2024 20:00 uur | Feyenoord                                                    | 5 – 0   | PEC Zwolle | Stadion: Stadion Feijenoord, Rotterdam Toeschouwers: 47.500 Scheidsrechter: Nagtegaal Video-assistent: Teuben |
| 5 mei 2024 20:00 uur | Ueda 33' Ivanušec 41' Giménez 67' (pen.), 82' Geertruida 80' | Verslag |            | Stadion: Stadion Feijenoord, Rotterdam Toeschouwers: 47.500 Scheidsrechter: Nagtegaal Video-assistent: Teuben |
| 5 mei 2024 20:00 uur |                                                              |         |            | Stadion: Stadion Feijenoord, Rotterdam Toeschouwers: 47.500 Scheidsrechter: Nagtegaal Video-assistent: Teuben |
| 5 mei 2024 20:00 uur |                                                              |         |            | Stadion: Stadion Feijenoord, Rotterdam Toeschouwers: 47.500 Scheidsrechter: Nagtegaal Video-assistent: Teuben |
|                      |                                                              |         |            | |

|                      |                     |         |                             | |
| 6 mei 2024 20:00 uur | Excelsior Rotterdam | 0 – 3   | N.E.C.                      | Stadion: Van Donge & De Roo Stadion, Rotterdam Toeschouwers: 4.400 Scheidsrechter: Nijhuis Video-assistent: Pérez |
| 6 mei 2024 20:00 uur | Horemans 72'        | Verslag | 60', 64' Chery 90' González | Stadion: Van Donge & De Roo Stadion, Rotterdam Toeschouwers: 4.400 Scheidsrechter: Nijhuis Video-assistent: Pérez |
| 6 mei 2024 20:00 uur |                     |         |                             | Stadion: Van Donge & De Roo Stadion, Rotterdam Toeschouwers: 4.400 Scheidsrechter: Nijhuis Video-assistent: Pérez |
| 6 mei 2024 20:00 uur |                     |         |                             | Stadion: Van Donge & De Roo Stadion, Rotterdam Toeschouwers: 4.400 Scheidsrechter: Nijhuis Video-assistent: Pérez |
|                      |                     |         |                             | |

## Speelronde 33
|                       |                        |         |                | |
| 12 mei 2024 14:30 uur | Ajax                   | 3 – 0   | Almere City FC | Stadion: Johan Cruijff ArenA, Amsterdam Toeschouwers: 54.697 Scheidsrechter: Makkelie Video-assistent: Dieperink |
| 12 mei 2024 14:30 uur | Bergwijn 29', 34', 38' | Verslag |                | Stadion: Johan Cruijff ArenA, Amsterdam Toeschouwers: 54.697 Scheidsrechter: Makkelie Video-assistent: Dieperink |
| 12 mei 2024 14:30 uur |                        |         |                | Stadion: Johan Cruijff ArenA, Amsterdam Toeschouwers: 54.697 Scheidsrechter: Makkelie Video-assistent: Dieperink |
| 12 mei 2024 14:30 uur |                        |         |                | Stadion: Johan Cruijff ArenA, Amsterdam Toeschouwers: 54.697 Scheidsrechter: Makkelie Video-assistent: Dieperink |
|                       |                        |         |                | |

|                       |                                        |         |                 | |
| 12 mei 2024 14:30 uur | Excelsior Rotterdam                    | 4 – 0   | Heracles Almelo | Stadion: Van Donge & De Roo Stadion, Rotterdam Toeschouwers: 4.400 Scheidsrechter: Higler Video-assistent: Kooij |
| 12 mei 2024 14:30 uur | Parrott 45+3', 66' Driouech 67', 90+5' | Verslag |                 | Stadion: Van Donge & De Roo Stadion, Rotterdam Toeschouwers: 4.400 Scheidsrechter: Higler Video-assistent: Kooij |
| 12 mei 2024 14:30 uur |                                        |         |                 | Stadion: Van Donge & De Roo Stadion, Rotterdam Toeschouwers: 4.400 Scheidsrechter: Higler Video-assistent: Kooij |
| 12 mei 2024 14:30 uur |                                        |         |                 | Stadion: Van Donge & De Roo Stadion, Rotterdam Toeschouwers: 4.400 Scheidsrechter: Higler Video-assistent: Kooij |
|                       |                                        |         |                 | |

|                       |                                                                           |         |                | |
| 12 mei 2024 14:30 uur | FC Twente                                                                 | 7 – 2   | FC Volendam    | Stadion: De Grolsch Veste, Enschede Toeschouwers: 29.700 Scheidsrechter: Lindhout Video-assistent: Van de Graaf |
| 12 mei 2024 14:30 uur | Van Wolfswinkel 9' Ünüvar 23' Pröpper 37' Regeer 40' Steijn 43', 69', 73' | Verslag | 4', 21' Mirani | Stadion: De Grolsch Veste, Enschede Toeschouwers: 29.700 Scheidsrechter: Lindhout Video-assistent: Van de Graaf |
| 12 mei 2024 14:30 uur |                                                                           |         |                | Stadion: De Grolsch Veste, Enschede Toeschouwers: 29.700 Scheidsrechter: Lindhout Video-assistent: Van de Graaf |
| 12 mei 2024 14:30 uur |                                                                           |         |                | Stadion: De Grolsch Veste, Enschede Toeschouwers: 29.700 Scheidsrechter: Lindhout Video-assistent: Van de Graaf |
|                       |                                                                           |         |                | |

|                       |            |         |                  | |
| 12 mei 2024 14:30 uur | FC Utrecht | 0 – 1   | Sparta Rotterdam | Stadion: Stadion Galgenwaard, Utrecht Toeschouwers: 22.270 Scheidsrechter: Van der Laan Video-assistent: Ruperti |
| 12 mei 2024 14:30 uur |            | Verslag | 68' Neghli       | Stadion: Stadion Galgenwaard, Utrecht Toeschouwers: 22.270 Scheidsrechter: Van der Laan Video-assistent: Ruperti |
| 12 mei 2024 14:30 uur |            |         |                  | Stadion: Stadion Galgenwaard, Utrecht Toeschouwers: 22.270 Scheidsrechter: Van der Laan Video-assistent: Ruperti |
| 12 mei 2024 14:30 uur |            |         |                  | Stadion: Stadion Galgenwaard, Utrecht Toeschouwers: 22.270 Scheidsrechter: Van der Laan Video-assistent: Ruperti |
|                       |            |         |                  | |

|                       |                 |         |              | |
| 12 mei 2024 14:30 uur | Fortuna Sittard | 1 – 1   | PSV          | Stadion: Fortuna Sittard Stadion, Sittard Toeschouwers: 11.384 Scheidsrechter: Van den Kerkhof Video-assistent: Blank |
| 12 mei 2024 14:30 uur | Córdoba 27'     | Verslag | 72' Schouten | Stadion: Fortuna Sittard Stadion, Sittard Toeschouwers: 11.384 Scheidsrechter: Van den Kerkhof Video-assistent: Blank |
| 12 mei 2024 14:30 uur |                 |         |              | Stadion: Fortuna Sittard Stadion, Sittard Toeschouwers: 11.384 Scheidsrechter: Van den Kerkhof Video-assistent: Blank |
| 12 mei 2024 14:30 uur |                 |         |              | Stadion: Fortuna Sittard Stadion, Sittard Toeschouwers: 11.384 Scheidsrechter: Van den Kerkhof Video-assistent: Blank |
|                       |                 |         |              | |

|                       |                 |         |                                           | |
| 12 mei 2024 14:30 uur | Go Ahead Eagles | 0 – 3   | AZ                                        | Stadion: De Adelaarshorst, Deventer Toeschouwers: 9.941 Scheidsrechter: Gözübüyük Video-assistent: Van der Eijk |
| 12 mei 2024 14:30 uur |                 | Verslag | 39' Sadiq 45+3' Mijnans 77' Van Brederode | Stadion: De Adelaarshorst, Deventer Toeschouwers: 9.941 Scheidsrechter: Gözübüyük Video-assistent: Van der Eijk |
| 12 mei 2024 14:30 uur |                 |         |                                           | Stadion: De Adelaarshorst, Deventer Toeschouwers: 9.941 Scheidsrechter: Gözübüyük Video-assistent: Van der Eijk |
| 12 mei 2024 14:30 uur |                 |         |                                           | Stadion: De Adelaarshorst, Deventer Toeschouwers: 9.941 Scheidsrechter: Gözübüyük Video-assistent: Van der Eijk |
|                       |                 |         |                                           | |

|                       |                                  |         |                                | |
| 12 mei 2024 14:30 uur | N.E.C.                           | 2 – 3   | Feyenoord                      | Stadion: Goffertstadion, Nijmegen Toeschouwers: 12.540 Scheidsrechter: Bos Video-assistent: Hensgens |
| 12 mei 2024 14:30 uur | Sano 47' Nuytinck 49' Hansen 80' | Verslag | 45' Stengs 57' Minteh 87' Ueda | Stadion: Goffertstadion, Nijmegen Toeschouwers: 12.540 Scheidsrechter: Bos Video-assistent: Hensgens |
| 12 mei 2024 14:30 uur |                                  |         |                                | Stadion: Goffertstadion, Nijmegen Toeschouwers: 12.540 Scheidsrechter: Bos Video-assistent: Hensgens |
| 12 mei 2024 14:30 uur |                                  |         |                                | Stadion: Goffertstadion, Nijmegen Toeschouwers: 12.540 Scheidsrechter: Bos Video-assistent: Hensgens |
|                       |                                  |         |                                | |

|                       |              |         |                         | |
| 12 mei 2024 14:30 uur | RKC Waalwijk | 1 – 1   | PEC Zwolle              | Stadion: Mandemakers Stadion, Waalwijk Toeschouwers: 6.988 Scheidsrechter: Nijhuis Video-assistent: Oostrom |
| 12 mei 2024 14:30 uur | Margaret 89' | Verslag | 61' Thy 87' Buurmeester | Stadion: Mandemakers Stadion, Waalwijk Toeschouwers: 6.988 Scheidsrechter: Nijhuis Video-assistent: Oostrom |
| 12 mei 2024 14:30 uur |              |         |                         | Stadion: Mandemakers Stadion, Waalwijk Toeschouwers: 6.988 Scheidsrechter: Nijhuis Video-assistent: Oostrom |
| 12 mei 2024 14:30 uur |              |         |                         | Stadion: Mandemakers Stadion, Waalwijk Toeschouwers: 6.988 Scheidsrechter: Nijhuis Video-assistent: Oostrom |
|                       |              |         |                         | |

|                       |                  |         |                                          | |
| 12 mei 2024 14:30 uur | sc Heerenveen    | 1 – 3   | Vitesse                                  | Stadion: Abe Lenstra Stadion, Heerenveen Toeschouwers: 23.720 Scheidsrechter: Martens Video-assistent: Vos |
| 12 mei 2024 14:30 uur | Tahiri 8' (pen.) | Verslag | 23', 58' (pen.) Van Ginkel 90+2' Buitink | Stadion: Abe Lenstra Stadion, Heerenveen Toeschouwers: 23.720 Scheidsrechter: Martens Video-assistent: Vos |
| 12 mei 2024 14:30 uur |                  |         |                                          | Stadion: Abe Lenstra Stadion, Heerenveen Toeschouwers: 23.720 Scheidsrechter: Martens Video-assistent: Vos |
| 12 mei 2024 14:30 uur |                  |         |                                          | Stadion: Abe Lenstra Stadion, Heerenveen Toeschouwers: 23.720 Scheidsrechter: Martens Video-assistent: Vos |
|                       |                  |         |                                          | |

## Speelronde 34
|                       |                  |         |                                           | |
| 19 mei 2024 14:30 uur | Almere City FC   | 1 – 4   | N.E.C.                                    | Stadion: Yanmar Stadion, Almere Toeschouwers: 4.222 Scheidsrechter: Van de Graaf Video-assistent: Pérez |
| 19 mei 2024 14:30 uur | Van La Parra 19' | Verslag | 32' Sano 45+2' Proper 64' Ogawa 80' Chery | Stadion: Yanmar Stadion, Almere Toeschouwers: 4.222 Scheidsrechter: Van de Graaf Video-assistent: Pérez |
| 19 mei 2024 14:30 uur |                  |         |                                           | Stadion: Yanmar Stadion, Almere Toeschouwers: 4.222 Scheidsrechter: Van de Graaf Video-assistent: Pérez |
| 19 mei 2024 14:30 uur |                  |         |                                           | Stadion: Yanmar Stadion, Almere Toeschouwers: 4.222 Scheidsrechter: Van de Graaf Video-assistent: Pérez |
|                       |                  |         |                                           | |

|                       |                                                         |         |                                     | |
| 19 mei 2024 14:30 uur | AZ                                                      | 3 – 3   | FC Utrecht                          | Stadion: AFAS Stadion, Alkmaar Toeschouwers: 18.937 Scheidsrechter: Nijhuis Video-assistent: Kamphuis |
| 19 mei 2024 14:30 uur | M. de Wit 15' Van Bommel 16' Pavlidis 37' D. de Wit 60' | Verslag | 55' Boussaid 71' Lammers 81' Jensen | Stadion: AFAS Stadion, Alkmaar Toeschouwers: 18.937 Scheidsrechter: Nijhuis Video-assistent: Kamphuis |
| 19 mei 2024 14:30 uur |                                                         |         |                                     | Stadion: AFAS Stadion, Alkmaar Toeschouwers: 18.937 Scheidsrechter: Nijhuis Video-assistent: Kamphuis |
| 19 mei 2024 14:30 uur |                                                         |         |                                     | Stadion: AFAS Stadion, Alkmaar Toeschouwers: 18.937 Scheidsrechter: Nijhuis Video-assistent: Kamphuis |
|                       |                                                         |         |                                     | |

|                       |               |         |                          |                                                                                                  |
| 19 mei 2024 14:30 uur | FC Volendam   | 1 – 2   | Go Ahead Eagles          | Stadion: Kras Stadion, Volendam Toeschouwers: 6.800 Scheidsrechter: Oostrom Video-assistent: Vos |
| 19 mei 2024 14:30 uur | Le Roux 45+2' | Verslag | 16' Rommens 88' Llansana | Stadion: Kras Stadion, Volendam Toeschouwers: 6.800 Scheidsrechter: Oostrom Video-assistent: Vos |
| 19 mei 2024 14:30 uur |               |         |                          | Stadion: Kras Stadion, Volendam Toeschouwers: 6.800 Scheidsrechter: Oostrom Video-assistent: Vos |
| 19 mei 2024 14:30 uur |               |         |                          | Stadion: Kras Stadion, Volendam Toeschouwers: 6.800 Scheidsrechter: Oostrom Video-assistent: Vos |
|                       |               |         |                          |                                                                                                  |

|                       |                                                        |             |                     | |
| 19 mei 2024 14:30 uur | Feyenoord                                              | 4 – 0       | Excelsior Rotterdam | Stadion: Stadion Feijenoord, Rotterdam Toeschouwers: 43.000 Scheidsrechter: Lindhout Video-assistent: Van Boekel |
| 19 mei 2024 14:30 uur | Trauner 48' Lingr 63' Hancko 75' Geertruida 86' (pen.) | Verslag 1 2 |                     | Stadion: Stadion Feijenoord, Rotterdam Toeschouwers: 43.000 Scheidsrechter: Lindhout Video-assistent: Van Boekel |
| 19 mei 2024 14:30 uur |                                                        |             |                     | Stadion: Stadion Feijenoord, Rotterdam Toeschouwers: 43.000 Scheidsrechter: Lindhout Video-assistent: Van Boekel |
| 19 mei 2024 14:30 uur |                                                        |             |                     | Stadion: Stadion Feijenoord, Rotterdam Toeschouwers: 43.000 Scheidsrechter: Lindhout Video-assistent: Van Boekel |
|                       |                                                        |             |                     | |

|                       |                 |       |                 | |
| 19 mei 2024 14:30 uur | Heracles Almelo | 0 – 0 | Fortuna Sittard | Stadion: Erve Asito, Almelo Toeschouwers: 11.824 Scheidsrechter: Manschot Video-assistent: Hensgens |
| 19 mei 2024 14:30 uur | Verslag         |       |                 | Stadion: Erve Asito, Almelo Toeschouwers: 11.824 Scheidsrechter: Manschot Video-assistent: Hensgens |
| 19 mei 2024 14:30 uur |                 |       |                 | Stadion: Erve Asito, Almelo Toeschouwers: 11.824 Scheidsrechter: Manschot Video-assistent: Hensgens |
| 19 mei 2024 14:30 uur |                 |       |                 | Stadion: Erve Asito, Almelo Toeschouwers: 11.824 Scheidsrechter: Manschot Video-assistent: Hensgens |
|                       |                 |       |                 | |

|                       |               |         |                                        | |
| 19 mei 2024 14:30 uur | PEC Zwolle    | 1 – 2   | FC Twente                              | Stadion: MAC³PARK stadion, Zwolle Toeschouwers: 14.000 Scheidsrechter: Higler Video-assistent: Ruperti |
| 19 mei 2024 14:30 uur | Mac Nulty 62' | Verslag | 59' D. Rots 80' (pen.) Van Wolfswinkel | Stadion: MAC³PARK stadion, Zwolle Toeschouwers: 14.000 Scheidsrechter: Higler Video-assistent: Ruperti |
| 19 mei 2024 14:30 uur |               |         |                                        | Stadion: MAC³PARK stadion, Zwolle Toeschouwers: 14.000 Scheidsrechter: Higler Video-assistent: Ruperti |
| 19 mei 2024 14:30 uur |               |         |                                        | Stadion: MAC³PARK stadion, Zwolle Toeschouwers: 14.000 Scheidsrechter: Higler Video-assistent: Ruperti |
|                       |               |         |                                        | |

|                       |                                              |         |                             | |
| 19 mei 2024 14:30 uur | PSV                                          | 3 – 1   | RKC Waalwijk                | Stadion: Philips Stadion, Eindhoven Toeschouwers: 34.700 Scheidsrechter: Makkelie Video-assistent: Dieperink |
| 19 mei 2024 14:30 uur | De Jong 44', 82' (pen.) Lelieveld 86' (e.d.) | Verslag | 16' Margaret 76', 81' Bruma | Stadion: Philips Stadion, Eindhoven Toeschouwers: 34.700 Scheidsrechter: Makkelie Video-assistent: Dieperink |
| 19 mei 2024 14:30 uur |                                              |         |                             | Stadion: Philips Stadion, Eindhoven Toeschouwers: 34.700 Scheidsrechter: Makkelie Video-assistent: Dieperink |
| 19 mei 2024 14:30 uur |                                              |         |                             | Stadion: Philips Stadion, Eindhoven Toeschouwers: 34.700 Scheidsrechter: Makkelie Video-assistent: Dieperink |
|                       |                                              |         |                             | |

|                       |                          |         |                   | |
| 19 mei 2024 14:30 uur | Sparta Rotterdam         | 2 – 1   | sc Heerenveen     | Stadion: Spartastadion Het Kasteel, Rotterdam Toeschouwers: 10.272 Scheidsrechter: Van der Eijk Video-assistent: Van den Kerkhof |
| 19 mei 2024 14:30 uur | Neghli 57' Lauritsen 73' | Verslag | 90+1' Bochniewicz | Stadion: Spartastadion Het Kasteel, Rotterdam Toeschouwers: 10.272 Scheidsrechter: Van der Eijk Video-assistent: Van den Kerkhof |
| 19 mei 2024 14:30 uur |                          |         |                   | Stadion: Spartastadion Het Kasteel, Rotterdam Toeschouwers: 10.272 Scheidsrechter: Van der Eijk Video-assistent: Van den Kerkhof |
| 19 mei 2024 14:30 uur |                          |         |                   | Stadion: Spartastadion Het Kasteel, Rotterdam Toeschouwers: 10.272 Scheidsrechter: Van der Eijk Video-assistent: Van den Kerkhof |
|                       |                          |         |                   | |

|                       |                           |         |                           |                                                                                                  |
| 19 mei 2024 14:30 uur | Vitesse                   | 2 – 2   | Ajax                      | Stadion: GelreDome, Arnhem Toeschouwers: 18.796 Scheidsrechter: Blank Video-assistent: Nagtegaal |
| 19 mei 2024 14:30 uur | Boutrah 15' Kozłowski 78' | Verslag | 42' Šutalo 90+3' Berghuis | Stadion: GelreDome, Arnhem Toeschouwers: 18.796 Scheidsrechter: Blank Video-assistent: Nagtegaal |
| 19 mei 2024 14:30 uur |                           |         |                           | Stadion: GelreDome, Arnhem Toeschouwers: 18.796 Scheidsrechter: Blank Video-assistent: Nagtegaal |
| 19 mei 2024 14:30 uur |                           |         |                           | Stadion: GelreDome, Arnhem Toeschouwers: 18.796 Scheidsrechter: Blank Video-assistent: Nagtegaal |
|                       |                           |         |                           |                                                                                                  |

Ajax ·
Almere City FC ·
AZ ·
Excelsior Rotterdam ·
Feyenoord ·
Fortuna Sittard ·
Go Ahead Eagles ·
sc Heerenveen ·
Heracles Almelo ·
N.E.C. ·
PEC Zwolle ·
PSV ·
RKC Waalwijk ·
Sparta Rotterdam ·
FC Twente ·
FC Utrecht ·
Vitesse ·
FC Volendam